# Emmanuel Macron
Pour les articles homonymes, voir Macron.
Emmanuel Macron ([ɛmanɥɛl makʁɔ̃] ), né le 21 décembre 1977 à Amiens (Somme), est un haut fonctionnaire, banquier d'affaires et homme d'État français. Il est président de la République française depuis le 14 mai 2017.
Sorti de l'École nationale d'administration en 2004, il devient inspecteur des finances. En 2007, il est nommé rapporteur adjoint de la commission pour la libération de la croissance française (« commission Attali »). L'année suivante, il rejoint la banque d'affaires Rothschild & Cie, dont il devient associé-gérant en 2010.
Proche du Mouvement des citoyens puis du Parti socialiste de 2006 à 2009, il participe à la campagne électorale de François Hollande pour l'élection présidentielle de 2012, qui le nomme après sa victoire secrétaire général adjoint de son cabinet. En 2014, alors encore inconnu du grand public, mais réputé pour sa ligne sociale-libérale, Emmanuel Macron est nommé ministre de l'Économie, de l'Industrie et du Numérique ; en 2015, il fait adopter une loi pour la croissance, l'activité et l'égalité des chances économiques, dite « loi Macron ». Sa notoriété s'accroît alors qu'il prend progressivement ses distances avec François Hollande.
En 2016, il fonde et prend la présidence de son propre mouvement politique, En Marche ! (EM !), et démissionne du second gouvernement Manuel Valls. Il adopte un positionnement qu’il présente en dehors du clivage gauche-droite et se présente à l'élection présidentielle de 2017. Il l'emporte au second tour, bénéficiant d'un « front républicain » face à la candidate du Front national, Marine Le Pen. À 39 ans, il devient le plus jeune président français de l'histoire et le plus jeune dirigeant du G20 du moment.
Son premier mandat est marqué par une réforme du Code du travail, une loi de réforme de la SNCF, l'affaire Benalla, l'affaire McKinsey, la révélation de conflits d'intérêts via les Uber Files, le mouvement des Gilets jaunes et le grand débat national qui s'ensuit, ainsi que par un premier projet contesté de réforme des retraites, la mise en place d'une convention citoyenne pour le climat, la pandémie de Covid-19, puis la crise provoquée par l'invasion de l'Ukraine par la Russie alors que commence la présidence française du Conseil de l'Union européenne.
Candidat à sa réélection lors de l'élection présidentielle de 2022, il affronte une nouvelle fois au second tour Marine Le Pen, face à qui il l'emporte grâce à un nouveau barrage républicain, toutefois plus faible que lors de leur précédent duel. Son second mandat commence par l'obtention d'une majorité relative aux élections législatives, une crise énergétique mondiale liée à l'invasion de l'Ukraine par la Russie, une réforme des retraites reculant notamment l'âge du départ à 64 ans, adoptée sans vote de l'Assemblée nationale et fortement contestée, des émeutes urbaines à l'été 2023 ainsi que le vote controversé d'une loi immigration avec le soutien du Rassemblement national fin 2023.
À la suite des résultats des élections européennes en juin 2024 qui marquent une victoire historique du Rassemblement national, il décide de dissoudre l'Assemblée nationale, déclenchant des élections législatives anticipées. Il perd à cette occasion la majorité relative au profit du Nouveau Front populaire, qu'il refuse d'appeler à former un gouvernement minoritaire, provoquant une crise politique inédite sous la Cinquième République. Il s'accorde avec Les Républicains pour former un éphémère gouvernement dirigé par Michel Barnier, qui est renversé par la motion de censure du 4 décembre 2024, avant de nommer François Bayrou.

## Situation personnelle

### Origines familiales
Emmanuel Jean-Michel Frédéric Macron est le fils de Jean-Michel Macron, né en 1950, médecin, professeur de neurologie au centre hospitalier universitaire Amiens-Picardie et responsable d'enseignement en médecine à l'université de Picardie-Jules-Verne, et de Françoise Noguès, médecin-conseil à la Sécurité sociale. Leur premier enfant, une fille, meurt à la naissance en 1976. Ils ont ensuite trois enfants : Emmanuel, Laurent (né en 1979, radiologue) et Estelle (née en 1982, néphrologue). Après avoir divorcé en 2010, Jean-Michel Macron épouse Hélène Joly, psychiatre au CHS Pinel-Dury, avec qui il a eu un enfant, Gabriel, né en 2005 et donc demi-frère d’Emmanuel Macron.
La famille d'Emmanuel Macron est originaire du village d'Authie, dans la Somme. Ses grands-parents paternels sont André Macron, cadre (chef de district) à la SNCF, et Jacqueline Robertson, fille du Britannique George Robertson, venu de Bristol pour combattre durant la Première Guerre mondiale et héros de la bataille de la Somme. Ses grands-parents maternels, Jean Noguès et Germaine Arribet, enseignants, sont originaires de Bagnères-de-Bigorre. Son arrière-grand-père Henri Macron, ingénieur voyer, fut maire d'Authie de 1953 à 1964.

### Enfance
Emmanuel Macron naît le 21 décembre 1977 à Amiens, dans la Somme. Ses parents choisissent son prénom en référence à la prophétie biblique de Jésus-Christ Emmanuel,.
Il grandit dans le quartier résidentiel de Henriville à Amiens. À l’âge de 12 ans, il demande à être baptisé contre l’avis de son père en déclarant : « Je suis allé tout seul à l’église. Ce fut le début d’une période mystique qui a duré plusieurs années. Après quoi, je me suis éloigné de la religion ».
Emmanuel Macron explique sa passion pour les lettres par l'influence de sa grand-mère maternelle Germaine Noguès, une professeure de géographie puis directrice d'école, qu'il surnomme « Manette »,.

### Formation
De la sixième à la première, Emmanuel Macron est au lycée La Providence, un établissement privé catholique d'Amiens fondé par la congrégation des jésuites. Il obtient une « mention régionale » au concours général de français en 1994, alors qu'il est élève en classe de première,,. Il termine ses études secondaires au lycée Henri-IV, à Paris, où ses parents l'envoient pour l'éloigner de Brigitte Trogneux, sa professeure de théâtre avec laquelle il a une relation. Il réécrit avec elle la pièce de théâtre de l'auteur italien Eduardo De Filippo L'Art de la comédie,. Il obtient le baccalauréat scientifique avec la mention « très bien » en 1995.
Admis en hypokhâgne et khâgne B/L au lycée Henri-IV, il échoue à deux reprises à l'écrit du concours d'entrée de l'École normale supérieure (ENS),.
Il intègre l'Institut d'études politiques de Paris en 1998. D'abord étudiant au sein de la section « Internationale », il se réoriente en troisième année au sein de la section « Service public ». Il sort diplômé de Sciences Po en 2001. Il suit en parallèle un cursus en philosophie à l'université Paris-Nanterre et y obtient successivement une maîtrise en 2000 et un DEA en 2001 ; ses mémoires d'études sont dédiés à des penseurs politiques : Machiavel et Hegel.
De 1999 à 2001, il est assistant éditorial pour le livre La Mémoire, l'histoire, l'oubli du philosophe Paul Ricœur, qui recherchait un archiviste,,. Il devient membre du comité de rédaction de la revue Esprit. Certains observateurs mettront en avant l'influence de Paul Ricœur dans les positions politiques d'Emmanuel Macron,.
Emmanuel Macron n'effectue pas son service national en raison de la poursuite de ses études supérieures, qui reportent sa date d'incorporation. Né en décembre 1977, il appartenait aux dernières classes d'âge encore soumises à l'obligation de la conscription. Celle-ci a, en effet, été suspendue en 1996 pour « tous les Français nés après le 31 décembre 1978 ». Les derniers appelés (environ 4 380) ont quitté leur caserne en novembre 2001.
Il poursuit ses études à l'ENA à Strasbourg dans la promotion Léopold-Sédar-Senghor (2002-2004) de laquelle il sort classé 5e. Mais comme l'un des sujets de l'examen final avait déjà été abordé par certains élèves, le Conseil d'État annule le classement final de cette promotion, un recours ayant été déposé par 75 élèves, dont Emmanuel Macron,. Pour la première fois depuis la création de l'ENA, une promotion sort donc sans classement final, mais cette décision n'aura d'influence ni sur l'affectation d'Emmanuel Macron à l'Inspection des finances ni sur les autres élèves de la promotion. Il fait partie des étudiants militant pour le choix de Senghor comme nom de promotion. À l'ENA, il effectue un stage de six mois à l'ambassade de France à Abuja au Nigeria,, puis un autre à la préfecture de l'Oise.
En 2007, il bénéficie du German Marshall Fund, qui lui permet de découvrir les États-Unis, pays où il effectue par la suite un stage pour la banque Rothschild.
Des éléments de sa biographie publiés dans les médias font l'objet d'incertitudes et de contradictions. Ainsi, Emmanuel Macron semble avoir entretenu pendant un certain temps l'ambiguïté sur un prétendu passage par l'École normale supérieure. Par ailleurs, il indique avoir réalisé un mémoire sur l'intérêt général, en rapport avec la philosophie du droit de Hegel, sous la direction d'Étienne Balibar, mais ce dernier déclare ne pas avoir de souvenir ni de trace de cet épisode,, précisant : « Peut-être s'agit-il d'une censure inconsciente, je ne sais pas ».

### Vie privée

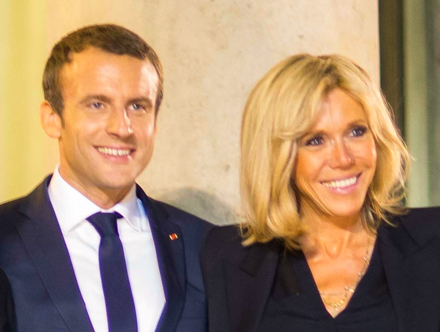
Emmanuel et Brigitte Macron en 2017.

#### Mariage
Le 20 octobre 2007, au Touquet, où il réside, Emmanuel Macron épouse Brigitte Trogneux,, avec pour témoins le professeur d'économie Marc Ferracci et l'homme d'affaires Henry Hermand,.
Brigitte Trogneux est une professeur de lettres classiques de vingt-quatre ans et huit mois son aînée, qui a eu trois enfants d'une union précédente avec André-Louis Auzière (dont elle est séparée depuis 1994 et divorcée depuis 2006). Emmanuel Macron l'a rencontrée en 1993, au cours d'un atelier de théâtre qu'elle animait dans son lycée, alors qu'il était âgé de quinze ans et en classe de seconde,,.

#### Religion
Il se définit comme agnostique, déclarant en même temps : « Aujourd'hui, j'ai une réflexion permanente sur la nature de ma propre foi. Mon rapport à la spiritualité continue de nourrir ma pensée mais je n'en fais pas un élément de revendication. »

#### Centres d'intérêt
Il pratique le piano, qu'il a étudié pendant dix ans au conservatoire d'Amiens et dont il a obtenu un troisième prix,,, le ski et le tennis. Il a pratiqué la boxe française, le football (il apprécie l'Olympique de Marseille) et suit le Tour de France cycliste.
En ce qui concerne ses goûts culturels, il apprécie beaucoup le film Les Tontons flingueurs, ainsi que les écrivains Stendhal et André Gide. Il fait ainsi figurer leurs œuvres respectives Le Rouge et le Noir et Les Nourritures terrestres dans son portrait officiel, aux côtés des Mémoires de guerre de Charles de Gaulle.
Il cite également Albert Camus, Arthur Rimbaud, et René Char. Ses chanteurs préférés sont Léo Ferré, Johnny Hallyday et Charles Aznavour.

## Carrière professionnelle

### Inspecteur des finances
En 2004, à l'issue de ses études à l'ENA, il intègre le corps de l'Inspection générale des finances (IGF),. Emmanuel Macron devient l'un des protégés de Jean-Pierre Jouyet qui dirige alors l'IGF. Il participe notamment à des missions sur la « valorisation de la recherche »,, la « fraude aux prélèvements obligatoires et son contrôle » et « la répartition des prélèvements obligatoires entre générations et la question de l'équité intergénérationnelle ». Alors qu'il est inspecteur des finances, Macron enseigne l'économie durant l'été à la « prep'ENA » du groupe privé IPESUP,,. Il enseigne également au sein de la classe préparatoire aux concours de la haute fonction publique de l'Institut d'études politiques de Paris, où il est chargé d'un cours de culture générale,.
Laurence Parisot lui propose en 2006, le poste de directeur général du Mouvement des entreprises de France (MEDEF), qu'elle préside, mais Emmanuel Macron décline l'offre, tout en restant en étroit contact avec celle-ci.
En août 2007, il est nommé rapporteur adjoint de la commission pour la libération de la croissance française (« commission Attali »). En mars 2010, il est nommé par décret membre de cette commission. Il y rencontre notamment Peter Brabeck, alors PDG de Nestlé, contact qui lui a permis chez Rothschild & Cie de conseiller le rachat par Nestlé de la filiale de lait infantile de Pfizer en 2012.
Emmanuel Macron est co-rapporteur de la commission sur les professions du droit en 2008.
Il démissionne de l'Inspection des finances en 2016. En tant qu'énarque, il devait dix ans de services à l'État ; n'en ayant effectué que six (ses deux ans comme ministre n'étant pas comptés), il doit s'acquitter de la somme de 54 000 €.

### Banquier d'affaires
En septembre 2008, il se met en disponibilité de la fonction publique et devient banquier d'affaires chez Rothschild & Cie,. Recruté par François Henrot sur recommandation de Jacques Attali, Serge Weinberg (président du conseil d'administration d'Accor) et Xavier Fontanet (PDG d'Essilor International), il indique que l'échec de son militantisme local dans le Pas-de-Calais, où il n'a pu obtenir une investiture socialiste, et l'élection de Nicolas Sarkozy à la présidence de la République, l'a poussé vers cette activité. À cette époque, il a déjà pour ambition de devenir président de la République, mais, en s'engageant dans le privé, il suit les conseils d'Alain Minc, qui estime qu'il est préférable d'être fortuné pour faire de la politique. L'un de ses premiers dossiers est le rachat de Cofidis, spécialiste du crédit à la consommation, par le Crédit mutuel.
En 2010, sous le mandat du président Nicolas Sarkozy, Emmanuel Macron offre son aide bénévole à la « Société des rédacteurs du Monde » (SRM), dans le contexte de la revente du journal Le Monde. Mais il est aussi en relation secrète avec Alain Minc, alors que celui-ci soutient une offre Perdriel-Prisa-Orange, et alors que cette offre paraissait à la SRM « particulièrement dangereuse ». Découvert de manière rocambolesque par Adrien de Tricornot, il doit renoncer à ce double jeu, révélateur de sa stratégie médiatique, selon les analyses de Laurent Mauduit et Julia Cagé, fin 2021 sur Off-investigation.
Il est promu, fin 2010, associé-gérant au sein de la banque, après avoir travaillé sur la recapitalisation du journal Le Monde et sur le rachat par Atos de Siemens IT Solutions and Services. À l'âge de 33 ans seulement, Emmanuel Macron bat ainsi le record de jeunesse d'âge de Grégoire Chertok. Cette ascension rapide apparaît étonnante à certains commentateurs, surtout au vu de la différence de bilan entre les deux hommes.
En février 2012, il conseille Philippe Tillous-Borde, le PDG de Sofiprotéol qui prend 41 % du capital de Lesieur Cristal.
La même année, il est nommé gérant et dirige l'une des plus grosses négociations de l'année, le rachat par Nestlé de la filiale « laits pour bébé » de Pfizer, Wyeth Nutrition. Cette transaction, évaluée à plus de neuf milliards d'euros, lui permet de devenir millionnaire,. François Henrot dira de lui qu'« il aurait été, s'il était resté dans le métier, un des meilleurs en France, sans doute même en Europe ». Le surnom de « Mozart de la finance », parfois utilisé une fois le banquier entré en politique, est cependant critiquée par certains observateurs, car son bilan demeure relativement mince,. La journaliste Martine Orange, auteur de Rothschild, une banque au pouvoir, indique qu'Emmanuel Macron avait été recruté pour son carnet d'adresses.
Entre décembre 2010, date de sa nomination comme associé-gérant, et mai 2012, celle de son arrivée à l'Élysée comme secrétaire général adjoint, Emmanuel Macron indique avoir gagné 2 millions d'euros brut. Selon ses déclarations de revenus et de patrimoine faites à la Haute Autorité pour la transparence de la vie publique, il a gagné plus de 2,5 millions d'euros bruts entre 2009 et 2013.

## Parcours politique

### Débuts (1990-2012)

#### Militantisme au MDC
À la fin des années 1990, pendant près de deux ans, il milite au Mouvement des citoyens (MDC) de Jean-Pierre Chevènement, sans pour autant que son adhésion à ce parti soit établie. Alors à Sciences Po, il effectue un stage au cabinet de Georges Sarre, maire du 11e arrondissement de Paris et proche de Chevènement. Il participe à la campagne de celui-ci pour les élections municipales de 2001 à Paris et vote pour Jean-Pierre Chevènement au premier tour de l'élection présidentielle de 2002. Il explique : « Autant la deuxième gauche m'a inspiré sur le social, autant je considère que son rapport à l'État reste très complexé. Je me suis toujours interrogé sur le rôle de l'État, et c'est pour cette raison que je me tourne, plus jeune, vers Jean-Pierre Chevènement ». À la suite du 21 avril 2002, il considère que l'échec de Lionel Jospin et du Parti socialiste (PS) s'explique notamment par l'incapacité de la gauche à tenir un discours de fermeté sur les questions de sécurité.

#### Engagement au sein du Parti socialiste
Proche du PS à partir de 2006, les affirmations selon lesquelles il en aurait été membre jusqu'en 2009,,, ont été démenties par la suite. Il collabore également, à partir de 2006, avec la fondation Jean-Jaurès, qui en est proche. Par l'intermédiaire de Jean-Pierre Jouyet, il rencontre en 2006 François Hollande, auprès duquel il s'engage à partir de 2010. Lors de l'élection présidentielle de 2007, il fait partie du groupe les Gracques, composé d'anciens patrons et de hauts fonctionnaires, qui appelle à une alliance entre Ségolène Royal et François Bayrou,. D'après Anne Fulda, « il dit [en 2016] ne pas se souvenir pour qui il a voté au premier tour mais a déposé un bulletin Ségolène Royal dans l'urne au second ». Selon Raphaëlle Bacqué, Ariane Chemin et Ivanne Trippenbach du journal Le Monde, Emmanuel Macron affirme avoir voté pour François Bayrou au premier tour en 2007.
En vue des élections législatives de 2007, il essaie d'obtenir du PS une investiture en Picardie, mais les adhérents socialistes de Picardie s'opposent à sa candidature. Cet échec, associé à la victoire de Nicolas Sarkozy à l'élection présidentielle de 2007, l'encourage à donner un nouveau tournant à sa carrière. Alors qu'il est soutenu par une association locale et par l'opposition municipale de droite du Touquet-Paris-Plage, il renonce à se présenter aux élections municipales de 2008. Il indique avoir « décliné une offre au cabinet Woerth en 2007 » car « cela n'était pas conforme à [ses] opinions ». En 2010, il décline la proposition, portée par Antoine Gosset-Grainville et validée par le palais de l'Élysée, de devenir le directeur de cabinet adjoint du Premier ministre, François Fillon.
Il soutient François Hollande lors de la primaire présidentielle socialiste de 2011 avant l'affaire du Sofitel, alors que Dominique Strauss-Kahn est en tête des sondages. De juillet à décembre 2011, il anime un cénacle d'experts et d'économistes, le « groupe de la Rotonde », composé des économistes Philippe Aghion, Gilbert Cette et Élie Cohen, qui fait un rapport tous les quinze jours à François Hollande, qui gagne la primaire présidentielle,. Ce groupe prône « un véritable choc de compétitivité », idée que Michel Sapin, chargé du projet présidentiel, ne retient pas.

### Premières responsabilités (2012-2016)

#### Secrétaire général adjoint de l'Élysée

##### Élection de François Hollande et nomination

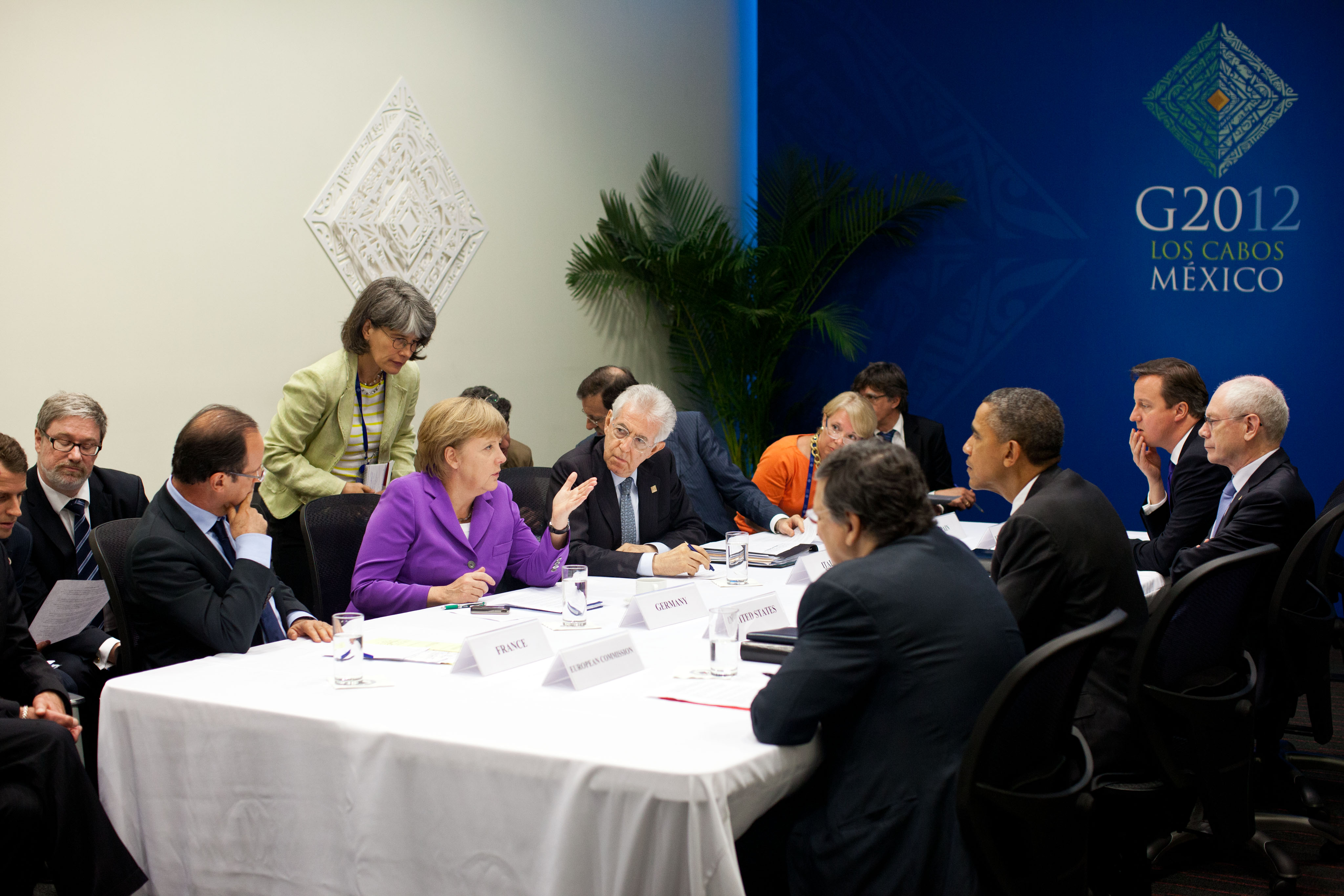
Emmanuel Macron (assis à l'extrême gauche) et François Hollande au sommet du G20 au Mexique, le 19 juin 2012, avec Angela Merkel, Mario Monti, David Cameron, Herman Van Rompuy, Barack Obama et José Manuel Durão Barroso.

François Hollande remporte l'élection présidentielle. Le 15 mai 2012, après avoir réintégré la fonction publique, Emmanuel Macron devient secrétaire général adjoint de l'Élysée, en tandem avec Nicolas Revel,. Il seconde le nouveau secrétaire général, Pierre-René Lemas. Sa nomination à ce poste est suggérée à François Hollande par François Rebsamen, qui rapporte une requête formulée par plusieurs patrons, dont Bernard Attali, Gérard Mestrallet, Jean-Pierre Clamadieu, Jean-Pierre Rodier et Serge Weinberg,.
Nicolas Prissette indique : « Dès les premières semaines du quinquennat, le secrétaire général adjoint de 34 ans retient l'attention du microcosme : jeune, sémillant, atypique, pas très à gauche. Les journaux lui consacrent des articles. On s'intéresse davantage à ce personnage qu'au secrétaire général Pierre-René Lemas, qui occupe pourtant le poste clé parmi tous les autres, au cœur du pouvoir ».
L'été 2012, l'ancienne cellule économique de l'Élysée, dont Macron est devenu le plus haut gradé, étudie un passage temporaire aux 37 heures, jusqu'à la fin 2014, avec un bilan prévu pour voir si les Français peuvent repasser aux 35 heures, étudie une concentration des hausses d'impôts sur les plus hauts revenus, ainsi que le maintien de la défiscalisation des heures supplémentaires. Ces propositions sont déclinées par François Hollande.
Emmanuel Macron est notamment l'un des artisans,, voire à l'origine du crédit d'impôt pour la compétitivité et l'emploi et du pacte de responsabilité et de solidarité. Concernant ce dernier, il s'oppose à Nicolas Revel, chargé des questions sociales, sur l'opportunité d'inscrire le projet dans le collectif budgétaire voté avant l'été 2014. La presse fait également état de dissensions avec Philippe Léglise-Costa, conseiller de François Hollande chargé des questions européennes, ce que ce dernier dément régulièrement ; la revue Contexte indique notamment qu'en 2013, il perd un conflit avec celui-ci alors qu'il plaide « pour une stratégie coup-de-poing face à la Commission européenne, qui réclame à cor et à cri le respect des 3 % ». Il contribue par ailleurs au choix de l'Élysée de ne pas légiférer sur les salaires des patrons et de privilégier un code de bonne conduite. Il confie avoir songé à quitter son poste à l'automne 2013, estimant que la réforme des retraites présentée par l'exécutif n'était « pas à la hauteur ». Il apparaît dans la liste des invités à la réunion du groupe Bilderberg de 2014 en sa qualité de secrétaire général adjoint de la présidence de la République.
Une candidature lui est proposée dans sa ville natale d'Amiens lors des élections municipales de 2014, mais il refuse l'offre. Alors que Manuel Valls propose à François Hollande, à l'issue de ces élections, de lui confier le ministère du Budget dans son premier gouvernement, le président de la République écarte cette idée en raison de son absence de mandat électoral,,,.

##### Démission et projets professionnels
Le 10 juin 2014, l'Élysée annonce qu'il quitte le cabinet de François Hollande et que Laurence Boone reprend les dossiers économiques et financiers. Son titre et rang protocolaire de secrétaire général adjoint de l'Élysée ne sont en revanche pas conférés à celle-ci, qui ne reprend que le titre de chef du pôle économie et finance,. Les observateurs expliquent son départ par ses déceptions de ne pas entrer dans le premier gouvernement de Manuel Valls et de ne pas obtenir gain de cause sur l'approfondissement des réformes engagées par le gouvernement, ou encore par l'arrivée comme secrétaire général de Jean-Pierre Jouyet, plus au fait des questions économiques, financières et européennes que son prédécesseur Pierre-René Lemas,. Alors qu'il espérait récupérer le poste de secrétaire général, il est également déçu de la décision de François Hollande de nommer ce dernier à la tête de la Caisse des dépôts et consignations.
Jouyet indique qu'Emmanuel Macron quitte le cabinet de la présidence « pour mener des projets personnels dans les domaines de l'enseignement et de la recherche ». Il cherche, selon les sources, soit à créer une société de conseil financier,, soit un système multidisciplinaire pour évaluer les élèves, soit un fonds d'investissement pour des projets innovants dans le domaine de l'éducation, soit aller dans la Silicon Valley monter une entreprise d'enseignement sur internet. Il obtient un poste universitaire à l'université de Berlin au début de l'été 2014 et, avec l'aide d'Alain Minc, le titre de Senior Research fellow en économie politique à la London School of Economics pour y devenir maître de conférences en policy-mix européen ; il se rend une fois par semaine à Londres et Berlin donner des cours. Il cherche également, par l'intermédiaire de Philippe Aghion, à obtenir un poste à l'université Harvard,. Après avoir visité des start-up en Californie avec Xavier Niel, il s'installe quelques semaines dans les locaux de BDGS, le cabinet d'Antoine Gosset-Grainville, dont il est proche et qui affirmera plus tard : « À l’époque, il essayait de monter une start-up dans le conseil stratégique. Il nous a demandé de l’accompagner sur les aspects juridiques ».

#### Ministre de l'Économie, de l'Industrie et du Numérique

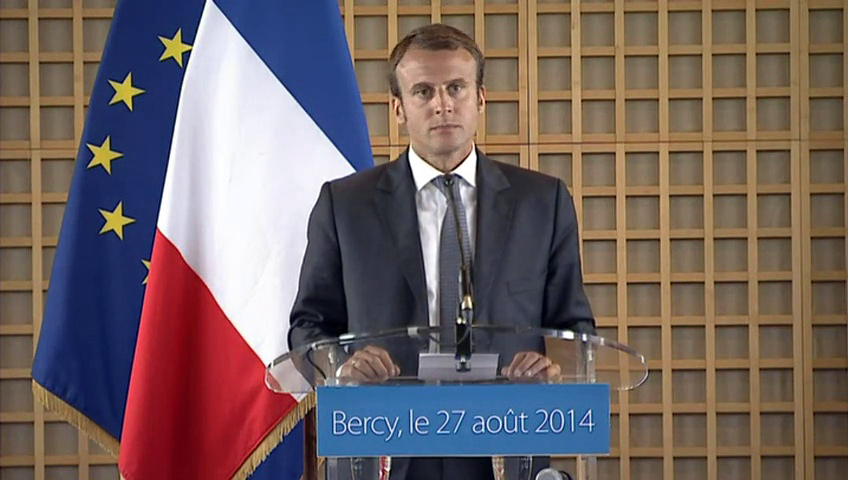
Emmanuel Macron lors de la passation de pouvoir au ministère de l'Économie.

Le 26 août 2014, Emmanuel Macron est nommé ministre de l'Économie, de l'Industrie et du Numérique dans le gouvernement Valls II en remplacement d'Arnaud Montebourg, dont il conserve la moitié du cabinet. Plusieurs personnalités ont été envisagées avant lui : Bertrand Delanoë, Louis Gallois, Gérard Collomb ou encore Pascal Lamy ; il est suggéré par Jean-Pierre Jouyet. Alors inconnu du grand public,, il devient le plus jeune ministre de l'Économie depuis Valéry Giscard d'Estaing dans le premier gouvernement de Georges Pompidou en 1962. Il est qualifié par certains médias et acteurs politiques d'« anti-Montebourg » et de « symbole » d'un virage social-libéral de l'exécutif,,. La passation de pouvoir entre les ministres a lieu le 27 août 2014 au ministère de Bercy. Il a pour directeur de cabinet Alexis Kohler, qui fut directeur de cabinet adjoint de Pierre Moscovici de juin 2012 à mars 2014, quand celui-ci était ministre de l'Économie et des Finances. Plusieurs de ses lieutenants sont issus des réseaux de Dominique Strauss-Kahn, dont Cédric O, Benjamin Griveaux et Stanislas Guerini.

##### Loi Macron
Prenant la suite du projet de « loi sur la croissance et le pouvoir d'achat » porté par Arnaud Montebourg, qui se donnait pour objectif de « restituer six milliards d'euros de pouvoir d'achat » aux Français, il présente au mois de décembre 2014 au Conseil des ministres, le projet de loi pour la croissance, l'activité et l'égalité des chances économiques, aussi appelé « loi Macron », qui a pour objectif de « déverrouiller l'économie française » en modifiant notamment la réglementation concernant le travail le dimanche, les professions réglementées, les transports et le permis de conduire, l'ouverture du marché autocar et la vie des entreprises et des salariés. Par peur de ne pas trouver de majorité sur ce texte, le gouvernement Valls II décide de ne pas faire voter cette réforme auprès des parlementaires et d'utiliser l'article 49 alinéa 3 de la Constitution, pour la faire adopter. Après son adoption le 10 juillet et une saisine du Conseil constitutionnel par l'opposition, la loi est promulguée le 6 août 2015. Pour son biographe Marc Endeweld, « c'est bien à l'Assemblée nationale [à l'occasion de l'examen du projet de loi] que le banquier de chez Rothschild s'est mué en véritable homme politique, essayant de convaincre jusqu'à ses détracteurs. »
L'OCDE estime que les mesures d'Emmanuel Macron généreront une hausse du PIB « de 0,3 % à un horizon de cinq ans et de 0,4 % à un horizon de 10 ans ». À l'été 2016, Ludovic Subran, chef économiste de l'assureur Euler Hermes, estime à seulement un « demi-dixième de point » (soit 0,05 %) l'apport de la loi Macron à la croissance de la France. Elle a pour mesure phare la libéralisation du marché des autocars longue distance, dits « autocars Macron »,.
Emmanuel Macron défend également certains articles du projet de loi relative à la transparence, à la lutte contre la corruption et à la modernisation de la vie économique, dite « Sapin 2 », notamment sur le statut des autoentrepreneurs ou le seuil de qualification pour accéder à certains métiers. Face à l'opposition qui se manifeste à l'Assemblée, il doit accepter de nombreuses concessions et mobiliser ses partisans.

##### Dossiers industriels
En avril 2015, Emmanuel Macron fait passer la part de l'État dans le capital de Renault de 15 % à près de 20 %, sans en avertir le PDG, Carlos Ghosn. Il impose ensuite l'application de la nouvelle loi Florange qui permet de donner un droit de vote double aux actionnaires « historiques », ce qui confère à l'État la minorité de blocage. Devant les remontrances de Nissan qui s'inquiète de cette progression au capital, l'État s'accorde à limiter sa puissance au sein de Renault et s'interdit d'agir chez Nissan. En mai 2016, Emmanuel Macron appelle Carlos Ghosn à revoir sa rémunération de 2015 à la baisse en menaçant de « légiférer ». Cet épisode dégradera durablement le climat de confiance au sein de l'alliance Renault-Nissan.
En 2015, Emmanuel Macron autorise la privatisation partielle de 49 % du capital de l'aéroport de Toulouse-Blagnac à des acquéreurs privés étrangers. Le bilan de cette cession est sévèrement critiqué par la Cour des comptes dans un rapport publié en novembre 2018. En avril 2019, la cour administrative d'appel estime que la procédure de cession a été irrégulière.
Les salariés licenciés de l'usine Ecopla en Isère, cédée à un groupe italien, lui reprochent son inaction, tandis que le député Pierre Ribeaud déplore « une absence de prise de conscience » de sa part. Interrogé sur ce sujet, Emmanuel Macron reconnaît « des échecs » et « des limites à l'action publique » : « le rôle des responsables politiques, ce n'est pas de démontrer en toutes circonstances des capacités, des protections que parfois ils n'ont plus ».
Selon l'enquête Uber Files menée par un consortium de médias, les communications internes de la start-up Uber montrent qu'elle a déployé entre 2014 et 2016 une activité intense et en grande partie secrète de lobbying pour faire évoluer favorablement la réglementation et la législation en sa faveur. Emmanuel Macron est en relation directe avec le PDG Travis Kalanick et les lobbyistes de Uber, qu'il rencontre à de nombreuses reprises et en secret, et intervient à la grande satisfaction de la start-up en court-circuitant les décisions de ses collègues du gouvernement et des députés socialistes,. En 2017, le lobbyiste qui avait quitté l'entreprise était devenu conseiller senior de son conseil d’administration quand il prend part à la campagne d'Emmanuel Macron et à la création de LREM avec d'autres personnes impliquées dans les discussions avec Uber : Astrid Panosyan-Bouvet (cofondatrice de LREM), Julie Bonamy (ancienne spécialiste du numérique de LREM) ou Fabrice Comptour (considéré par Uber comme l'un de ses meilleurs soutiens au sein de l'exécutif européen).
Selon une enquête de Médiapart, un lobbyiste d'Amazon a participé à des groupes de travail pour préparer la campagne d'Emmanuel Macron.

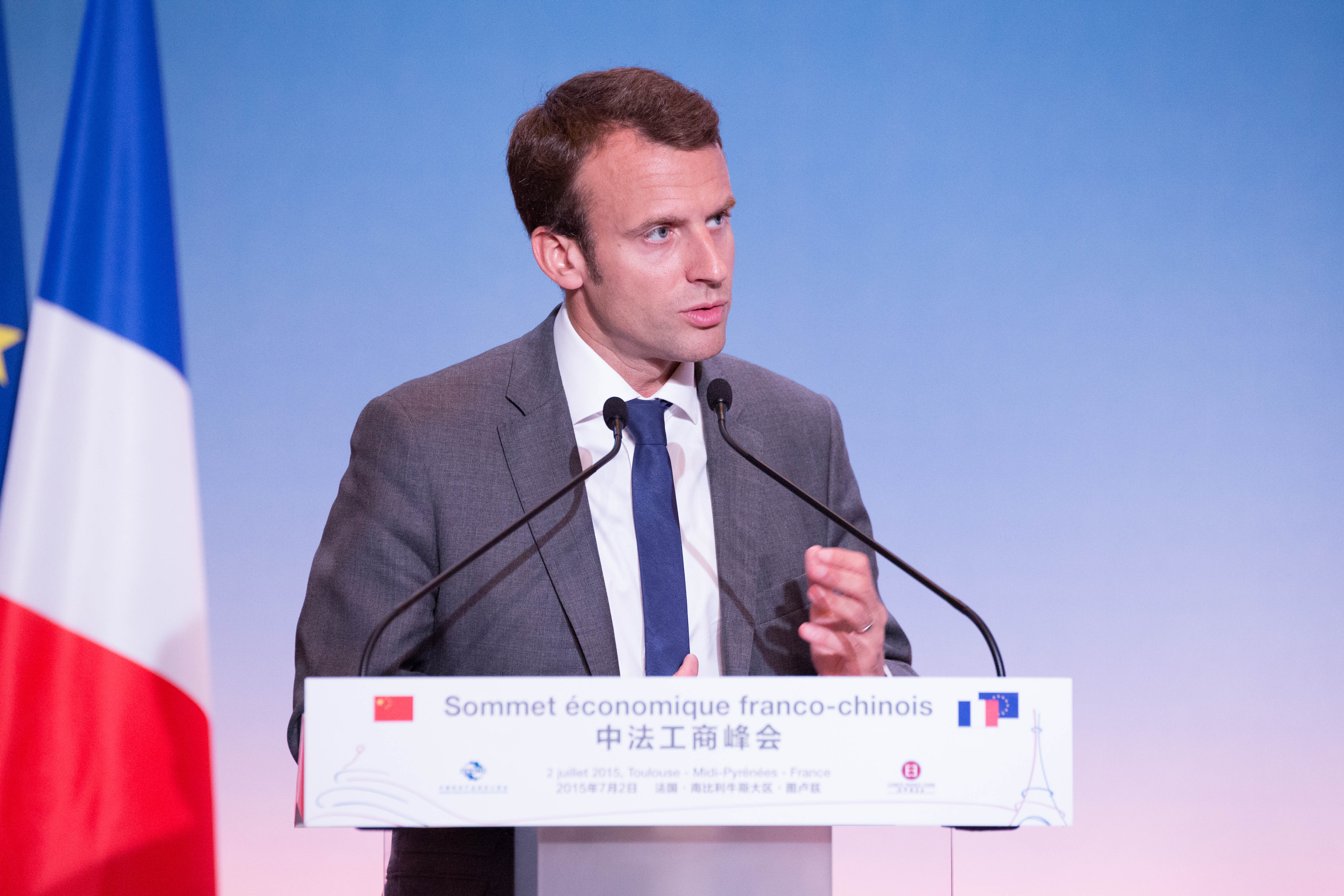
Emmanuel Macron en juillet 2015 lors d'un sommet franco-chinois.

En novembre 2014, Emmanuel Macron autorise l'achat de la branche énergie d'Alstom par l'entreprise américaine General Electric (GE). Plus tôt, l'entreprise avait promis au gouvernement de créer environ un millier d'emplois en France, d'ici fin 2018,.
Dès janvier 2016, le groupe annonce pourtant la suppression de 765 emplois en France, au siège de Levallois et dans les activités réseaux électriques. Lorsque fin août 2016, GE annonce la fermeture du site d'Alstom à Belfort, Emmanuel Macron commence à s'attirer des critiques, y compris de la part de l'Élysée, de son prédécesseur Arnaud Montebourg et de Michel Sapin, son successeur et ancien collègue à Bercy, qui déclare qu'il « avait levé le pied depuis un an »,,. Emmanuel Macron quant à lui condamne la décision d'Alstom de fermer le site, affirmant que la question d'une fermeture à Belfort n'avait jamais fait partie des discussions de 2015 entre Alstom et le Gouvernement et qu'il a agi sur le dossier en 2015 pour « éviter un plan social et des licenciements ». Mediapart souligne qu'à Bercy, Emmanuel Macron s'est « privé de plusieurs moyens d'influencer les décisions stratégiques du groupe Alstom, surtout lors du rachat par le groupe américain General Electric de ses activités énergie — il a notamment refusé de se servir d'un décret, adopté en mai 2014, permettant à l'État de s'opposer à une prise de contrôle d'une entreprise française par un groupe étranger. Il a également donné à General Electric un avantage décisif dans les coentreprises détenues par les deux groupes ».
En 2016, Emmanuel Macron met en cause « une surcapacité du secteur ferroviaire français » et affirme que l'idée de sauver Alstom « uniquement par la commande publique, c'est une fausse piste sur le moyen et long terme ».
General Electric annonce en octobre 2017 la suppression de 350 postes à Grenoble, en juin 2018 un renoncement définitif à sa promesse de création de 1000 postes et en mai 2019 la suppression de 1 050 emplois en France. La gestion du dossier par Emmanuel Macron est alors régulièrement l'objet de critiques, reliant notamment l'affaire Alstom avec la désindustrialisation de la France et un déficit de stratégie à long terme,,,. Emmanuel Macron est accusé par le député Pierre Lellouche d'avoir « présidé » la destruction d'un fleuron de l'industrie française en tant que secrétaire général adjoint de l'Élysée puis ministre de l'économie. Emmanuel Macron affirme cependant n'avoir appris le projet de vente à General Electric qu'en avril 2014 lors d'une fuite dans la presse,,, et il déclare le 11 mars 2015 lors d'une audition à l'Assemblée nationale : « Le gouvernement a été mis devant le fait accompli. Les entreprises discutaient depuis plusieurs mois dans le plus grand secret. […] Le gouvernement s'est trouvé face à un projet totalement ficelé »,,. En 2019, Alain Marleix, député LR et ancien président de la commission d'enquête parlementaire sur les décisions de politique industrielle de l'État, saisit le parquet de Paris en mettant en cause Emmanuel Macron. Dans son discours de Belfort du 10 février 2022, Emmanuel Macron soutient le rachat par EDF à General Electric des anciennes activités nucléaires d'Alstom, dont la turbine Arabelle, composant essentiel des centrales nucléaires et considérée comme un « joyau » technologique français,,.

##### Visibilité médiatique
Jérôme Fourquet, directeur du département Opinion de l'Ifop, relève qu'« en quelques mois à peine, d'octobre 2014 à février 2015, la proportion de Français qui ne le connaissent pas passe de 47 % à 18 %. Gagner trente points de notoriété en quelques mois, c'est tout à fait exceptionnel ». Il organise son premier meeting en mars 2015, dans le Val-de-Marne.
Tout en donnant l'apparence de la loyauté envers le président de la République, il prend régulièrement ses distances avec celui-ci à partir de son entretien à l'hebdomadaire Le 1 du 8 juillet 2015. En avril 2015, Le Monde estime qu'à travers ses prises de parole, Emmanuel Macron « assume désormais son social-libéralisme en pleine lumière, même si son cabinet réfute tout changement d'attitude ou de discours ». Fin 2015, il hésite à quitter le gouvernement en raison du projet de réforme sur la déchéance de la nationalité, avec lequel il exprime son désaccord ; il y renonce car celui-ci « ne fait pas partie de [son] périmètre ministériel ».
En janvier 2016, il dépose à l'Élysée et à Matignon un projet de loi, dit « Macron 2 » ou « nouvelles opportunités économiques » (NOÉ), qui est annulé par un arbitrage de l'exécutif,,. Manuel Valls s'oppose tout particulièrement à ce qu'il présente ce nouveau projet de loi, dont le contenu est confié à d'autres ministères. En février 2016, dans le cadre d'une réunion au palais de l'Élysée visant à arbitrer le contenu du projet de loi El Khomri, il accepte de s'effacer au profit de la ministre du Travail, à condition que le projet de loi comprenne deux dispositions qu'il avait prévu d'inclure dans le sien : la réécriture du licenciement économique et le plafonnement des indemnités prud'homales. Si Myriam El Khomri proteste et obtient alors gain de cause selon plusieurs témoignages, ces mesures sont finalement intégrées peu après dans le texte,. Selon son conseiller en communication Gaspard Gantzer, qui lui fait cette proposition, François Hollande envisage de le nommer Premier ministre en février 2016,. Dans Les Leçons du pouvoir, François Hollande indique à ce sujet : « J’écarte d’emblée ce scénario, non par défiance envers lui mais parce que j’estime que Manuel Valls remplit loyalement son rôle et que je ne dois pas bouleverser l’équipe qui avait tenu le choc du terrorisme ». Au contraire, il est rétrogradé dans l'ordre protocolaire du gouvernement à l'occasion du remaniement réduit de février 2016, à l'initiative de Manuel Valls,. Alors que Manuel Valls entre en situation de concurrence directe avec lui dès la fin de l'année 2015, les deux hommes occupant un espace politique similaire, un sondage Odoxa teste pour la première fois les intentions de vote en sa faveur pour l'élection présidentielle en janvier 2016.
Le 6 avril 2016, à Amiens, il fonde le parti En marche (qui reprend ses propres initiales, « E.M. »), qu'il veut « transpartisan » et qu'il définit comme étant à la fois de droite et de gauche,. Avec cette initiative, il assume pour la première fois son ambition de se présenter à une élection présidentielle. Plusieurs députés lui apportent alors leur soutien. Il est alors entouré d'anciens collaborateurs et soutiens de Dominique Strauss-Kahn, qui trouvent en lui « un honorable produit de substitution » et le suivront sous sa présidence. Ce lancement s'accompagne de tensions avec François Hollande sur la question de la loyauté d'Emmanuel Macron à son égard, et d'une dégradation de ses relations avec le Premier ministre Manuel Valls. Emmanuel Macron entretient également de mauvais rapports avec Michel Sapin, ministre des Finances et des Comptes publics,,, mais aussi avec les secrétaires d'État Axelle Lemaire (numérique), dont il a la tutelle, et Christian Eckert (budget). Bénéficiant alors d'une très bonne image dans l'opinion, il voit celle-ci se dégrader en juin 2016, après une altercation filmée avec des syndicalistes et une polémique autour de son paiement de l'impôt sur la fortune (ISF),. Plusieurs journaux (L'Express, Les Échos, Le 1, L'Opinion) soutiennent plus ou moins ouvertement son action.
Le 8 mai 2016, il est invité par le maire d'Orléans, Olivier Carré, à présider les fêtes johanniques, organisées chaque année pour célébrer la libération de la ville par Jeanne d'Arc. Dans son discours, il établit un parallèle implicite entre la vie de Jeanne d'Arc et sa propre trajectoire,. En août 2016, il devient le premier ministre d'un gouvernement socialiste à se rendre au Puy du Fou, où il déclare qu'il n'est « pas socialiste ».

##### Démission
Son départ du gouvernement de Manuel Valls est évoqué à plusieurs reprises par la presse à partir de l'été 2015. Il aurait envisagé de démissionner en janvier 2016, après l'annulation de son nouveau projet de loi, puis après le meeting qu'il organise le 12 juillet 2016, au lendemain duquel Manuel Valls demande son renvoi à François Hollande,. Lors de son entretien du 14 juillet 2016, François Hollande déclare qu'Emmanuel Macron est tenu à la « solidarité » gouvernementale et à la nécessité de « servir jusqu'au bout » sans « démarche personnelle et encore moins présidentielle ». Le 30 août 2016, il démissionne de ses fonctions de ministre pour se consacrer à En marche,. Il est remplacé par Michel Sapin. François Hollande confie alors qu'Emmanuel Macron l'a « trahi avec méthode ». Quelques jours plus tard, Emmanuel Macron déplore le fait que le gouvernement ait « fait beaucoup de choses à moitié », contrairement à ce qu'il préconisait. D'après un sondage de l'Ifop, 84 % des Français approuvent alors le choix d'Emmanuel Macron de quitter ses fonctions ministérielles.
Selon Les Décodeurs du Monde, le résultat des réformes lancées par Emmanuel Macron pour « libérer la croissance » est difficilement perceptible,. Le produit intérieur brut (PIB) a ainsi « connu des variations irrégulières », avec du « mieux » — 0,6 % de croissance au premier trimestre 2015 et 0,8 % de croissance au premier trimestre 2016 — et du « moins bon » — 0 % de croissance aux deuxièmes trimestres des années 2015 et 2016. Par ailleurs, le nombre de demandeurs d'emploi de catégorie A est passé de 3,41 millions lors de sa prise de fonction à 3,51 millions lors de son départ du gouvernement.

### Élection présidentielle de 2017

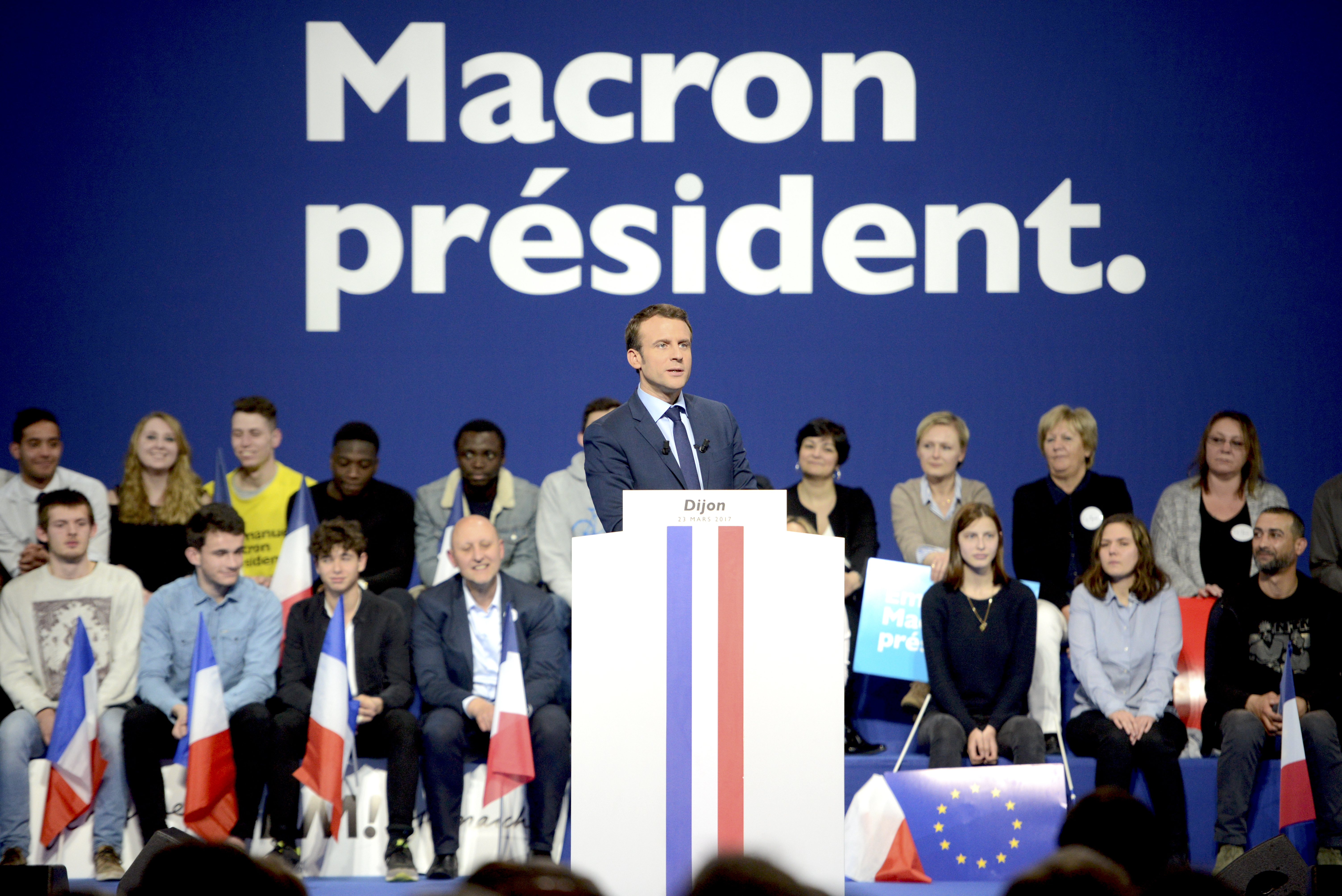
Emmanuel Macron en meeting au Zenith de Dijon pour la campagne de l'élection présidentielle 2017, le 23 mars 2017.

En avril 2016, Emmanuel Macron fait part de sa volonté de se présenter à l'élection présidentielle,, et commence à organiser des meetings,,,,,. En novembre, il annonce officiellement sa candidature puis publie son livre-programme, Révolution,.
Le 23 avril 2017, au terme d'une campagne active, onéreuse,,,, particulièrement médiatisée, et tourmentée par une fuite de documents,,, Macron arrive en tête du premier tour de l'élection avec 24,01 % des voix, puis bat Marine Le Pen au second tour deux semaines plus tard avec 66,1 % des voix.

### Président de la République (depuis 2017)

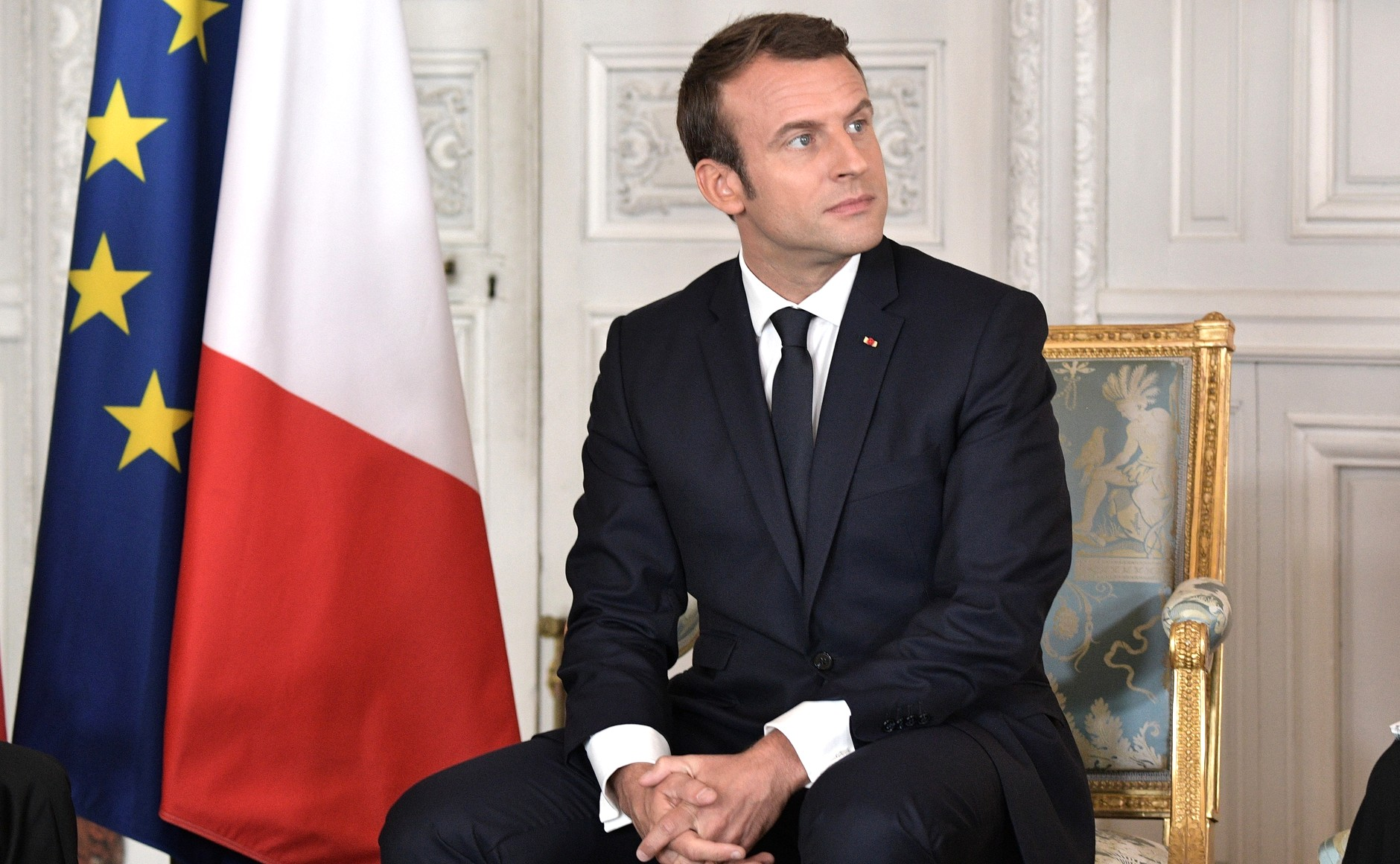
Emmanuel Macron en mai 2017.

#### Premier mandat (2017-2022)

##### Investiture et débuts
Le 14 mai 2017, Emmanuel Macron est investi président de la République française. Il est le 8e président de la Cinquième République et le 25e président de la République française. Lors de son entrée en fonction, il est, à 39 ans, le plus jeune président français de l'histoire, le plus jeune dirigeant du G20 et le plus jeune chef d'État élu démocratiquement, exception faite du micro-État de Saint-Marin.
Il confie la fonction de Premier ministre à Édouard Philippe, maire du Havre et membre des Républicains (LR). Celui-ci forme un gouvernement comprenant des personnalités de gauche, de droite, du MoDem et des indépendants, présentés comme des membres de la « société civile ».
Emmanuel Macron ayant déclaré en octobre 2016 que la France a besoin d'un chef de l'État « jupitérien » sur le modèle de Charles de Gaulle et François Mitterrand (par opposition au « président normal » que François Hollande entendait incarner), les médias reprennent largement cette métaphore — en le qualifiant de président jupitérien, voire en le surnommant « Jupiter » — pour évoquer le début de sa présidence et les symboles auxquels il recourt (marche vers la pyramide du Louvre le soir de son élection, remontée des Champs-Élysées en véhicule militaire, tentative de sélectionner la presse accréditée pour les voyages officiels, invitation de Vladimir Poutine à Versailles). Le chercheur Alexandre Eyries estime qu'Emmanuel Macron « affiche un retour aux sources de la Ve avec un pouvoir exécutif absolu »,.
Le début du quinquennat d'Emmanuel Macron est marqué par l'affaire Richard Ferrand, du nom du ministre de la Cohésion des territoires, accusé de conflits d'intérêts, et par des accusations d'emplois fictifs visant le MoDem, parti de François Bayrou, tout juste nommé ministre de la Justice. Ces révélations interviennent en pleine préparation d'une loi sur la « moralisation » de la vie politique portée par François Bayrou. Sous le feu des critiques, celui-ci, Sylvie Goulard et Marielle de Sarnez ne sont pas reconduits lors de la formation du second gouvernement Philippe, à la suite des élections législatives,.

##### Mesures économiques

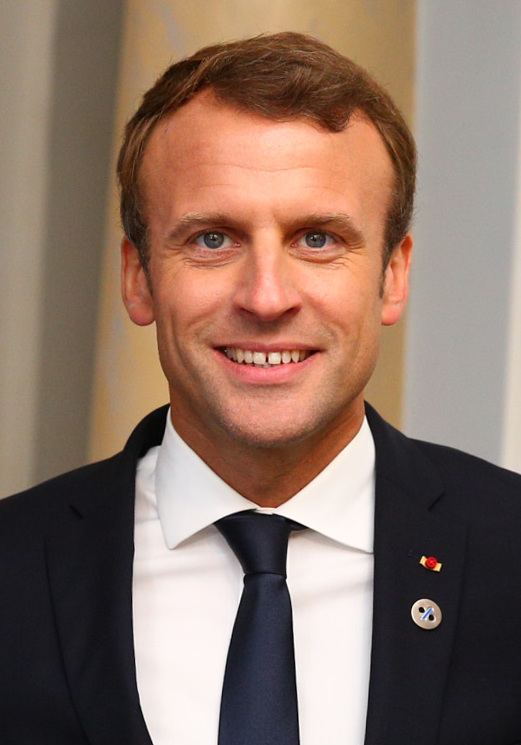
Emmanuel Macron en 2017.

Au début de sa présidence, il fait principalement voter des réformes en matière fiscale et en droit du travail. Le quotidien Le Monde indique que si Emmanuel Macron souhaitait à la fois « libérer » l'économie et « protéger » les Français, le premier objectif a « pris le pas » sur le second.
Il fait également sortir les valeurs mobilières et les placements (actions, assurance-vie…) de l'impôt de solidarité sur la fortune (ISF), qu'il remplace par l'impôt sur la fortune immobilière (IFI), au périmètre plus limité. Cette mesure, qui coûte 3,2 milliards d'euros au budget français alors qu'elle profite à seulement 300 000 personnes, contribue à sa perception dans l'opinion comme le « président des riches ». Il annonce également la suppression de la taxe visant les Français transférant leur domicile fiscal hors de France (exit tax). D'après une étude réalisée en 2018 par l'OFCE, les mesures économiques d'Emmanuel Macron auront un effet quasi-nul sur le pouvoir d'achat des classes moyennes et les ménages les plus pauvres verront leur niveau de vie se réduire, alors que les 2 % des Français les plus aisés gagneront 42 % de l'augmentation attendue par l'exécutif,.
Dans son rapport publié en décembre 2020, le comité d’évaluation des réformes de la fiscalité du Sénat indique que les réformes du début du quinquennat sur la fiscalité du capital « ont eu comme corollaire un enrichissement très marqué des 0,1 % les plus fortunés ». Les dividendes ont augmenté de 60 % en 2018, et cette tendance à la hausse se poursuit en 2019. La fortune des 0,1 % de Français les plus riches s'est ainsi accrue de 25 % entre 2017 et 2019.
La Cour des comptes fait part de son scepticisme sur la politique budgétaire menée par l'exécutif, qui suscite en outre l'hostilité d'une majorité de la population,,,,. En 2019, le Fonds monétaire international (FMI) exprime son inquiétude sur le mécontentement social et sur le niveau d'endettement de la France (98 % du PIB), indiquant que « la dette française a augmenté au cours des dernières années et [que] le pays dispose de peu de marge de manœuvre en cas de crise »,. Cependant, le déficit de 2017 à 2019 se maintient sous les 3 % du PIB, avant une brusque dégradation avec la pandémie de Covid-19. En tout, durant son premier mandat, le poids de la dette publique s’accroit de 600 milliards d’euros en cinq ans pour atteindre 2 950 milliards, soit 44 000 euros par Français. L’endettement de l’État franchit la barre symbolique des 100 % du PIB,.
Selon les chiffres officiels, le chômage au sens du BIT a baissé jusqu’à 7,8 % de la population active (hors Mayotte) au premier trimestre 2020, soit son niveau le plus bas depuis la crise économique de 2008. Emmanuel Macron voit dans cette baisse « l’efficacité des politiques conduites » notamment pour « réduire la peur d'embaucher » (« flexi-sécurité », réforme de l'assurance-chômage, « investissement dans les compétences » ou développement de l’apprentissage et l’alternance). Cependant, des commentateurs avancent un simple reflet de conjoncture mondiale, ou l’effet des mesures prises par son prédécesseur François Hollande. Enfin, certaines théories, parfois soutenues par des opposants politiques, prétendent que cette baisse est due à des chiffres manipulés, ou à une hausse des radiations, ce que dément l’INSEE. Pendant la crise du Covid-19, le taux de chômage remonte légèrement.
En dépit d’une baisse moins marquée que sur la période précédente, le déclin industriel de la France se poursuit avec la perte de 16 000 emplois salariés entre début 2017 et fin septembre 2021. Pour le quotidien conservateur The Daily Telegraph, « gonflé par ses politiques fiscales confiscatoires et malgré ses politiques commerciales protectionnistes, l'État français n'a pas réussi à empêcher la descente de ses régions industrielles vers un déclin terminal ».

##### Réformes de l'Éducation nationale
En matière d'éducation, Emmanuel Macron met en place un programme prévoyant des classes de CP à douze élèves dans les écoles défavorisées,,, fait voter l'interdiction des téléphones portables dans les écoles et les collèges,, ainsi qu'une nouvelle formule du baccalauréat, qui doit comprendre une part de contrôle continu à partir de 2021,, malgré l'opposition du Conseil supérieur de l'éducation du 21 mars 2018. Après le grand débat national, il annonce qu'aucune nouvelle fermeture d'école n'aura lieu pendant son quinquennat sans l'accord des maires,.

##### Politique d'administration de la justice
Sa présidence est marquée par plusieurs polémiques sur l'indépendance de la justice. Il propose, dans un discours prononcé devant le Conseil constitutionnel le 5 octobre 2018, une réforme de la justice. En novembre 2018, des magistrats dénoncent une « reprise en main politique du ministère public » avec son choix de nommer Rémy Heitz comme procureur de Paris, contre les candidats retenus par la ministre de la Justice Nicole Belloubet,. Sa décision de suspendre le volet sur l'indépendance du parquet de la révision constitutionnelle ainsi que les perquisitions médiatisées au siège de La France insoumise interrogent l'opposition. En octobre 2019, il est interpellé après la diffusion d'une note confidentielle du ministère de la Justice envisageant de maintenir ou supprimer des postes de juges d'instruction en fonction des résultats allant être obtenus par La République en marche aux élections municipales de 2020,.
En juin 2021, il lance des « États généraux de la justice ». Ceux-ci sont secoués par l'affaire Éric Dupond-Moretti, du nom du ministre de la Justice, mis en examen en juillet 2021 pour « prise illégale d’intérêts » par la Cour de justice de la République, une situation inédite dans l’histoire de France pour un garde des Sceaux en fonction.

##### Élections intermédiaires
Les élections sénatoriales de 2017 constituent la première défaite électorale d'Emmanuel Macron. Initialement, La République en marche espérait doubler son nombre de sénateurs, mais ses espérances sont progressivement revues à la baisse, notamment en raison de l'annonce par le gouvernement de coupes budgétaires aux collectivités territoriales. Le scrutin, auquel participent essentiellement des grands électeurs élus lors des municipales de 2014, est un sévère échec pour le parti présidentiel, qui ne parvient pas à remporter de sièges supplémentaires,. Ce résultat complique le projet de réforme constitutionnelle d'Emmanuel Macron, car, pour réviser la Constitution, il faut que les deux chambres approuvent le même texte, et que le projet soit appuyé par une majorité de trois cinquièmes des parlementaires (députés et sénateurs).
Aux élections européennes de 2019 — dans la campagne desquelles Emmanuel Macron s'implique fortement —, la liste de la majorité présidentielle arrive en deuxième position avec 22 % des voix, un point derrière celle du Rassemblement national, mais parvient à rallier une part significative de l’électorat Les Républicains. Lors des élections municipales de 2020, la majorité ne remporte aucune métropole : à Paris, pourtant longtemps jugée gagnable, Agnès Buzyn n’arrive qu’en troisième position, tandis que dans d’autres grandes communes les candidats LREM perdent en dépit de nombreuses alliances avec la droite, notamment face à Europe Écologie Les Verts,. Cet échec de l’implantation territoriale du parti présidentiel se poursuit à l’occasion des élections régionales et départementales de 2021, LREM et ses alliés n’obtenant aucune région et ne jouant pas de rôle décisif au second tour.

##### Crise sociale des Gilets jaunes

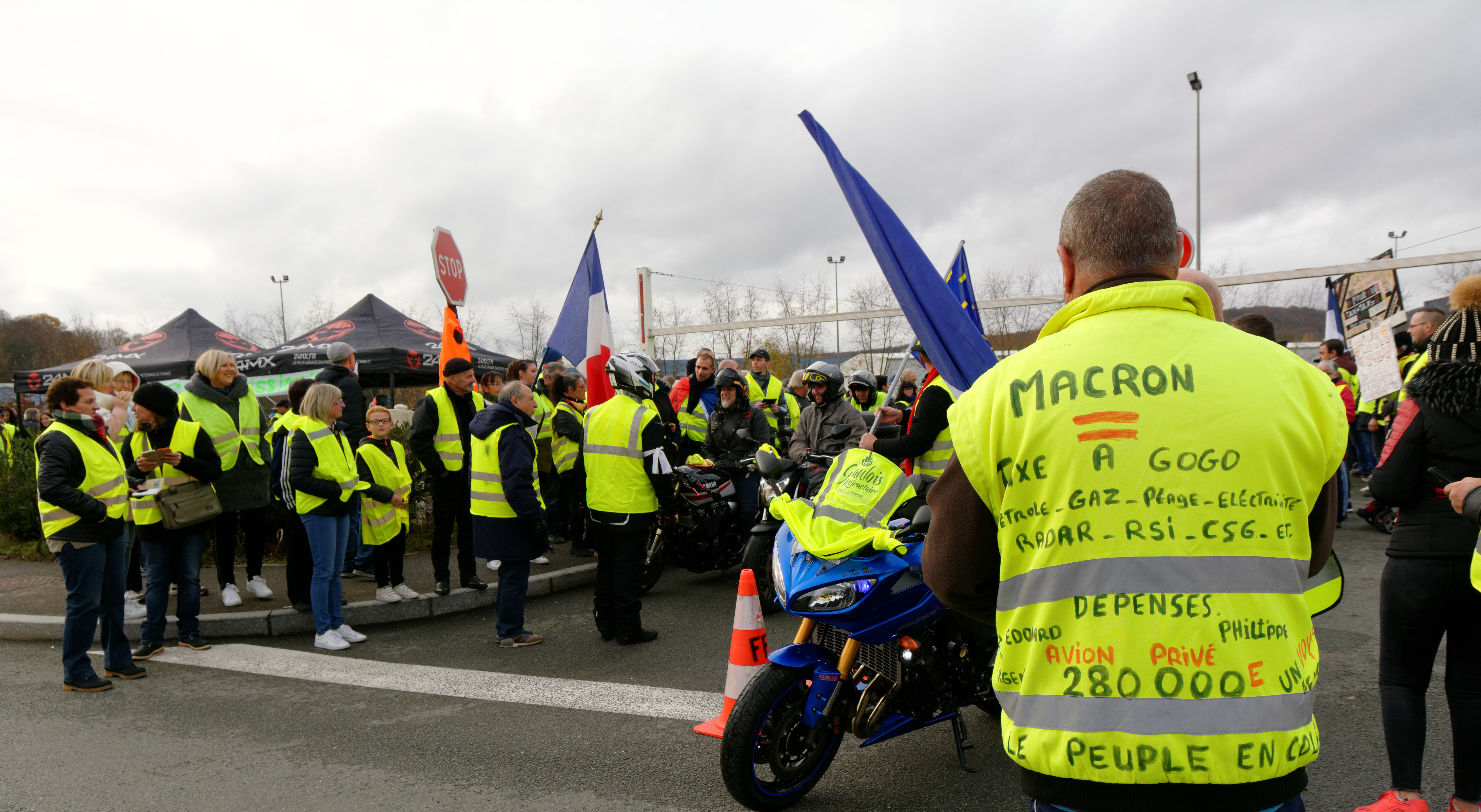
« Acte III » des Gilets jaunes manifestant contre la politique de l'exécutif (Belfort, 1 décembre 2018).

À partir de novembre 2018, il est au centre de la contestation des Gilets jaunes, qui commence de façon spontanée après l'annonce par l'exécutif d'une augmentation des taxes sur le prix des carburants au 1er janvier 2019,. Alors que le mouvement fait de nombreux blessés, Emmanuel Macron revient sur la hausse des taxes et annonce notamment l'augmentation du SMIC de 100 euros par mois en 2019,. Il lance en décembre un grand débat national et publie le mois suivant une Lettre aux Français. Le 25 avril 2019, à la suite de ce débat — critiqué par l’opposition pour son manque de représentativité supposé, sa longueur et sa proximité avec les élections européennes —, il annonce son intention de réformer le référendum d'initiative partagée, d'intégrer des citoyens tirés au sort au Conseil économique social et environnemental, de réorganiser l'administration publique, de créer un Conseil de défense écologique, d'augmenter la durée du travail et de réduire l'impôt sur le revenu,. Environ trois millions de Français auraient pris part à au moins une manifestation du mouvement des Gilets jaunes.

##### Projet contesté de réforme des retraites
Lors de la campagne présidentielle de 2017, la réforme des retraites est l’un des sujets du programme d’Emmanuel Macron, qui souhaite réformer le système par répartition en place. Lancé à la fin de l’année 2019, le projet de réforme fait face à un important mouvement social et se voit repoussé sine die en mars 2020 du fait de la pandémie de Covid-19. En juillet 2021, Emmanuel Macron annonce qu'il souhaite que la réforme puisse garantir un minimum de 1 000 euros par mois, tout en prenant en compte la difficulté des métiers, mais aussi qu’il faut allonger le temps de travail « parce que nous vivons plus longtemps » et mettre fin aux « 42 régimes différents », facteur selon lui d'inégalités majeures,.

##### Évolution de sa cote de popularité

Évolution de la popularité d'Emmanuel Macron de février 2017 à mai 2023.

Emmanuel Macron voit sa cote de popularité de début de mandat s'établir à un niveau compris entre 45 % (selon Elabe) et 62 % (selon l'Ifop) de satisfaction. Sa popularité est ainsi sensiblement inférieure à celles de ses prédécesseurs au début de leur mandat,.
À l'été 2017, les instituts de sondage font état d'une baisse de sa popularité dans une proportion jamais vue depuis Jacques Chirac en 1995,. Selon l'Ifop, sa cote de satisfaction connaît une baisse de 24 points de pourcentage en trois mois,. Plusieurs éléments sont avancés par les sondeurs pour expliquer ce phénomène quasi inédit sous la Ve République : mise en place par l'exécutif d'une politique de rigueur ; difficulté à satisfaire sur la durée son électorat, composé à la fois de sympathisants de droite et de gauche ; déclarations jugées humiliantes envers le chef d'État-Major des armées, Pierre de Villiers,. Dans une tribune publiée par le New York Times, Chris Bickerton, maître de conférences à l'université de Cambridge, désigne son « attitude arrogante à l'égard du pouvoir » et le « vide de son projet politique » comme raisons de sa perte de popularité,.
Sa chute de popularité est particulièrement marquée chez les catégories populaires (ouvriers et employés), alors qu'il avait déjà réalisé ses moins bons résultats chez celles-ci au premier tour de la présidentielle ; Jérôme Fourquet de l'Ifop et Chloé Morin de la fondation Jean-Jaurès considèrent que « pour l’essentiel, c’est l’insécurité économique, que la politique menée est perçue comme aggravant davantage, ainsi que le sentiment d’injustice sociale, nourri par un certain nombre d’annonces fiscales récentes, qui sont à l’origine de la fracture qui se dessine entre le représentant d’une France « en marche » et celle qui se sent de moins en moins prise en compte voire, aux dires de certains, méprisée ».

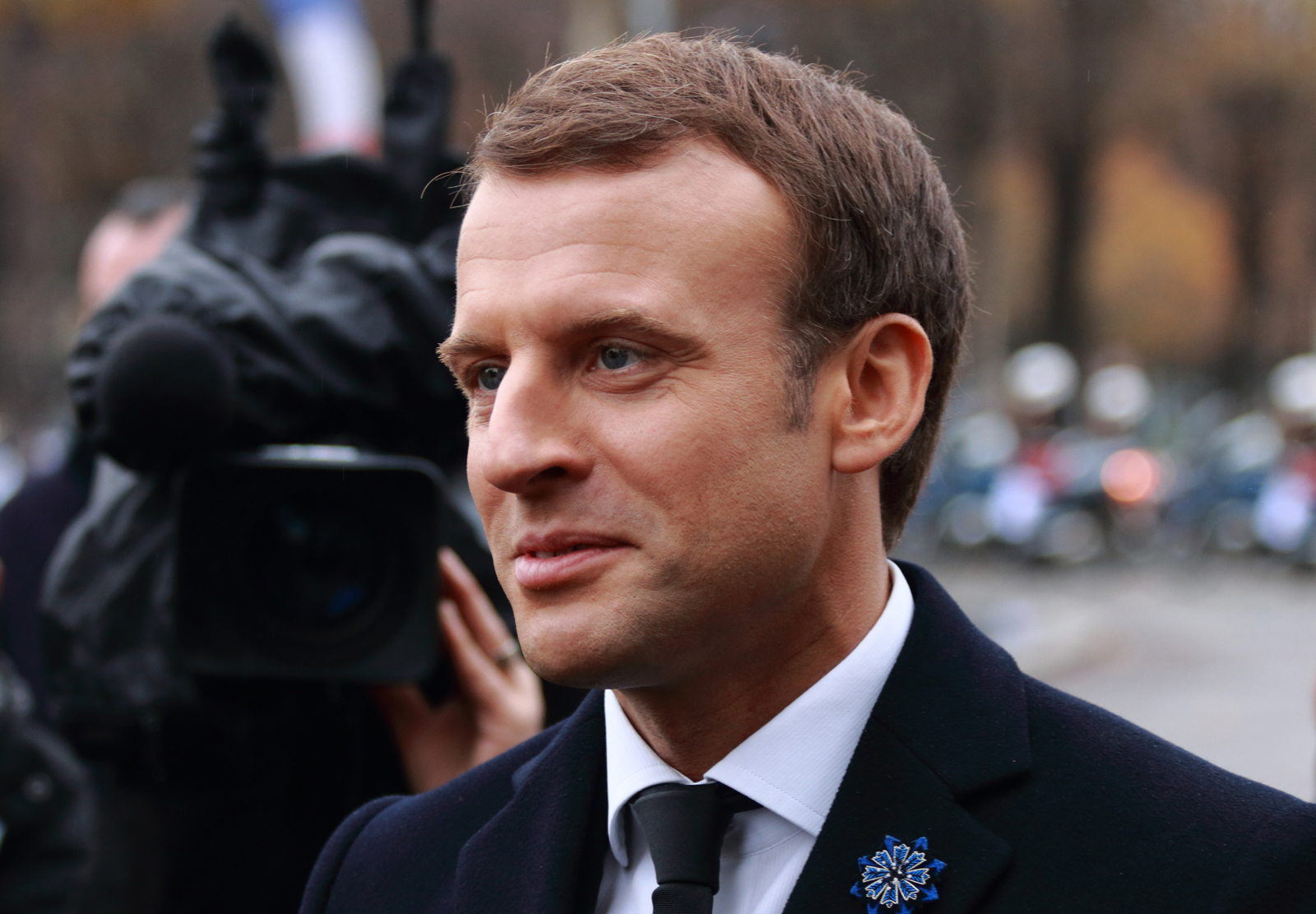
Emmanuel Macron aux cérémonies du 11 novembre 2017.

De novembre 2017 à janvier 2018, les sondages indiquent une hausse continue de sa popularité,,. Selon Brice Teinturier, ce regain donne une « grande originalité » à la courbe de popularité d'Emmanuel Macron au regard de celles de ses prédécesseurs ; il l'explique par les réformes qu'il mène, le respect de la plupart de ses promesses de campagne et la faible structuration de l'opposition à son égard. Un sondage Odoxa de décembre 2017 indique que la proportion d'opinions favorables à son égard s'établit à 54 %, mais qu'il reste considéré à 67 % comme le « président des riches », ; le même institut indique en février 2018 que 69 % des Français le considèrent comme éloigné des intérêts de la France rurale.
Cependant, à l'été-automne 2018, il atteint ses plus faibles cotes de popularité, étant crédité de 21 à 34 % d'opinions favorables, soit un niveau plus faible que celui du Premier ministre, Édouard Philippe, et souvent inférieur à celui de ses prédécesseurs au même moment de leur présidence. Selon Frédéric Dabi, directeur général adjoint de l'Ifop, l'affaire Benalla a été un « déclic pour déclencher une vague de jugements négatifs » mais c'est la politique économique d'Emmanuel Macron qui serait la principale source de mécontentement : d'après lui, « Macron n'est plus seulement dénoncé comme le président des riches mais comme celui qui s'attaquerait aux pauvres, celui dont la politique nuirait aux classes moyennes ». Il souffre également de l'usage d'expressions qui passent pour arrogantes ou traduisant un mépris de classe et de ses critiques envers les Français lors de déplacements à l'étranger,.
En mai 2020, l'universitaire Bruno Cautrès, sur la base d'un sondage BVA, identifie quatre groupes de Français dont les attitudes diffèrent à l'égard d'Emmanuel Macron :
- un premier qui « partage une forte adhésion à sa personne » en valorisant principalement sa « stature présidentielle », mais qui « ne pèse que 6 % des électeurs », réunissant « davantage des hommes que de femmes, des électeurs jeunes (18-24 ans) ou des seniors (plus de 65 ans), des retraités, des cadres supérieurs ou des travailleurs indépendants » ;
- un deuxième qui « est celui d’un soutien positif mais plus modéré à Emmanuel Macron », représente 26 % des Français interrogés par BVA et « partage plusieurs traits avec le groupe des « macronistes convaincus » » en étant « plus diversifié » ;
- un troisième présenté comme celui des « opposants modérés », se situant « plutôt à gauche », regroupant « 41 % des personnes interrogées, soit le groupe le plus nombreux », « avant tout composé de catégories sociales intermédiaires ou populaires (ouvriers), de chômeurs, plutôt des femmes que des hommes, des 35-49 ans ou des étudiants » ;
- un quatrième présenté comme celui des « opposants convaincus », plutôt proches du RN, de LFI, plus rarement d'autres partis de gauche, représentant 27 % des personnes interrogées, « composé de classes moyennes plutôt basses, de catégories populaires (ouvriers, employés), ou de petits indépendants, généralement âgés ou retraités » et peu favorables à l'intégration européenne.

La pandémie de Covid-19 et le confinement qui s’ensuit lui permettent dans un premier temps de connaître une hausse de popularité inédite sous sa présidence, même s’il reste en deçà du niveau d'opinions favorables de ses débuts. Cependant, peu avant le déconfinement, en mai 2020, sa cote s’érode à nouveau alors que celle d’Édouard Philippe continue de croître, dépassant celle du chef de l’État de façon encore plus nette qu’auparavant. Pascal Perrineau, directeur du CEVIPOF, explique cette situation par son « hyperprésidence » et une « dimension personnelle » : alors que le président est avant tout perçu comme « arrogant », « autoritaire » et « changeant », le chef du gouvernement est vu davantage comme « rassurant », « tenace » et « authentique ».
En avril 2022, une nette majorité de Français se dit insatisfaite du bilan d'Emmanuel Macron, selon un sondage YouGov. En mars 2024, Emmanuel Macron satisfait 28 % des Français et en mécontente 72 %. Selon Frédéric Dabi, directeur de l'Ifop, « le mécontentement très vif à l'égard du président se concentre principalement sur l'Ukraine et la question de l'envoi de troupes » occidentales au sol. En octobre 2024, sa cote de confiance tombe à 17 % se situant en dessous de son niveau lors de la crise des « gilets jaunes ».

##### Gestion de la pandémie de Covid-19
Le 24 janvier 2020, trois premiers cas de maladie à coronavirus 2019 (Covid-19), un virus découvert le mois précédent dans la ville de Wuhan (Chine), sont recensés en France. Alors que le nombre de malades se multiplie, Emmanuel Macron, en concertation avec l’opposition, décide de maintenir le premier tour des élections municipales au 15 mars 2020. Au lendemain d'un vote marqué par un taux d’abstention record, Emmanuel Macron annonce, afin de stopper la diffusion exponentielle du virus, que la population sera confinée à domicile à partir du lendemain et que tous les lieux recevant du public considérés comme non indispensables à la vie seront fermés ; il déclare à plusieurs reprises que le pays est « en guerre » et fait savoir que le second tour des municipales est repoussé sine die.

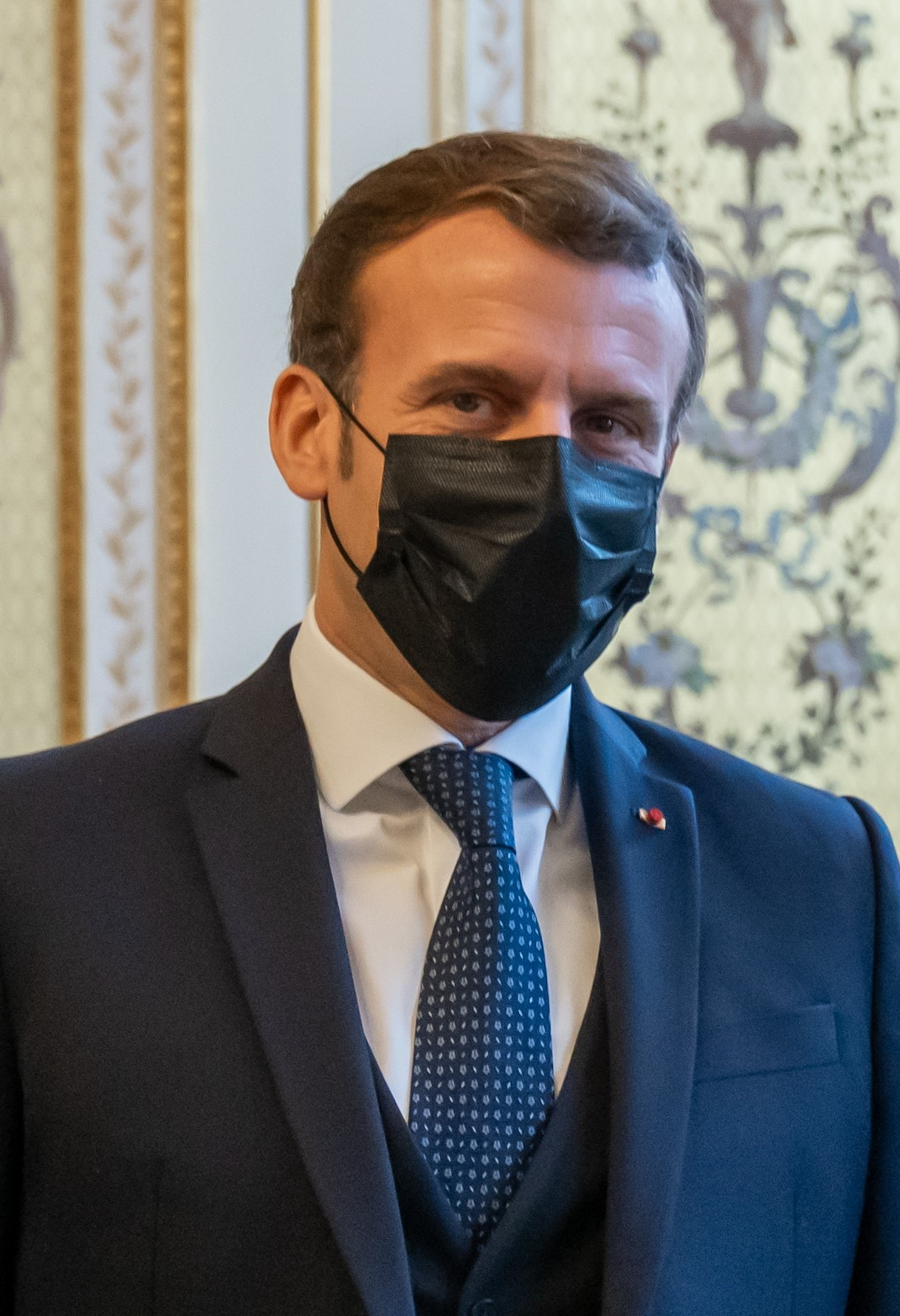
Emmanuel Macron portant un masque de protection en novembre 2020.

Le 17 décembre 2020, l'Élysée annonce qu'Emmanuel Macron a été testé positif à la Covid-19. Un dîner ayant eu lieu la veille du diagnostic suscite une polémique pour avoir réuni plus de six convives, seuil maximal recommandé par le président lui-même, bien que les règles de distanciation physique aient été respectées selon l'Élysée. Le président de la République s'isole alors à La Lanterne, à Versailles, où il continue de travailler. Après sept jours d'isolement, la présidence annonce qu’il ne présente plus de symptômes, ce qui lui permet de regagner le palais de l'Élysée,.
En novembre 2020, face à une nouvelle augmentation du nombre de cas, un second confinement national est décrété par Emmanuel Macron.
Une campagne de vaccination se met en place, mais l’Union européenne souffre de lenteurs administratives importantes. Le 15 mars 2021, en raison d’effets secondaires aigus sur plusieurs personnes dans le monde et à la suite d’une décision similaire de l'Allemagne, le président de la République annonce que la France suspend la vaccination par le vaccin AstraZeneca en attendant la recommandation officielle de l'Agence européenne des médicaments (AEM), qui émet finalement une recommandation en faveur du vaccin.
Le 31 mars 2021, alors qu’il avait refusé un troisième confinement national à la fin du mois de janvier précédent contre notamment l’avis du Conseil scientifique Covid-19,, Emmanuel Macron annonce l'extension des mesures de confinement déjà en vigueur dans seize départements à tout le territoire métropolitain, ainsi que la fermeture des crèches, écoles, collèges et lycées. Il fait lever progressivement les restrictions sanitaires à compter du 3 mai suivant. Selon Le Monde, son choix de reporter les mesures réclamées dès janvier par des scientifiques a généré plus de 14 000 décès et 112 000 hospitalisations supplémentaires.
Les mesures décidées par l’exécutif, similaires à celles prises dans de nombreux pays, ont des conséquences économiques, sociales et environnementales importantes et font peser des incertitudes sur les droits fondamentaux de la population. En contrepartie, Emmanuel Macron multiplie les aides publiques aux entreprises et aux particuliers, sa formule du « quoi qu'il en coûte » — qui s’absout du principe d’équilibre des finances publiques — devenant le leitmotiv du gouvernement. Elle se traduit notamment par des déficits et une dégradation des finances publiques.
Le 12 juillet 2021, souhaitant rendre maximale l'incitation de la vaccination contre la Covid, Emmanuel Macron annonce l’extension de l’obligation de présentation d’un « passe sanitaire » à de nombreux lieux de la vie quotidienne (bars, restaurants, hôpitaux, trains et bus pour les trajets de longue distance, etc.). Ces annonces, considérées comme un moyen de rendre la vaccination obligatoire de fait et réduisant la liberté de chacun, entraînent de nombreuses manifestations dans le pays,. La Défenseure des droits, Claire Hédon, émet des réserves concernant le projet de loi et pointe de nombreux points allant à l'encontre des libertés publiques,. Le projet suscite de nouveau de vives réactions et nombreuses manifestations d’opposition,. Le 5 août, après adoption par le Parlement, le Conseil constitutionnel ne juge pas inconstitutionnelles l'extension du passe sanitaire et la vaccination obligatoire pour le personnel soignant, mais censure l'isolement obligatoire des malades, de même que la rupture anticipée d'un CDD ou d'un contrat d'intérim en cas de non-présentation du passe.

##### Relations avec l'Union européenne

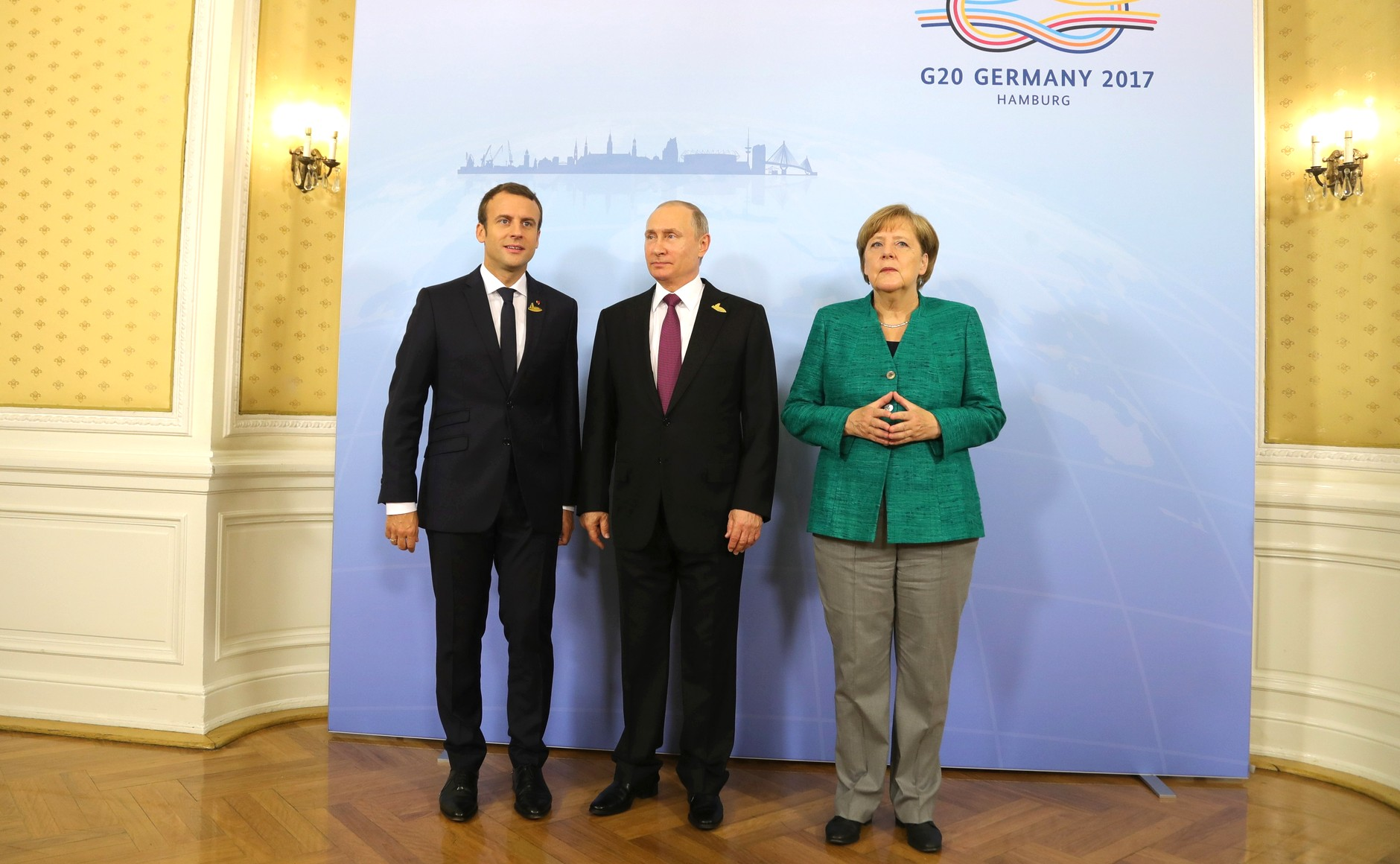
Emmanuel Macron avec Vladimir Poutine et Angela Merkel en 2017.

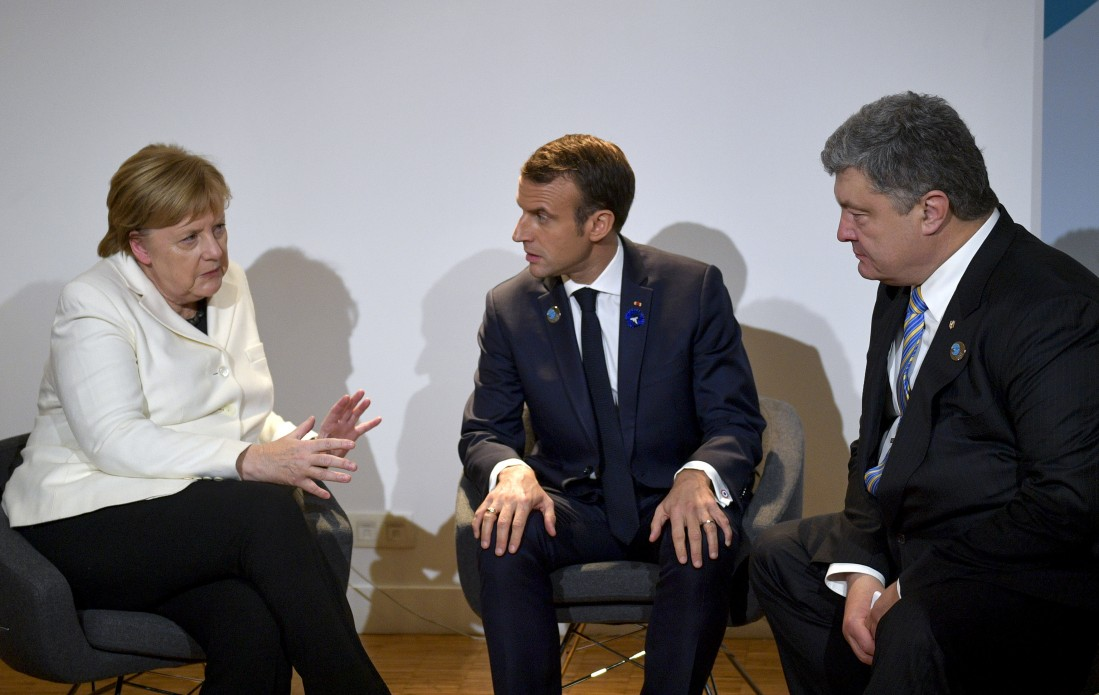
Angela Merkel, Emmanuel Macron et Petro Porochenko en 2018.

Emmanuel Macron suscite une crise diplomatique avec la Pologne en août 2017, alors qu'il souhaite modifier le statut des travailleurs détachés contre la volonté du gouvernement polonais : il déclare que « la Pologne n'est en rien ce qui définit le cap de l'Europe » et que « le peuple polonais mérite mieux » que la position adoptée par sa présidente du Conseil des ministres, Beata Szydło,, ; en retour, celle-ci dénonce l'« arrogance » du président français, ajoutant qu'il devrait essayer d'« avoir les mêmes résultats économiques et le même niveau de sécurité de ses citoyens que ceux garantis par la Pologne ».
En avril 2018, Angela Merkel, présentée comme sa principale alliée, s'oppose publiquement à son souhait de doter la zone euro d'une capacité budgétaire. La chancelière allemande voit dans ce projet le risque que les pays du Sud de la zone relâchent leur effort budgétaire.
Sur la crise migratoire, Emmanuel Macron fait face à l'opposition de plusieurs pays européens hostiles à l'accueil de migrants, dont la Hongrie, la Pologne, la République tchèque et l'Autriche,. Fin 2018, il qualifie les dirigeants hongrois et polonais d'« esprits fous » qui « mentent à leur peuple ». L'opposition entre Emmanuel Macron et Viktor Orbán est soulignée par les médias, qui indiquent qu'ils essaient de reconfigurer la vie politique européenne autour de leurs figures respectives.
En vue des élections européennes de 2019, il fait publier une tribune dans les 28 pays de l'UE, mais celle-ci reçoit un accueil mitigé : la Commission européenne rappelle que plusieurs des propositions du président français sont déjà en place tandis que plusieurs États jugent ses mesures confuses ou irréalistes,.
En 2019, Le Figaro relève que le budget de la zone euro reste très mince, qu'aucun mécanisme de stabilisation en cas de crise économique n'a été mis en place, que le projet français de taxe sur les géants du numérique n'a pas abouti et que la France est isolée sur la question du Brexit. En effet, Emmanuel Macron se montre parmi les plus intransigeants sur la question du retrait du Royaume-Uni, ce qui l'isole au sein des dirigeants européens et fait dire à la presse britannique qu'il est le principal responsable de l'enlisement des négociations entre le Royaume-Uni et l'UE,,.
Il échoue à établir des listes transnationales aux élections européennes de 2019. En juin et juillet 2019, alors que l'influence française se trouve réduite au sein de la neuvième législature du Parlement européen, il fait en sorte d'écarter de la course à la présidence de la Commission européenne la candidature de Manfred Weber, pourtant désigné spitzenkandidat par le PPE, arrivé en tête du scrutin. Cette attitude lui vaut des critiques[Qui ?] sur sa conception de la démocratie européenne et les reproches de plusieurs de ses partenaires européens, notamment de l'Allemagne et de la Belgique, sur une gestion jugée peu diplomatique et solitaire. Il suggère à Angela Merkel le nom d'Ursula von der Leyen, finalement désignée. En octobre 2019, fait inédit pour la France, le Parlement européen rejette la candidature de Sylvie Goulard car elle faisait l'objet de deux enquêtes pour des soupçons d'emplois fictifs. Emmanuel Macron l'avait proposée pour devenir commissaire européenne dans la commission Von der Leyen,.
Longtemps réticent à un nouvel élargissement de l'Union européenne, préférant « approfondir » l’UE à 27, il acte son changement de position lors du sommet de Bratislava du forum Globsec le 31 mai 2023 : il soutient les candidatures des pays des Balkans occidentaux, ainsi que l’ouverture de négociations officielles en vue d’une adhésion de l’Ukraine et de la Moldavie.

##### Politique étrangère et diplomatie

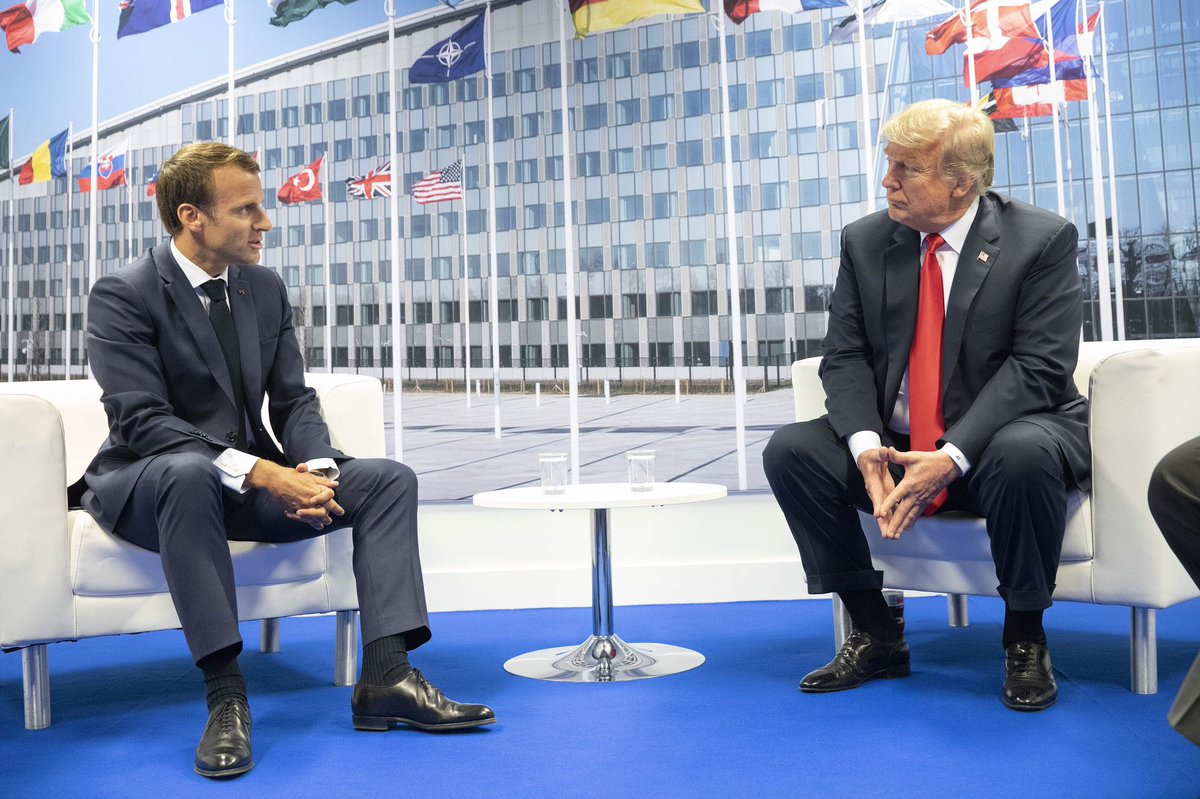
Emmanuel Macron et Donald Trump lors d'un sommet de l'OTAN, en 2018.

Le 1er juin 2017, il s'élève contre la décision de Donald Trump de retirer les États-Unis de l'accord de Paris sur le climat, lors d'une allocution télévisée qu'il prononce en français puis en anglais,,. Il conclut son intervention en paraphrasant le slogan de campagne du président américain Trump (« Make America Great Again », également slogan de la campagne victorieuse de Ronald Reagan en 1980) par « Make our Planet Great Again », une formule qui fait le tour du monde et bat le record de partages sur Twitter pour un compte français.
En novembre 2018, Emmanuel Macron évoque l'idée d'une armée européenne, ce qui lui attire les critiques du président américain alors que l'entente entre les deux hommes était jusqu'ici soulignée,.
En novembre 2017, il s'investit dans la crise au Liban, où le Premier ministre Saad Hariri avait démissionné, sous la pression de l'Arabie saoudite selon certains.
Dans le cadre de la guerre civile syrienne, Emmanuel Macron reste sur une ligne proche de celle de François Hollande, : il réaffirme son soutien à l'opposition syrienne, mais change cependant de rhétorique en affirmant ouvertement ne pas vouloir faire de « la destitution de Bachar el-Assad une condition préalable à des discussions. […] Daech est notre ennemi, Bachar est l'ennemi du peuple syrien »,,,,.
Élu peu après l'attaque chimique de Khan Cheikhoun, Emmanuel Macron déclare, le 29 mai 2017, qu'une nouvelle utilisation d'armes chimiques en Syrie serait une « ligne rouge » qui, si elle était franchie, ferait l'objet d'une « riposte immédiate ». Une semaine après l'attaque chimique de Douma du 7 avril 2018, la France participe à des bombardements contre des sites liés au programme d'armement chimique syrien. Emmanuel Macron affirme alors que la France détient des « preuves » de l'usage d'armes chimiques contre des civils par le régime de Bachar el-Assad. Cette riposte est soutenue par le Parti socialiste, mais condamnée par le Front national et La France insoumise, tandis que Les Républicains sont divisés,,. Parmi eux, plusieurs personnalités appellent à la divulgation des « preuves » évoquées par Emmanuel Macron et dénoncent une intervention sans mandat de l'ONU ni vote du Parlement,.
Plusieurs analystes notent la perte d'influence de la France sur le continent africain en compétition notamment avec la diplomatie russe ou chinoise. Confrontée à des pays comme la Chine, l’Inde ou l’Allemagne, la France voit son influence s’éroder, en particulier sur les plans économique et commercial.
Au Mali, confronté à l’hostilité de la junte au pouvoir, Emmanuel Macron est contraint d’annoncer en 2022 le retrait des troupes françaises du pays. Cette décision sonne la fin de l’opération Barkhane et, selon Rémi Carayol, illustre « l’échec de la France à sortir de cette guerre par le haut ». Renaud Girard considère également, qu'au bout de huit ans, l'opération Barkhane n'a pas obtenu de « résultat patent ».
Lors de son premier discours à l'ONU, le 19 septembre 2017, Emmanuel Macron défend une vision « multilatéraliste » des relations internationales.
En mars 2019, Michelle Bachelet, haut-commissaire des Nations unies aux droits de l'homme, demande une enquête sur les cas rapportés d'« usage excessif de la force » et violences policières face au mouvement des Gilets jaunes. Le Gouvernement français s'étonne de trouver la France sur une liste qui comporte des régimes autoritaires comme le Soudan, le Zimbabwe et le Venezuela qui torturent ou tuent des manifestants, affirmant qu'en France aucun mort n'est à déplorer. Michelle Bachelet invite le Gouvernement français à dialoguer avec les manifestants, et rappelle que « même dans des États prospères, des gens se sentent exclus des bénéfices du développement et privés de droits économiques et sociaux »,.
Le président Macron a plusieurs contacts avec le pape François : une première fois lors d'une audience le 26 juin 2018 au Vatican ; une deuxième fois par téléphone, le 16 avril 2019, à la suite de l'incendie de Notre-Dame de Paris ; une troisième fois par téléphone le 21 avril 2020, dans le contexte de la pandémie de Covid-19.
En mai 2025, Emmanuel Macron reçoit le président syrien Ahmed al-Charaa à l’Élysée, dans un contexte où les exactions contre les minorités et les violences confessionnelles se sont multipliées,. Cette visite est décrite comme « un exercice d’équilibrisme diplomatique » pour le président français.

##### Coprince français d'Andorre

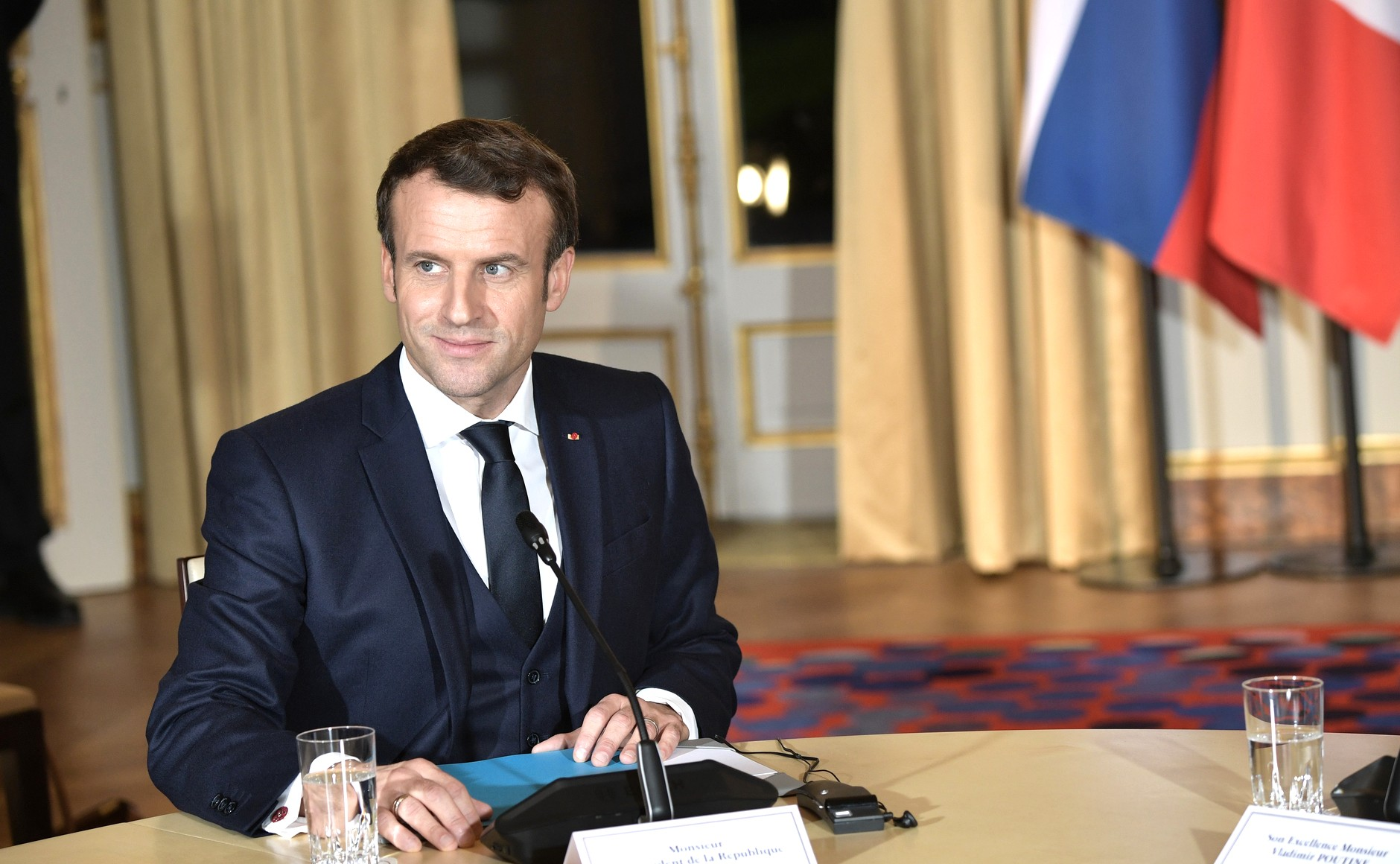
Emmanuel Macron en 2019.

En tant que président de la République française, Emmanuel Macron est coprince d'Andorre aux côtés de l'évêque d'Urgell. Au moment de son élection, il reçoit la citoyenneté ainsi qu'un passeport andorrans,. En juillet 2017, il rencontre à Paris le chef du gouvernement, Antoni Martí, et le président du Parlement, Vicenç Mateu. Les trois hommes discutent des réformes économiques et sociales de la principauté, dont l'introduction récente d'une nouvelle législation fiscale. Emmanuel Macron promet de soutenir l'Andorre dans ses négociations pour l'obtention d'un statut d'association avec l'Union européenne,.
En septembre 2019, il effectue une visite officielle dans les sept paroisses de la principauté, suivant la « règle non écrite » qui veut que les présidents français se rendent toujours une fois en Andorre au cours de leur mandat,. Il est le premier président français à avoir un portrait officiel spécifique à sa fonction de coprince.
Pendant la pandémie de Covid-19, le gouvernement andorran sollicite auprès de lui une aide économique, mais Emmanuel Macron oppose une fin de non-recevoir à cette demande, estimant que « la France est plongée elle aussi dans une situation économique fort délicate et que, par ailleurs, la Banque de France ne saurait octroyer un crédit à un pays tiers sans l’aval de la Banque centrale européenne ».

#### Élection présidentielle de 2022

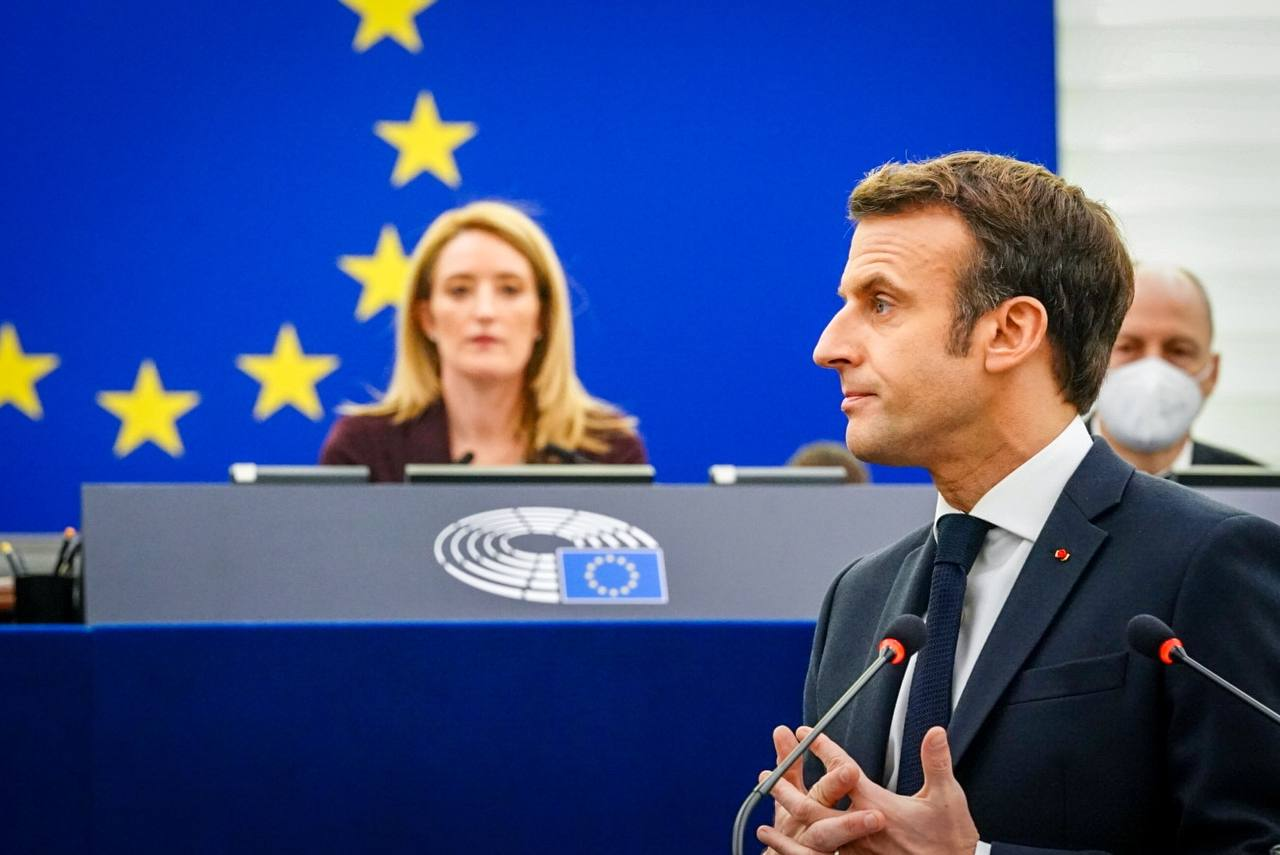
Emmanuel Macron au Parlement européen en janvier 2022. L’élection présidentielle doit se tenir alors que la France assure la présidence du Conseil de l'Union européenne.

Durant sa présidence, les sondages le donnent quasi-systématiquement en tête du premier tour et réélu au second mais avec une avance plus faible qu’en 2017.
Selon les médias, il prépare sa candidature à un second mandat à partir du début de l'année 2021,. Alors qu’il défend son bilan dans des allocutions télévisées consacrées à la pandémie de Covid-19 et formule des promesses de réformes, l’opposition demande le décompte de son temps de parole en vue de l’élection présidentielle à venir. Le contexte électoral est marqué par un débat grandissant sur la concentration des médias, qui lui serait favorable,,. En outre, la campagne intervient en pleine présidence française du Conseil de l'Union européenne,.
Dans un entretien au Parisien en janvier 2022, il dit avoir « envie » d'être candidat. Son entourage fait savoir qu'il ne participera pas aux débats organisés entre les candidats au premier tour de l’élection. Le 3 mars 2022, Emmanuel Macron annonce dans une Lettre aux Français sa candidature à un second mandat de président de la République, à la veille de la clôture des candidatures par le Conseil constitutionnel où il rassemble 2 098 parrainages d'élus. Le slogan de sa campagne est « Avec vous », selon le site préfigurant sa candidature lancé discrètement le 27 janvier 2022.
La Commission nationale de contrôle de la campagne électorale en vue de l’élection présidentielle lui reproche d’utiliser son compte officiel de chef de l’État sur Twitter pour faire campagne. Le 7 mars, il confirme également son refus de participer à un débat avant le premier tour lors de son premier déplacement à Poissy. Selon Libération, le président craint notamment une confrontation directe avec Philippe Poutou, ne voulant pas être pris pour cible par le candidat trotskiste comme François Fillon l'avait été lors du précédent scrutin,,.
Au soir du 10 avril 2022, il arrive en tête du premier tour avec 27,85 % soit une progression de 3,8 % par rapport à 2017. Il devance une nouvelle fois la candidate du RN Marine Le Pen (23,15 %). Il bénéficie d'un appel au report de voix d'une partie des candidats de gauche (Yannick Jadot, Fabien Roussel et Anne Hidalgo) face à sa concurrente soutenue par la droite souverainiste (Éric Zemmour, Nicolas Dupont-Aignan).
Le débat d'entre-deux-tours opposant Emmanuel Macron et Marine Le Pen a lieu le mercredi 20 avril 2022 sur TF1, France 2, BFM TV, France Info, LCI et CNews, dans des conditions très proches de celles du débat d'entre-deux-tours de 2017. Auparavant, le président par intérim du Rassemblement national Jordan Bardella, avait déjà débattu des principaux sujets de l'entre-deux-tours avec le ministre de l'Intérieur Gérald Darmanin sur BFM TV le 13 avril et avec le ministre de la Santé Olivier Véran sur LCI le 18 avril
Le 24 avril 2022, au soir du second tour de l’élection présidentielle, Emmanuel Macron est réélu président de la République face à Marine Le Pen, avec un score annoncé de 58% des voix. Il reçoit les félicitations de chefs de gouvernement étrangers, tels que Boris Johnson, Olaf Scholz, et de la présidente de la Commission européenne, Ursula von der Leyen. Le Conseil constitutionnel proclame un résultat de 58,55 %, soit 18 768 639 voix, contre 41,45 % et 13 288 686 voix pour Marine Le Pen. Emmanuel Macron est ainsi le premier président de la Ve République à être réélu depuis l'instauration de l'élection présidentielle au suffrage universel, hors période de cohabitation,.

#### Second mandat (depuis 2022)

##### Cérémonie d'investiture
La deuxième cérémonie d'investiture d'Emmanuel Macron a lieu le samedi 7 mai 2022 au palais de l'Élysée, en présence du gouvernement et de nombreux invités. Son second mandat débute officiellement le 14 mai suivant, à 0 heure.
Il reçoit la démission du premier ministre Jean Castex et nomme Élisabeth Borne comme nouveau chef du gouvernement, qui devient la deuxième femme à occuper ce poste après Édith Cresson.

##### Échec à reconduire une majorité absolue à l'Assemblée nationale
Les élections législatives qui suivent son élection voient l'opposition de gauche s'unir au sein de la Nouvelle Union populaire écologique et sociale avec l'objectif de pousser Emmanuel Macron à une cohabitation avec Jean-Luc Mélenchon. Lors du premier tour du scrutin, la NUPES fait jeu égal avec la majorité du président regroupée dans la coalition Ensemble, avec un score d'environ 26%. Le Rassemblement national obtient de son côté son meilleur score à un scrutin législatif avec 18,68% des suffrages.
Les projections en sièges des sondages de l'entre-deux tours laissent entrevoir la possibilité qu'Emmanuel Macron puisse perdre sa majorité. Le président et les membres de sa coalition concentrent dès lors toutes leurs attaques sur la NUPES et son programme de gouvernement,. Emmanuel Macron rompt finalement avec le front républicain lors d'une prise de parole improvisée sur le tarmac d'Orly au cours de laquelle il refuse de donner une consigne de vote dans les circonscriptions où le second tour oppose un candidat de la NUPES à un candidat RN, réclamant plutôt « une majorité solide » au nom de « l'intérêt supérieur de la nation ». Cette déclaration est vivement critiquée par les membres de la NUPES qui appellent à faire barrage en sa faveur lors du scrutin présidentiel deux mois auparavant.
Aucune des deux coalitions ne parvient à obtenir la majorité absolue mais Emmanuel Macron dispose d'une majorité relative de députés, une situation similaire à celle de François Mitterrand lors de sa propre réélection. Toutefois, l'élection de 89 députés du Rassemblement national, dans un mode de scrutin historiquement défavorable à l'extrême droite, questionne certains observateurs sur sa responsabilité dans ce score historique en refusant clairement d'appeler à voter pour les candidats de la gauche face aux candidats nationalistes, alors qu'il affirmait que son premier mandat ne donnerait plus aucune raison de « voter pour les extrêmes »,,.

##### Difficultés de gouvernance
Après les élections législatives, Élisabeth Borne présente la démission de son gouvernement à Emmanuel Macron — démission traditionnelle à la suite d'un scrutin législatif — mais celui-ci la refuse « afin que le gouvernement puisse demeurer à la tâche », une première dans l'histoire de la Ve République. Après avoir reçu les différents présidents de groupe de la nouvelle assemblée, le président se dit prêt à ouvrir le gouvernement aux partis d'oppositions, à l'exception du Rassemblement national mais aussi de La France insoumise, qu'il considère tous deux comme « ne s’[inscrivant] pas comme des partis de gouvernement ». Cette proposition est rejetée par les différents partis.
Les débuts de la nouvelle législature sont houleux, la Première ministre refusant de solliciter la confiance des députés. L'absence de majorité absolue du camp présidentiel combinée à l'absence de consensus avec les oppositions voit le gouvernement utiliser plus d'une vingtaine de fois le controversé article 49.3 de la Constitution pour valider ses projets de lois sans vote au Parlement. Bien que des motions de censure soient à chaque fois déposées par la NUPES d'une part et le Rassemblement national d'autre part, le refus des Républicains de voter une quelconque motion permet au gouvernement de se maintenir.

##### Crise sociale et politique du début de 2023
La presse et les observateurs évoquent dès la mi-mars 2023 une « crise sociale et politique » liée à la longueur et la dureté du mouvement social contestant la réforme des retraites et la décision de déclencher pour la onzième fois en moins d'un an l'article 49.3 pour la faire adopter sans vote, ce qui est sans précédent pour une réforme des retraites,. Emmanuel Macron refuse notamment de rencontrer les syndicats, qui demandent à être reçus par le président.
Pour tenter de « reprendre la main », il laisse sa Première ministre les recevoir début avril mais ceux-ci ne restent qu'une petite heure avec elle. Laurent Berger, le numéro un de la CFDT affirme alors que cette « crise sociale est en train de se transformer en crise démocratique ». L'entourage du président a immédiatement contesté cette vision des choses et mis en avant le fait que ce projet de réforme des retraites avait, lors de l'élection présidentielle, été « porté, expliqué et assumé » par le président français. Les tensions sont telles que par mesure de sécurité et pour éviter les provocations, la visite en France du nouveau roi du Royaume-Uni Charles III, prévue fin mars est reportée, en concertation avec les autorités anglaises.
Le 14 avril 2023, le conseil constitutionnel déclare la réforme conforme à la Constitution. Dans les heures qui suivent, Emmanuel Macron promulgue la loi, qui est aussitôt inscrite au Journal officiel et annonce sa seconde allocution télévisée en un mois, pendant laquelle des concerts de casseroles ont lieu dans de nombreuses villes de France, puis au cours de ses déplacements officiels dans les semaines qui suivent,,,.

##### Émeutes et violences policières de l'été 2023
Le 27 juin 2023, Nahel Merzouk, un jeune franco-algérien de 17 ans est abattu à bout portant par un policier à Nanterre. La version policière, présentant cette mort comme consécutive à un refus d'obtempérer et l'usage de son arme par le policier comme un cas de légitime défense, est contredite dans les heures qui suivent par la diffusion de vidéos sur les réseaux sociaux et le témoignage des deux passagers. L'événement provoque de violentes émeutes dans les jours qui suivent, considérées comme dépassant en intensité celles de 2005. Jugeant la mort de Nahel « inexplicable » et « inexcusable », Emmanuel Macron évoque auprès des policiers mobilisés dans les émeutes l'idée de sanctionner financièrement les familles de délinquants « à la première connerie » et de couper les réseaux sociaux lors des épisodes de violences urbaines voire de les obliger à supprimer tout contenu appelant à la révolte, proposition vivement critiquée par l'opposition.
Au cours des émeutes, de multiples signalements de violences policières ont lieu, pour lesquels la France est épinglée dans les jours qui suivent par l'ONU, le Conseil de l'Europe et Amnesty International. L'un d'entre eux prend de l'ampleur au cours du mois de juillet, celui d'un jeune homme de 22 ans du nom de Hedi à Marseille, passé à tabac par des policiers et frôlant la mort. La mise en détention provisoire des policiers suspects provoque une fronde de certains de leurs collègues qui se mettent en arrêt maladie indus, réclamant un statut spécial en cas d'accusations pour des faits effectués dans le cadre de leurs missions. Le directeur général de la police nationale Frédéric Veaux et le préfet de Paris Laurent Nuñez apportent leur soutien aux policiers suspectés, une position jugée comme violant le devoir de réserve et que le monde judiciaire et l'opposition de gauche jugent « gravissime » voire d'atteinte à la séparation des pouvoirs,.
Lors d'une interview donnée à TF1 et France 2 le 24 juillet, le président dit vouloir « entendre l'émotion » des policiers et sans condamner les propos de Frédéric Veaux, rappelle que « nul en République n'est au-dessus de la loi ». Les oppositions manifestent leur colère : les responsables LFI accusent le président « d'encourager les abus de la police » ; au contraire, les responsables LR et RN lui reprochent de ne pas soutenir les policiers.

##### Guerre entre Israël et le Hamas
Les attaques terroristes du Hamas du 7 octobre 2023 relancent les hostilités du conflit israélo-palestinien. Emmanuel Macron déclare le lendemain « [condamner] fermement les attaques des terroristes du Hamas qui frappent actuellement Israël » et « [exprimer sa] pleine solidarité avec les victimes, leurs familles et leurs proches ». Il propose la création d'une coalition internationale contre le Hamas lors de sa visite en Israël à la fin de mois d'octobre. Selon une information parue dans Le Monde, Bernard-Henri Lévy aurait suggéré au président de la République « de bâtir une coalition anti-Hamas sur le même modèle que celle visant l’organisation État islamique ». Lévy lui-même évoque cet épisode dans son livre Nuit blanche. Cette idée refroidit les relations diplomatiques avec les pays arabes de la région et ne trouve pas d'écho sur la scène internationale.
Emmanuel Macron exhorte Israël à cesser les bombardements dans la bande de Gaza lors d'un entretien accordé à la BBC au mois de novembre, provoquant une vive réaction de l'état hébreu, qui pousse Emmanuel Macron à clarifier ses propos. Dans la même période, il ne participe pas à la « marche civique » contre l'antisémitisme, organisée par les présidents des deux chambres du Parlement Yaël Braun-Pivet et Gérard Larcher, qui se tient le 12 novembre 2023 à Paris, marche dont la présence du Rassemblement national suscite une polémique à gauche et dans le camp du président,.
Il réaffirme le 15 novembre la position française d'une solution à deux États avec « la sécurité pour Israël, et un État pour les Palestiniens », alors que certains ambassadeurs du Moyen-Orient pointaient un virage pro-israélien de sa part, en rupture avec la position historique de la France,. Ses prises de positions dans le conflit suscitent également des réserves avec les diplomates du Quai d'Orsay, exclus des décisions du président,,.
Fin juillet 2025, il annonce que la France reconnaîtra officiellement un État palestinien en septembre de la même année, celle-ci devenant ainsi le premier pays du G7 à le faire. Par la suite, il est accusé par Marco Rubio, le secrétaire d’État américain, d’être responsable par cette décision de l’échec des négociations entre Israël et le Hamas

##### Tensions dans la majorité sur la loi immigration de 2023
En décembre 2023, après le vote à l'Assemblée nationale d'une motion de rejet par les oppositions de la version du projet de loi immigration présenté par le gouvernement Borne, Emmanuel Macron décide de légiférer en passant par une commission mixte paritaire, qui reprend la version durcie par le Sénat, afin de ne pas utiliser à nouveau l'article 49.3, ni renoncer au projet de loi. Il refuse dans le même temps la démission de Gérald Darmanin, que les médias jugent affaibli politiquement par ce revers,. Le 19 décembre, le projet de loi issu de la commission mixte paritaire est adopté grâce aux voix des Républicains et du Rassemblement national,, provoquant l'embarras dans le camp présidentiel. Marine Le Pen qualifie l'adoption du texte de « victoire idéologique » tandis que les membres de la NUPES parle d'un « naufrage » du gouvernement. La presse étrangère voit cette adoption comme un échec du macronisme et une absence de barrage à l'extrême droite seulement quelques mois avant le prochain scrutin européen, où les partis nationalistes européens pourraient remporter un nombre important de sièges,.
La majorité sort divisée de la séquence parlementaire : certains députés comme Gilles Le Gendre et Sacha Houlié votent contre le texte présenté, malgré la promesse de la part d'Emmanuel Macron d'un portefeuille ministériel en échange d'un vote favorable pour le deuxième, tandis que cinq ministres du gouvernement menacent de démissionner en cas d'adoption du texte. Seul le ministre de la Santé Aurélien Rousseau tient parole après le vote. L'aile gauche de la majorité parle également de « renoncements aux valeurs du macronisme ». Le président admet, comme certains ministres, que de nombreuses mesures votées sont contraires à la constitution, et saisit le Conseil constitutionnel ,. Il est alors accusé de se défausser, ce que le président du Conseil des Sages Laurent Fabius ne manque pas de lui faire remarquer lors de la présentation de ses vœux au début de l'année 2024, en affirmant qu'ils ne sont pas « une chambre d’appel des choix du Parlement »,.

##### Gouvernement Gabriel Attal et campagne des élections européennes de 2024
Emmanuel Macron commence l'année 2024 par la nomination de Gabriel Attal au poste de Premier ministre pour succéder à Élisabeth Borne, qui laisse entendre dans sa lettre de démission qu'il s'agit d'une demande du président lui-même. Les ministres s'étant opposés à la loi immigration, à l'exception de Sylvie Retailleau, ne sont pas reconduits dans le nouveau gouvernement. L'absence de la plupart des ministres issus de la gauche sous les gouvernements précédents et la nomination de plusieurs figures proches de Nicolas Sarkozy — comme Rachida Dati — sont commentées par les médias comme une « droitisation » de l'exécutif voire un retour du sarkozysme,,,, ainsi que la fin du « en même temps »,,,,. Les débuts du gouvernement, dirigé par le plus jeune Premier ministre de la Ve République, sont émaillés par les polémiques de Amélie Oudéa-Castéra — nommée ministre de l'Éducation nationale, de la Jeunesse, des Sports, des Jeux olympiques et paralympiques — autour de ses propos sur l'école publique et son conflit d'intérêts vis-à-vis du collège Stanislas.
En vue des élections européennes de 2024, Emmanuel Macron est également confronté à une absence de figure majeure pour mener la liste de sa coalition pour le Parlement européen, la plupart de ses ministres refusant de se présenter au scrutin,. Il choisit finalement la députée européenne Valérie Hayer, vue « un choix par défaut »,,. Tout comme en 2019, il s'implique personnellement dans la campagne face aux intentions de votes en faveur du Rassemblement national de Jordan Bardella, qui demande une dissolution de l'Assemblée nationale en cas de victoire. Lors de son deuxième discours de la Sorbonne en avril, le président tente de focaliser le débat sur la construction européenne, sans parvenir à intéresser l'opinion. Dans les dernières semaines de campagne, la liste macroniste chute dans les intentions de vote au profit de la liste socialiste menée par Raphaël Glucksmann.
Le Rassemblement national finit largement en tête du scrutin avec 31,37 %, un score plus de deux fois plus élevé que les 14,30 % de la liste de Valérie Hayer qui manque de finir à la troisième place face à Raphaël Glucksmann, qui obtient 13,83 % des suffrages,.

##### Dissolution de l'Assemblée nationale
Le 9 juin 2024 au soir, en réponse aux résultats des élections européennes, Emmanuel Macron annonce la dissolution de l'Assemblée nationale et convoque des élections législatives anticipées. Interrogé sur son ressenti le lendemain lors des célébrations du 80e anniversaire du débarquement de Normandie de la Libération, il répond selon le journal Le Monde qu'il y réfléchissait « depuis des semaines, et [en est] ravi », estimant qu'il a « balancé [sa] grenade dégoupillée dans ses jambes [à l'opposition] » afin de voir comment elles réagissent.
Il motive la dissolution pour clarifier le paysage politique, afin de mettre en lumière les « incohérences » des deux blocs d'opposition — le clivage gauche-droite — tentés de nouer des « alliances contre nature » alors qu'il est l'auteur de la doctrine du « en même temps »,. Son initiative suscite le désarroi dans la majorité, mais il affirme que la « dissolution instaure une dynamique [dont le] mouvement est dorénavant de [leur] côté ». Espérant briser la gauche, il obtient l'inverse avec une large coalition du spectre des forces politiques sous le Nouveau Front populaire. Quant à la droite, elle se recompose après la crise suivant la proposition d'alliance entre le parti conservateur Les Républicains et le parti d'extrême droite Rassemblement national. Après les résultats du premier tour des élections législatives de 2024 qui voit une confirmation de l'affaiblissement du parti présidentiel et la « décomposition de sa majorité », Emmanuel Macron est largement critiqué par la presse pour avoir placé le pays dans l'alternative de voter pour le Rassemblement national ou de connaître un possible blocage institutionnel,.
Le second tour voit finalement émerger une majorité relative pour la coalition du Nouveau Front populaire, tandis que le camp présidentiel parvient à devenir la deuxième force de l'Assemblée grâce au front républicain de l'électorat de gauche,,. Emmanuel Macron refuse néanmoins dans un premier temps la démission de Gabriel Attal au lendemain des législatives afin d'assurer la « stabilité du pays » le temps d'avoir « la structuration de la nouvelle Assemblée nationale »,, une démarche fortement contestée par les partis d'opposition. La démission du gouvernement Attal est finalement acceptée le 16 juillet, sans qu'Emmanuel Macron ne nomme un successeur, maintenant les ministres dans un gouvernement de gestion des affaires courantes.

##### Période de gouvernement démissionnaire
Le 23 juillet, après deux semaines de tractations difficiles, le Nouveau Front populaire propose Lucie Castets comme Première ministre, une heure avant une interview prévue de Emmanuel Macron, au cours de laquelle il annonce son refus de nommer un nouveau locataire à Matignon dans l'immédiat, affirmant qu' « il est faux de dire que le Nouveau Front populaire aurait une majorité, quelle qu’elle soit » et que « la question n’est pas un nom. La question, c’est quelle majorité peut se dégager à l’Assemblée pour qu’un gouvernement de la France puisse passer des réformes, passer un budget et faire avancer le pays »,. Il appelle les partis à s'entendre, en étant capables de « sortir […] de leurs évidences » et de « savoir faire des compromis ». Il écarte l'hypothèse d’une démission et demande une trêve politique en raison des Jeux olympiques qui débutent le 26 juillet.
Après la fin des Jeux olympiques, il appelle de nouveau les partis à « travailler ensemble », renvoyant les forces politiques à l'exemple qu'ont donné tous ceux qui ont participé au succès de l'organisation des Jeux. Après avoir reçu les différents partis à l'Élysée, il déclare dans un communiqué publié le 26 août qu’il exclut, « au nom de la stabilité institutionnelle », d'appeler la gauche à former un gouvernement du Nouveau Front populaire autour de Lucie Castets,. Le président ne souhaite également pas que la gauche abroge sa réforme des retraites et augmente le salaire minimum,. Ce nouveau refus de nommer un nouveau Premier ministre plusieurs semaines après la défaite de son camp aux deux derniers scrutins nationaux est vu comme le début d'une crise politique inédite sous la Ve République,. En conséquence, les insoumis menace de déclencher une procédure de destitution du président de la République, une démarche qui ne fait pas l'unanimité au sein de la coalition de gauche.
Continuant de consulter les différents mouvements politiques, les noms de Bernard Cazeneuve et de Xavier Bertrand circulent début septembre mais se heurtent au refus du Parti socialiste de soutenir inconditionnellement leur ancien Premier ministre pour le premier et à la vive hostilité du Rassemblement national pour le second. Simultanément, la procédure de destitution est déclenchée par les insoumis le 3 septembre,,. Emmanuel Macron nomme finalement Michel Barnier le 5 septembre après plus d'une cinquantaine de jours avec un gouvernement démissionnaire,,, battant un record de 37 jours datant de 1957 sous la Quatrième République. Plusieurs observateurs notent que dans cette configuration, le nouveau gouvernement est entièrement dépendant du Rassemblement national - désormais en situation d'arbitre - pour appliquer sa politique, parlant même d'« accord tacite » entre le président et Marine Le Pen,,,,. La procédure de destitution des insoumis est par la suite rejetée par la commission des lois le 2 octobre.

##### Crise du budget de 2025
Le gouvernement Barnier est finalement censuré le 4 décembre 2024, au bout de trois mois de nomination, après l'utilisation de l'article 49.3 de la Constitution pour approuver la première lecture du projet de loi de financement de la Sécurité sociale pour l'année 2025, une première depuis le renversement du gouvernement Pompidou en 1962. Alors que plusieurs élus éparpillés sur l'ensemble de l'échiquier politique français l'appellent à la démission pour sortir de la crise,, il l'exclut une nouvelle fois lors d'une prise de parole le 5 décembre. Emmanuel Macron est tenu, par une partie de la presse française et internationale, responsable de la crise dans laquelle se trouve le pays, la Süddeutsche Zeitung qualifiant le président de « saboteur de la République », El Clarin le décrivant en « président plus affaibli que jamais », le Corriere Della Sera affirmant que « le macronisme est mort » et la Berliner Zeitung ne voyant une sortie possible de cette crise que par sa démission,,.
Après une semaine de discussions avec les partis, il envisage de nommer Roland Lescure mais, après une discussion avec François Bayrou le 13 décembre, consent à nommer le président du Modem comme nouveau chef du gouvernement après que ce dernier ait menacé de retirer son parti de la coalition présidentielle,,,. Après plusieurs semaines de négociations avec les partis de gauche — en dehors de La France insoumise qui refuse discussion —, le budget de 2025 est finalement voté le 6 février après une nouvelle utilisation de l'article 49.3,, les socialistes acceptant au nom de la stabilité de ne pas censurer le texte.

## Ligne politique

### Positionnement
Lors de son émergence sur la scène politique française, Emmanuel Macron est alternativement qualifié de social-libéral ou de social-démocrate,,,. Il est alors soutenu par l'aile droite du Parti socialiste et par une partie de la droite.
Alors qu'il l'assume en 2014, il renie à partir de 2016 la qualification de socialiste, tout comme celle de centriste,,. Dans son ouvrage Révolution de 2016, il se présente à la fois comme un « homme de gauche » et un « libéral », « si par libéralisme on entend confiance en l'homme ».
Avec En marche, il affirme souhaiter dépasser le clivage existant entre la gauche et la droite au profit de celui entre « progressistes » et « conservateurs »,. Lors de la campagne présidentielle de 2017, ses propositions mêlent des mesures considérées comme étant de gauche et d'autres de droite,,,. Pour en faire part dans une même phrase, il a régulièrement recours à l'expression « en même temps ». Avec le lancement d'En marche et le recours à une rhétorique antisystème, il est parfois qualifié de populiste, terme qu'il rejette et revendique alternativement en fonction du sens qui lui est donné,,,. Dans le même temps, il est décrit comme un représentant des élites et accusé de servir leurs intérêts,.
Proche de Michel Rocard, il revendique une filiation politique avec Pierre Mendès France et François Mitterrand,,,,. Mediapart relève au cours de sa campagne de 2017 qu'il « mobilise dans ses discours et entretiens un panthéon hétéroclite de figures politiques et intellectuelles » (« plus de 80 auteurs et intellectuels, philosophes, artistes et écrivains, souvent des classiques »), avec Charles de Gaulle comme « référence favorite ».
Le 18 avril 2022, sur France Culture, dans l'entre-deux tours des élections présidentielles de 2022, il qualifie son projet politique « d'extrême centre » en comparaison de ceux de Jean-Luc Mélenchon et Marine Le Pen,. L'adoption sans vote du passage de l'âge de départ à la retraite de 62 à 64 ans, le vote de la réforme de la loi immigration de 2023 avec les voix du Rassemblement national, la nomination de plusieurs figures du sarkozysme dans le gouvernement Attal en 2024 acte un virage de sa politique à droite au cours de son second mandat,,,. Ce virage se confirme par son refus d'appeler la gauche à former un gouvernement, malgré l'obtention d'une majorité relative lors des élections législatives anticipées de 2024,, préférant constituer une nouvelle majorité par une alliance avec Les Républicains après s'être accordé avec le Rassemblement national,,.

### Économie et social

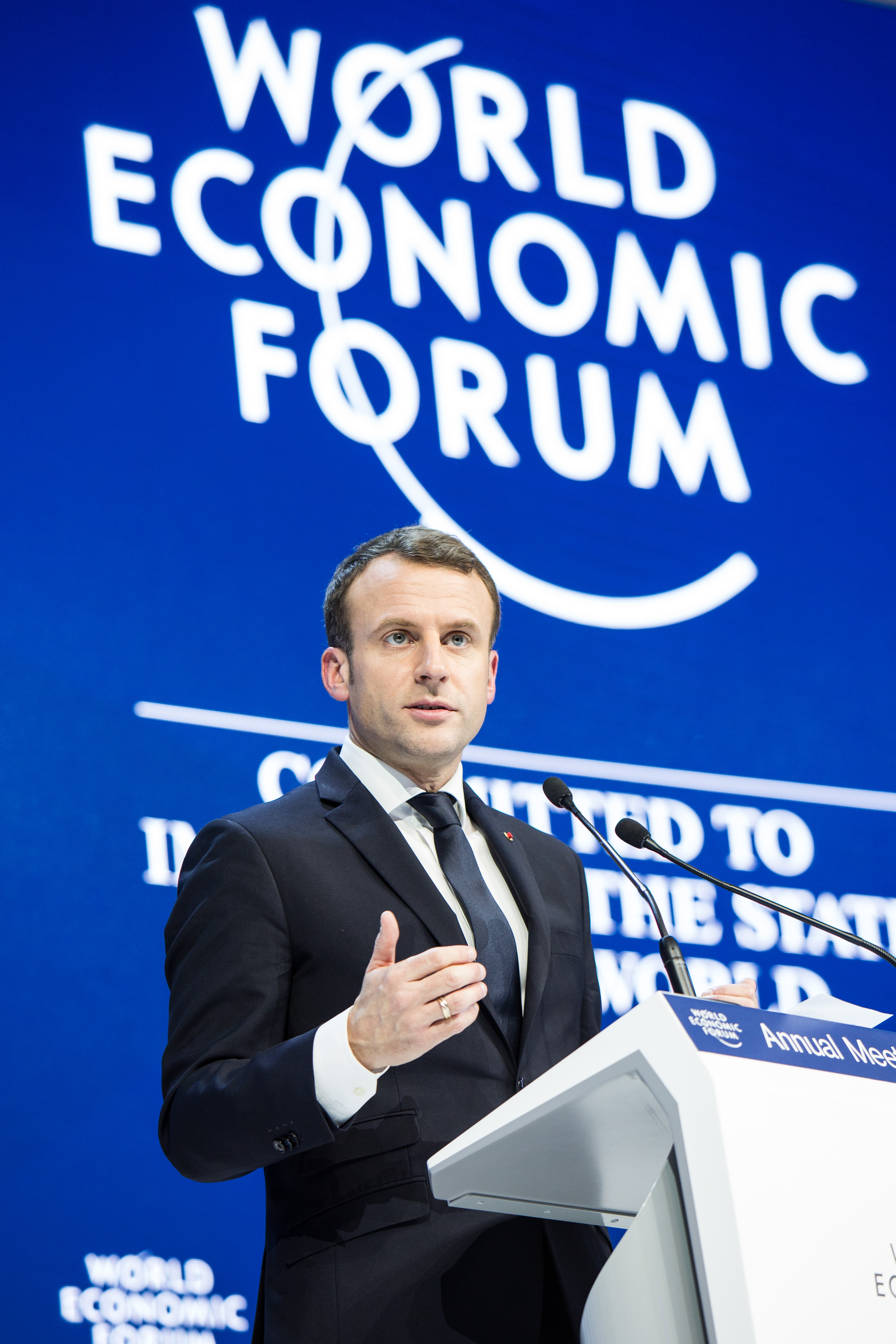
Emmanuel Macron au Forum économique mondial de 2018.

Emmanuel Macron est souvent dit proche du paradigme schumpétérien et de la théorie de la destruction créatrice,, quoiqu'il est parfois accusé de mal comprendre la pensée économique, et qu'il tente lui-même de s'écarter du mouvement pour adopter une position plus pragmatique.

#### Questions économiques et fiscales
Durant la campagne présidentielle de 2012, il s'oppose à la suppression de niches fiscales,. Lorsque Arnaud Montebourg tente de sauver les emplois menacés du site ArcelorMittal de Florange, il affirme que la « gauche romantique » doit « ouvrir les yeux ». En février 2017, il annonce vouloir supprimer 120 000 postes de fonctionnaires en ne renouvelant pas certains postes.
À quelques mois de distance, il tient des propos contradictoires ou opposés : c'est le cas notamment pour les 35 heures, le droit du travail, l'indemnisation dégressive du chômage, le diesel, le cannabis, la colonisation ou le mariage pour les couples de même sexe,. En vue de la présidentielle de 2017, il déclare vouloir exonérer 80 % des Français de la taxe d'habitation, l'État prenant en charge le déficit de ressources pour les communes,.
En septembre 2022, Jean-Bernard Lévy, PDG du groupe Électricité de France, met en cause la stratégie du gouvernement et pointe du doigt les erreurs en matière de nucléaire indiquant que sa stratégie avait été basée sur la programmation pluriannuelle de l'énergie de 2020 réduisant la part du nucléaire dans le mix électrique à 50 %. Il explique ainsi avoir recruté des employés pour fermer douze réacteurs et non pour en créer six à quatorze, comme le veut le discours prononcé par le Président de la République à Belfort le 10 février 2022. Ces propos sont tenus alors que 32 réacteurs sont à l'arrêt et qu'EDF affiche une disponibilité de son parc historiquement faible, alourdissant la crise énergétique qui touche le pays. Peu après, Emmanuel Macron condamne fermement les propos de Jean-Bernard Lévy, défendant la politique nucléaire de son gouvernement, notamment la fermeture de la centrale de Fessenheim.

#### Santé
En matière de santé, il ne remet pas en cause le dispositif du tiers payant mais estime qu'il faut revenir sur le paiement des médecins à l'acte « pour faire face à la surcharge de travail » ainsi qu'à « une nouvelle sociologie de médecins qui veulent travailler autrement », mais aussi pour « un problème d'efficacité ». Il propose de « prendre en charge à 100 % l'optique, l'audition et le dentaire », une mesure qui, selon le quotidien Les Échos, coûterait 4,4 milliards sans que le candidat précise si ce surcoût sera payé par la Sécurité sociale ou par les mutuelles.

#### Éducation
Pour L'Obs, les propositions d'Emmanuel Macron s'inscrivent « dans l'esprit de la loi de refondation de l'école de l'ex-ministre de l'Éducation Vincent Peillon (priorité au primaire), avec un soupçon de libéralisme de droite (plus d'autonomie aux écoles) et un message rassurant envoyé aux élites sociales (maintien des classes prépas et des grandes écoles puisque le système marche) ».
Il propose que les réseaux d'éducation prioritaire (ex-ZEP) enrôlent des professeurs expérimentés, mieux payés, et disposant d'une plus grande liberté pédagogique. Il propose d'enrichir l'offre scolaire dans les collèges de quartiers populaires pour qu'ils attirent les bons élèves du secteur, voire des élèves venus d'ailleurs par dérogation ; ces mesures font l'objet d'une expérimentation du gouvernement à la rentrée 2016. Il conforte le besoin d'un collège unique et propose une réforme de la carte scolaire.
Selon lui, l'enseignement professionnel « doit devenir une priorité de l'Éducation nationale » mais il évoque une réforme organisationnelle proche de celle mise en place en Allemagne, avec la proposition d'une décentralisation. Il déclare : « L'État doit définir les programmes et le cadre de l'enseignement professionnel, et la gestion de ces filières doit être transférée aux régions ».

#### Logement
En 2016, Emmanuel Macron propose de relancer « de manière brutale » la production de logements par « une politique de l'offre », quitte à « réduire » des « normes », « certains droits et certaines capacités de recours » pour « accélérer les opérations » immobilières. Il réitère ces propositions en mai 2023 mais son action politique dans le domaine lors de son premier quinquennat est critiquée, notamment par la fondation Abbé Pierre, et les acteurs du logement.

### Institutions
En 2011, dans la revue Esprit, Emmanuel Macron écrit que l'élection présidentielle « n’apportera pas plus qu’auparavant le démiurge », et appelle à retrouver le temps long de la « délibération permanente », cette « double vertu du parlementarisme et de la démocratie sociale que notre République a encore trop souvent tendance à négliger ».
Il regrette en 2015, l'absence de la figure symbolique du roi, qui crée selon lui un vide dans la vie politique française, et affirme qu'il ne croit pas au « président normal », image sur laquelle François Hollande avait fait campagne.
Pendant sa campagne de 2017, il propose d'introduire le scrutin proportionnel à l'Assemblée nationale et, « de façon massive », au Sénat, de limiter le cumul des mandats, de mettre en place des incitations financières pour l'introduction des personnes non encartées sur les listes électorales, d'instaurer des formations pour aider les citoyens à accéder aux fonctions d'élus et pour aider les responsables politiques à revenir à la vie « normale », d'obliger le président de la République à rendre des comptes chaque année de son mandat devant une commission de citoyens tirés au sort et de « subordonner l'accès à la vie élective à un casier judiciaire vierge »,.

### Enjeux sociétaux

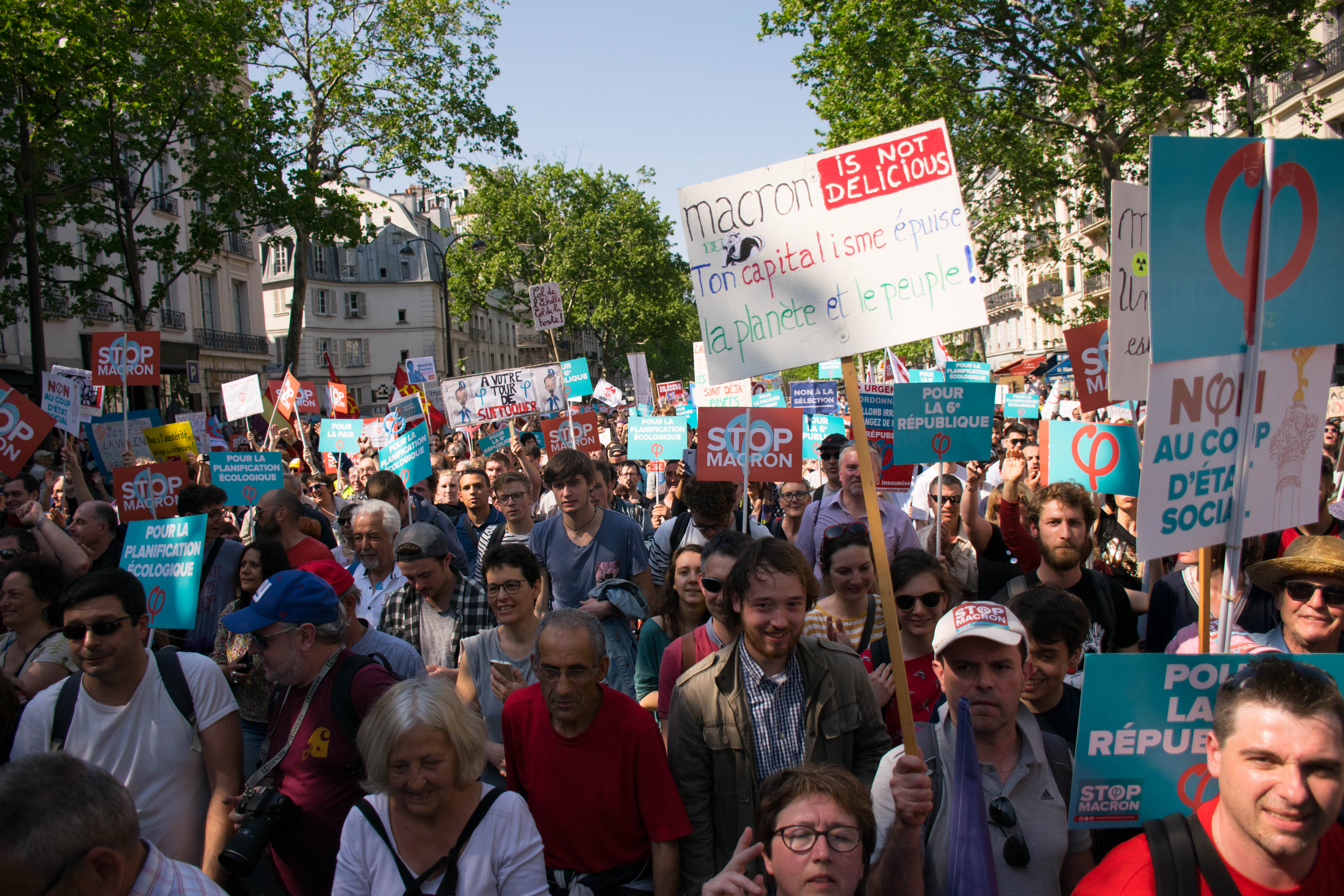
« La fête à Macron », manifestation organisée par la gauche radicale contre la politique d'Emmanuel Macron (Paris, mai 2018).

#### Immigration
En 2015, Emmanuel Macron se dit confiant sur la capacité de la France à accueillir davantage d'immigrés. En janvier 2017, contrairement à plusieurs socialistes, il apporte son soutien à la politique d'accueil des migrants conduite par Angela Merkel en Allemagne,,.
Lors de la commémoration internationale de l'armistice de 1918, il déclare que le nationalisme est « l'exact contraire » du patriotisme, et que donner la priorité aux intérêts nationaux sans tenir compte des autres revient à sacrifier ce que la nation a de « plus précieux », à savoir selon lui ses « valeurs morales »,. Il se prononce pour le pacte mondial sur les migrations, dit « pacte de Marrakech ».
Si la politique migratoire d'Emmanuel Macron est jugée ferme par quelques médias, et par Amnesty International, la loi asile et immigration de septembre 2018 est qualifiée de « laxiste » par la droite et l'extrême droite. Une enquête Elabe réalisée en juin 2018 indique également que 61 % des Français jugent sa politique migratoire « trop laxiste ». Selon la Cimade, cette loi a eu « très peu d'effet en termes d'expulsions » alors que des associations craignaient leur augmentation.

#### Laïcité et religions
En juillet 2016, il annonce être contre l'interdiction du voile à l'université. Réagissant à des propos tenus par Manuel Valls et Jean-Pierre Chevènement sur la pratique de l'islam, il « dénonce les considérations qui demandent à des citoyens d'être « discrets », parce que les précédents historiques où l'on a demandé la discrétion en matière de religion ne sont pas à l'honneur de la République ». En avril 2018, il déclare devant la Conférence des évêques de France au Collège des Bernardins : « Nous partageons confusément le sentiment que le lien entre l’Église et l’État s’est abîmé, et qu’il nous importe à vous comme à moi de le réparer. » En octobre 2019, il déclare que « le port du voile islamique dans l’espace public n’est pas [s]on affaire ».

#### Environnement

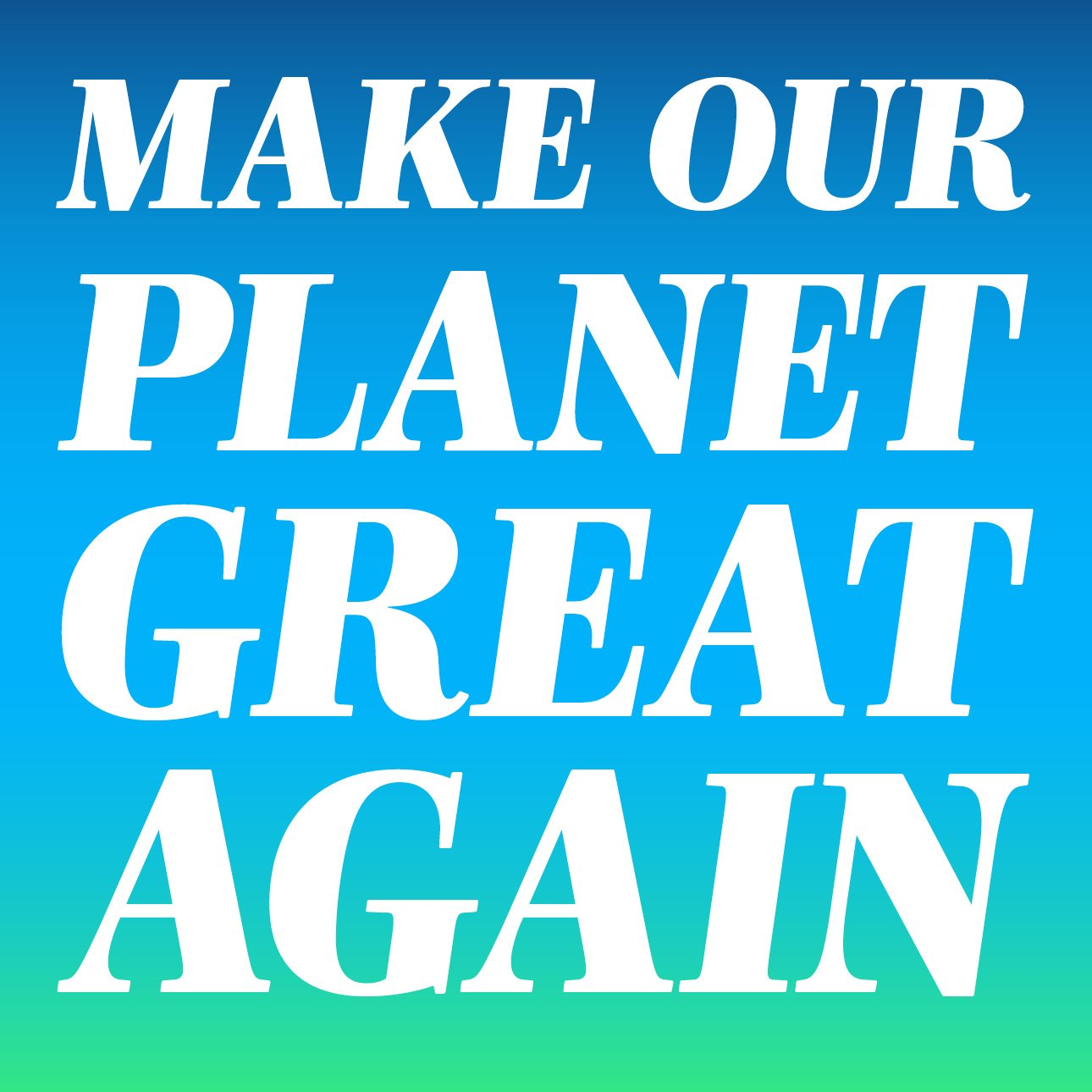
Image twittée par Emmanuel Macron le 1er juin 2017 en réponse au retrait américain des accords de Paris sur le climat.

Dans la perspective de la conférence de Paris de 2015 sur le climat, il appelle à « accélérer la transition écologique » et prône un « équilibre entre impératif écologique et exigence économique ». Durant l'été 2016, il prend la défense du diesel, auquel il estime qu'il ne faut « pas faire la chasse » car il « reste au cœur de la politique industrielle française ». Cette prise de position pour ce carburant s'inscrit dans les suites de l'affaire Volkswagen et lui vaut les foudres de son camp politique,. Macron s'exprime également en faveur de la filière nucléaire qui est, selon lui, « un choix français et un choix d'avenir ».
Concernant le projet d'aéroport de Notre-Dame-des-Landes, il estime d'abord qu'il « relève d'un modèle qui n'a plus cours aujourd'hui » mais « qu'il faut lancer la construction parce que la consultation a eu lieu ». Il indique ensuite qu'il se donnerait six mois, s'il était élu président, pour statuer sur ce projet après un examen comparatif avec l'alternative d'un aménagement de l'aéroport de Nantes-Atlantique, sous l'autorité d'un « médiateur indépendant ». Il dit également refuser toute « évacuation de la ZAD par la violence ».
Début 2019, il renonce à sa promesse d'interdire le glyphosate en 2021.
Au cours de l'année 2019, Les Décodeurs du Monde jugent le bilan de la politique écologique et environnementale de sa présidence comme peu positif,. La Commission européenne considère que la France n'atteindra pas ses objectifs en matière d'énergies renouvelables et qu'il n'y a pas d'accélération de la rénovation des logements anciens. Des subventions élevées aux énergies fossiles subsistent. Il y a encore trop de dérogations pour l'utilisation de pesticides défavorables aux pollinisateurs et des avantages aux agrocarburants sont maintenus malgré leur impact sur la déforestation. En parallèle, de nombreuses mesures favorables aux chasseurs ont été prises. L'État investit peu dans les transports en commun ou la mobilité vélo. Néanmoins, Emmanuel Macron est perçu à l'international comme un « héraut de la lutte pour le climat » pour avoir organisé le One Planet Summit en décembre 2017, et avoir remporté le prix « Champion of the Earth » de l'ONU en septembre 2018. Il échoue cependant à convaincre les États-Unis de respecter les accords de Paris sur le climat. Consécutivement au One Planet Summit, il participe au lancement du Fashion Pact en 2019[réf. souhaitée].
En 2021, un an et un mois après l'arrêt du second réacteur de la centrale nucléaire de Fessenheim, il renouvelle son soutien à l'énergie nucléaire contre le réchauffement climatique : « La France a une chance, quand on parle d'émission de gaz à effet de serre, c'est le nucléaire ». En février 2022, dans son discours de Belfort, Emmanuel Macron annonce son plan pour l'avenir énergétique de la France à l'horizon 2050 : relance du nucléaire (avec la préservation des réacteurs existant ainsi que la construction de six à quatorze réacteurs de type EPR2), développement des énergies renouvelables (avec un objectif de 100 GW de solaire et 40 GW d'éolien maritime installés) et baisse de 40 % de la consommation énergétique,,.
Proche de la Fédération nationale des chasseurs (FNC) et de son dirigeant Willy Schraen, il accède durant son quinquennat à la plupart de leurs revendications : division par deux du prix du permis de chasse, pas d'interdiction de la chasse à courre, dérogations pour la chasse de certaines espèces protégées, possibilité pour les préfets d'organiser des chasses entre collaborateurs des forces de l'ordre, autorisation donnée aux chasseurs d'employer des dispositifs silencieux sur leurs armes à feu, restriction de la possibilité pour les ONG de déposer des recours, etc. Il choisit également de prendre part à des chasses présidentielles. Au cours de son quinquennat, les subventions annuelles allouées à la FNC sont passées de 27 000 à 6,3 millions d'euros.

### Sujets régaliens

#### Sécurité
Emmanuel Macron estime que le projet de réforme avorté sur la déchéance de la nationalité n'était pas une « solution concrète » et juge que « la prolongation sans fin de l'état d'urgence pose des questions, et des questions légitimes » ; il prône des moyens accrus pour les services de renseignement. Il appelle de ses vœux un rétablissement de la police de proximité et considère que « sur la gestion de certains grands risques il faut déléguer aux associations », voire au secteur privé,. Lors de sa campagne pour l'élection présidentielle de 2022, il propose la privation des droits civiques pour les personnes s'en prenant aux dépositaires de l'autorité publique.

#### Défense
En 2017, il se prononce pour un service national universel et obligatoire d'un mois. Il reproche au chef d'État-Major des armées, Pierre de Villiers, d'avoir fait part de son inquiétude quant aux 850 millions d'euros de coupes budgétaires annoncées dans le budget de la Défense. Après avoir déclaré être le « chef », il contraint Pierre de Villiers à la démission. Le président français se voit alors reprocher une attitude autoritaire et humiliante.
En déplacement au Proche-Orient début 2017, il se définit dans une position médiane « à mi-chemin de la politique d'ostracisation du régime Assad et de soutien exclusif à la rébellion » suivie par la France depuis 2011,. Toutefois en avril 2017, Emmanuel Macron a proposé une intervention militaire contre le régime d'Assad.
Il défend une plus forte intégration des armées des pays de l'Union européenne, souhaitant en 2024 ouvrir le débat sur la mutualisation de capacités de défense comme l'arme nucléaire et « créer entre les armées européennes une véritable intimité stratégique ».

### Politique internationale

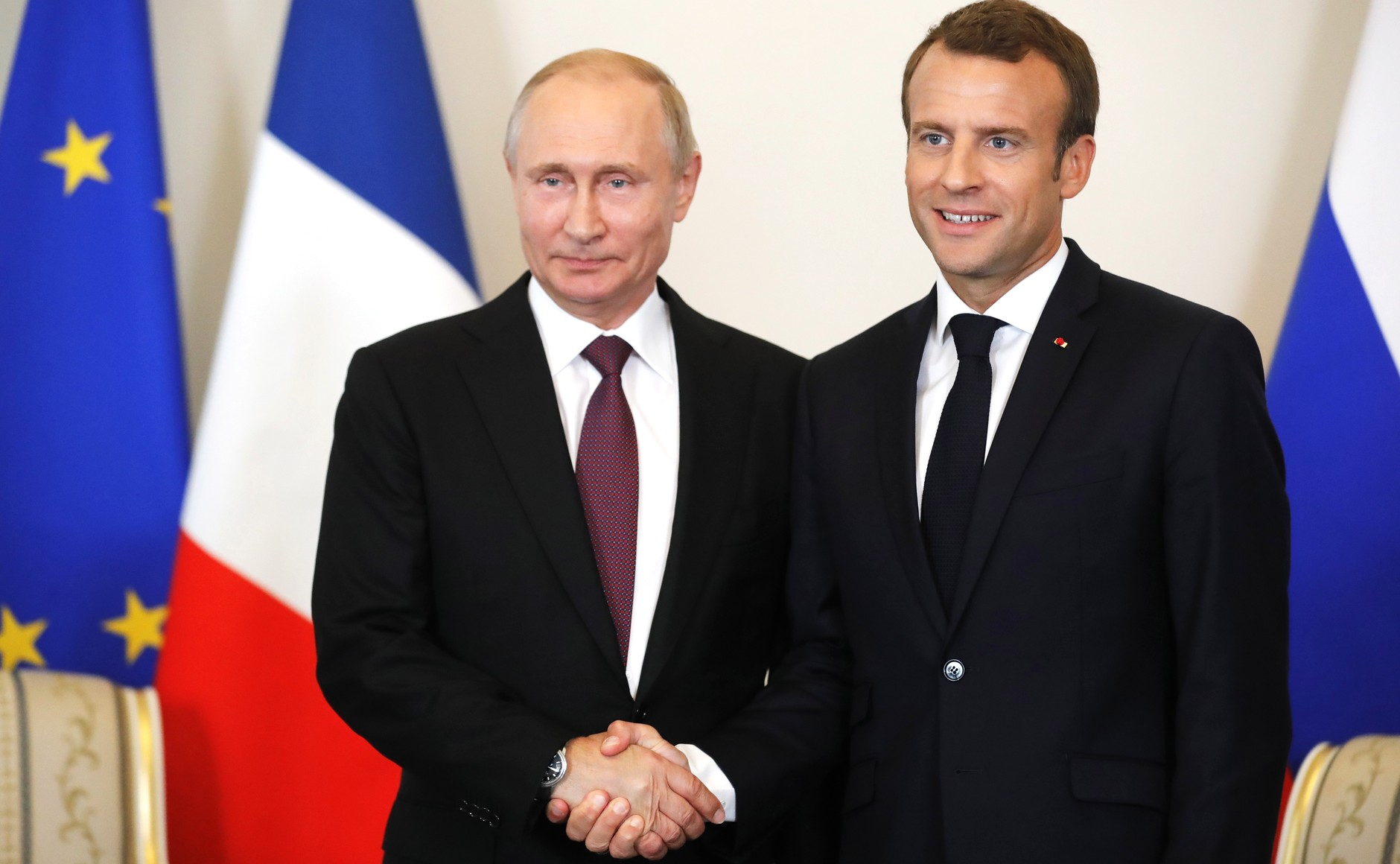
Emmanuel Macron avec le président de la fédération de Russie, Vladimir Poutine, en 2018.

Emmanuel Macron est présenté comme europhile et fédéraliste,. Il se réclame de Jacques Delors, et se prononce pour l'accord économique et commercial global (CETA),,. Il est l'un des rares candidats à l'élection présidentielle à ne pas remettre en cause l'engagement pris par la France de respecter le critère de convergence d'un déficit public inférieur à 3 % de son PIB. Il prône la création d'un poste de « commissaire responsable de la zone euro, ainsi qu'un Parlement de la zone euro » et un budget commun pour celle-ci,.
Il est opposé au mouvement Boycott, désinvestissement et sanctions (BDS). En 2024, Emmanuel Macron se dit prêt à reconnaitre l’État de Palestine tout en considérant que ce n'est pas le bon moment ; en conséquence de quoi il demande au président palestinien Mahmoud Abbas d'engager des réformes « indispensables » de l'Autorité palestinienne.
Il défend en 2024 l'émergence de listes transnationales lors des élections européennes, le passage à la majorité qualifiée pour les votes du Conseil de l'Union européenne en matière de politique étrangère et de fiscalité ainsi que l'intégration de l'Ukraine, de la Moldavie et des Balkans occidentaux au sein de l'UE.

## Stratégies de communication
L’universitaire Arnaud Benedetti écrit : « Emmanuel Macron est, de loin, le président qui maîtrise le mieux sa stratégie d’intervention médiatique. Contrairement à François Hollande, qui laissait les médias faire l’opinion, ou à Nicolas Sarkozy, qui saturait l’espace médiatique, il a une vision très managériale. Il fonctionne comme un chef d’entreprise. Il veut tout contrôler. Il joue de la rareté de sa parole, mais il suit de très près les réseaux sociaux, sur lesquels il intervient très fréquemment ».
Ainsi, le président Macron intervient avec des youtubeurs et très régulièrement sur Twitter (où il compte quelque sept millions d’abonnés en 2021), Instagram ou TikTok, notamment pour rallier les jeunes ou d’autres cibles identifiées à ses projets politiques,,.
Il met en place une communication publicitaire en créant la lettre d'information Cocorico pour mettre en avant les initiatives de Français,. Il ouvre également le palais de l'Élysée à une exposition, Le Fabriqué en France, dont la première édition se tient en juillet 2020.

## Affaires et controverses

### Polémiques
Le parcours politique d'Emmanuel Macron est jalonné de déclarations qui déclenchent des polémiques et se voient parfois baptisées du nom générique de « macronade » dans les médias. Ceux-ci se demandent dans quelle mesure ces propos peuvent être spontanés ou, au contraire, participer d'une stratégie de communication,. Le terme plus péjoratif de « macronerie » est également utilisé.

#### En tant que ministre de l'Économie
Emmanuel Macron crée la polémique le 17 septembre 2014 en déclarant au sujet des employées de Gad qu'elles sont « pour beaucoup illettrées », avant de regretter ses propos,.
Alors ministre de l'Économie, il se rend à Lunel et s'emporte face à des grévistes en lançant : « Vous n'allez pas me faire peur avec votre tee-shirt. La meilleure façon de se payer un costard, c'est de travailler ».
La députée socialiste des Hautes-Alpes Karine Berger, soutien de Benoît Hamon, rapporte que lors du débat sur la loi de séparation des banques de dépôt et d'investissement, Emmanuel Macron, alors secrétaire général adjoint de l'Élysée, l'a appelée à plusieurs reprises « pour lui demander de retirer deux amendements non favorables à ses amis banquiers ».

#### En tant que candidat à l'élection présidentielle de 2017
Le 13 janvier 2017, en déplacement à Nœux-les-Mines (Pas-de-Calais), l'ancien ministre de l'Économie est accusé par certains élus de tout bord politique de « mépriser » les habitants du bassin pour avoir affirmé que l'alcoolisme et le tabagisme se sont peu à peu installés dans le bassin minier.
Le 16 février 2017, il déclare regretter « l'humiliation » qu'auraient subie les opposants au mariage entre personnes de même sexe, suscitant de nombreuses réactions, notamment de la part d'organisations LGBT et de Christiane Taubira,.
Lors de l'« affaire » Mohamed Saou, Macron apporte son soutien à ce dernier sur Beur FM alors qu'il se pense hors antenne : « Il a fait un ou deux trucs un peu plus radicaux, c'est ça qui est compliqué. Mais à côté de ça, c'est un type qui est très bien Mohamed en plus ». Il est alors accusé de complaisance à l'égard de l'islamisme,.

#### Dépénalisation du cannabis
Dans son livre Révolution, publié en novembre 2016, il « plaide pour une dépénalisation de la détention en petite quantité du cannabis afin de désengorger les tribunaux ». Toutefois, dans un entretien accordé au Figaro en février 2017, il réfute totalement l'idée en déclarant qu'il « ne croit pas à la dépénalisation des petites doses ni aux peines symboliques, cela ne règle rien ». La semaine suivante, son soutien Gérard Collomb explique que Macron préfère sanctionner par une amende directe de 100 euros un délit lié au cannabis au lieu de convocations au tribunal pour des rappels à la loi et des peines symboliques. Il précise donc tenir une position de dépénalisation mais pas de légalisation.

#### Condamnation de la colonisation de l'Algérie par la France
Il est critiqué pour évoquer « des éléments de civilisation » dans la colonisation de l'Algérie : « Oui, en Algérie, il y a eu la torture, mais aussi l'émergence d'un État, de richesses, de classes moyennes, c'est la réalité de la colonisation. Il y a eu des éléments de civilisation et des éléments de barbarie. » En février 2017, précise à la chaîne algérienne Echorouk News qu'« il est inadmissible de faire la glorification de la colonisation » et qu'il l'a « toujours condamnée ». Il ajoute également : « La colonisation fait partie de l'histoire française. C'est un crime contre l'humanité. » Cette sortie est abondamment commentée dans la presse,. Pour l'historienne Sylvie Thénault, « le contexte suggère que ses déclarations visent à chercher des voix dans un électorat qui serait sensible à une condamnation de la colonisation ».

#### En tant que président de la République
Emmanuel Macron est critiqué après une plaisanterie lancée le 1er juin 2017 en marge d'un déplacement en Bretagne : « le kwassa-kwassa pêche peu, il amène du Comorien, c'est différent ». Celle-ci suscite de vives réactions dans le monde politique et au sein de la communauté comorienne. Quelques jours plus tard, Emmanuel Macron s'entretient avec le président comorien Azali Assoumani, avec lequel il affirme vouloir « travailler dans un esprit d'apaisement et de confiance mutuelle ».
Le 2 juillet 2017, il suscite une polémique en affirmant, à l'occasion de l'inauguration de la Station F, qu'« une gare, c'est un lieu où on croise des gens qui réussissent et des gens qui ne sont rien ». Ces propos sont condamnés par de nombreuses personnalités politiques et par une partie de l'opinion publique.
Le 11 juillet 2017, en marge du sommet du G20, il suscite une autre polémique auprès de journalistes de L'Humanité et Libération en affirmant : « Le défi de l'Afrique, il est civilisationnel. Quand des pays ont encore aujourd'hui sept à huit enfants par femme, vous pouvez décider d'y dépenser des milliards d'euros, vous ne stabiliserez rien ».
Le 4 octobre 2017, lors d'une visite en Corrèze pour l'inauguration d'un campus à Égletons, il prononce en aparté, au sujet des salariés de l'usine GM&S venus s'inviter pour manifester leur mécontentement à la suite de la suppression de 150 emplois : « Il y en a certains, au lieu de foutre le bordel, ils feraient mieux d’aller regarder s’ils ne peuvent pas avoir des postes là-bas, parce qu’il y en a qui ont les qualifications pour le faire », ce qui est considéré comme une forme d'arrogance par ses opposants. Plusieurs personnes, dont Ugo Bernalicis, député de La France insoumise, retournent même les propos du président de la République contre lui en disant que « l'expression pourrait très bien être réutilisée contre son auteur ». En réaction à la polémique, Emmanuel Macron déclare aux journalistes : « C'est vous qui le mettez [le bordel] »,.
Le 12 juin 2018, la conseillère de presse de l'Élysée publie une vidéo sur son compte Twitter montrant Emmanuel Macron en train de critiquer le « pognon de dingue » dépensé dans les aides sociales sans efficacité. La vidéo est critiquée par des personnalités politiques de gauche, comme Jean-Luc Mélenchon (« Ce qui coûte un pognon de dingue, c'est vous et vos cadeaux aux ultra-riches »), et de droite, comme Bruno Retailleau (« On est dans la continuité du sans-dents de François Hollande avec la théâtralisation en plus »).
Le 1er février 2019, il affirme « il ne faut pas dire que ce pesticide est cancérigène » au sujet de la dangerosité du chlordécone, un pesticide ultra-toxique et perturbateur endocrinien, classé « cancérigène possible » par l’Organisation mondiale de la santé (OMS) dès 1979 et utilisé jusqu’en 1993 dans les bananeraies en Guadeloupe et en Martinique,.
Le 4 janvier 2022, dans un entretien accordé au Parisien dans le cadre du débat sur le passe vaccinal, il fait part d’une stratégie de communication par laquelle il assume vouloir « emmerder les non-vaccinés » et déclare à ce propos qu’« un irresponsable n'est plus un citoyen », ce qui déclenche une vive polémique,,.
En 2024, pendant la campagne des législatives et lors d'un déplacement commémorant l'appel du 18 juin Emmanuel Macron déclare que le programme du Nouveau Front populaire est « totalement immigrationniste » faisant ainsi sien le vocable de l’extrême droite,.

### Conflit d'intérêts lors du rachat du journalLe Monde
En 2010, en butte à des difficultés financières, le journal Le Monde cherche de nouveaux investisseurs. Emmanuel Macron, alors banquier chez Rothschild, se propose de conseiller à titre gracieux la Société des rédacteurs du Monde, actionnaire majoritaire du journal avec les autres salariés du groupe et les lecteurs. Le 3 septembre 2010, alors que les journalistes du Monde rencontrent les conseillers de Pierre Bergé, l'un des futurs repreneurs de l'entreprise,, Adrien de Tricornot, spécialiste pour Le Monde des questions économiques et financières et vice-président de la Société des rédacteurs du Monde, rencontre Emmanuel Macron dans le sillage d'Alain Minc,,. Ce dernier a ses bureaux dans le même immeuble et conseille le groupe Prisa, qui fait une offre de rachat du Monde concurrente à celle de Pierre Bergé,. En 2015, Adrien de Tricornot obtient une autre preuve du « double jeu » d'Emmanuel Macron lors de la publication du livre L'ambigu Monsieur Macron : un courrier proposé par Emmanuel Macron et rédigé à l'origine par la société d'Alain Minc,.

### Allégations de sous-estimation de patrimoine
Dans son édition du 31 mai 2016, Le Canard enchaîné révèle qu'Emmanuel Macron a sous-évalué son patrimoine de 253 255 € par rapport à l'évaluation faite par l'administration fiscale, qui vérifie les déclarations réalisées auprès de la Haute Autorité pour la transparence de la vie publique (HATVP). Cette sous-évaluation concerne la valeur de sa maison du Touquet, que l'intéressé affirme avoir fait estimer en 2012 par un expert auprès de la Cour de cassation qui l'aurait évalué 1 200 000 €, alors que l'administration fiscale considère qu'elle vaut 1 453 255 €. Cette réévaluation par l'administration fiscale fait passer le patrimoine des époux Macron mécaniquement au-dessus du seuil d'imposition à l'impôt de solidarité sur la fortune (ISF), entraînant un retard d'impôt de 4 174 € pour 2013 et de 2 264 € pour 2014.
Emmanuel Macron échappe à un redressement fiscal au moyen d'une déclaration rectificative conforme à l'évaluation que le fisc a retenue, « après un an et demi de discussions », et doit payer l'ISF, y compris pour les années 2013 et 2014. Invoquant son état de ministre, il nie toutefois publiquement que cette évaluation reflète la réalité, déclarant le 13 juin 2016 : « Si j'avais été un citoyen normal, j'aurais discuté. Mais il n'était pas sain que, ministre à Bercy, je m'engage dans une discussion, même si je n'ai pas l'administration fiscale sous mon autorité. ».
Par ailleurs, le Canard enchaîné révèle également que Macron n'a réévalué son appartement du 15e arrondissement de Paris que de 5 % entre 2007 et 2013, alors que l'indice des prix dans cet arrondissement a augmenté de 33 % sur la même période. L'intéressé déclare à ce sujet : « J'ai acheté cher ».
Le 14 février 2017, Paul Mumbach, candidat des Maires en colère, Jean-Philippe Allenbach, président du Mouvement Franche-Comté, et Serge Grass, président de l'Union civique des contribuables citoyens (U3C), demandent à la HATVP de diligenter une enquête concernant les déclarations financières et patrimoniales d'Emmanuel Macron, s'étonnant que ses revenus n'aient pas été entièrement déclarés. Ils déclarent notamment qu'« Il [leur] paraît surprenant que M. Macron ayant perçu plus de 3 000 000 € de revenu entre 2010 et 2013 sa fortune nette déclarée le 24 octobre 2014, lors de son arrivée au gouvernement, n'ait été que de 156 000 €, pour ensuite n'être plus que de 63 048 € quand il en est parti (cf. sa déclaration du 28/10/2016) ». Sans réponse, ils saisissent le Parquet national financier le 4 mars 2017.
Indépendamment de ce premier épisode, le journal La Croix publie le 12 mars 2017 un entretien avec Emmanuel Macron durant lequel il est questionné sur le décalage apparent entre ses très hauts revenus chez Rothschild et une déclaration de « patrimoine financier limité à 200 000 euros ». Au vu des réponses données, l'association Anticor, engagée depuis 2002 dans la défense de l'éthique en politique, saisit le 13 mars 2017 la HATVP, lui demandant de vérifier le caractère « exhaustif, exact et sincère » de la déclaration du candidat à la présidentielle. Elle s'interroge, en effet, sur un « manque de cohérence entre les revenus et le patrimoine déclarés » d'Emmanuel Macron. Les données, reprises largement dans la presse, sont qu'Emmanuel Macron a déclaré 3,3 millions d'euros de revenus entre 2009 et 2014, dont 2,8 millions d'euros perçus entre 2009 et 2012 comme banquier d'affaires à la banque Rothschild, et un patrimoine net (patrimoine brut réduit des dettes) de seulement 200 000 euros dans sa déclaration officielle de patrimoine en novembre 2014,.
Sa déclaration de situation patrimoniale au 16 mars 2017 ne fait apparaître aucun bien immobilier que ce soient des biens propres, des biens de la communauté (son régime matrimonial étant la communauté légale) ou des biens indivis. Ne possédant aucun bien immobilier depuis qu'il a revendu son appartement parisien, Emmanuel Macron déclare avoir encore à rembourser près de 246 000 € au titre d'un emprunt pour financer des travaux dans la résidence secondaire de son épouse Brigitte au Touquet. Le 27 mars 2017, la HATVP répond à Anticor, après investigations, que cette déclaration de patrimoine paraît exhaustive et sincère. Anticor n'envisage alors pas de recours[réf. nécessaire]. En 2022, la question du décalage entre les revenus supposés d'Emmanuel Macron chez Rothschild liés notamment au rachat par Nestlé de la filiale de lait infantile de Pfizer et sa déclaration d'intérêts à la HATVP est à nouveau évoquée par la presse,.

### Enquête sur les soupçons de favoritisme de Business France
Le 13 mars 2017, le parquet de Paris ouvre une enquête préliminaire sur des soupçons de « favoritisme, complicité et recel de favoritisme » à l'encontre de Business France, organisme de promotion dépendant du ministère de l'Économie. Cette enquête, confiée à l'Office central de lutte contre la corruption et les infractions financières et fiscales (OCLCIFF), fait suite à un rapport de l'Inspection générale des finances qui soupçonne des irrégularités lors d'un déplacement d'Emmanuel Macron, alors ministre de l'Économie, au Consumer Electronics Show (CES) de Las Vegas en janvier 2016. L'organisation du déplacement, décidé en urgence par Emmanuel Macron, est confiée sans appel d'offres à Havas par Business France. Selon Le Canard enchaîné, qui révèle l'affaire, le coût de la soirée atteint 381 759 euros. Emmanuel Macron y est ovationné par plus de 500 personnalités et dirigeants de start-up françaises.
Cependant, pour le ministre de l'Économie et des Finances Michel Sapin, Emmanuel Macron, son cabinet et le ministère de l'Économie « sont totalement hors de cause ». « C'est un dysfonctionnement de Business France. Il lui appartenait, si elle considérait que les délais étaient trop courts, de dire qu'elle ne pouvait pas organiser l'événement selon les règles, ce qui n'a pas été fait », ajoute-t-il, précisant avoir « naturellement missionné l'IGF » lorsqu'il est « informé de ces dysfonctionnements ». « Si l'inspection concluait à l'existence d'un non-respect des règles, elle devrait saisir la justice, mais cette saisine ne concerne en aucun cas Emmanuel Macron, son cabinet ou le ministère », insiste-t-il.
En juin 2017, Muriel Pénicaud, administratrice de Business France au moment des faits et ministre du Travail sous la présidence Macron, admet « une erreur de procédure ».

### Affaire Benalla
En juillet 2018, Alexandre Benalla, coordinateur de différents services lors des déplacements d'Emmanuel Macron, est accusé d'avoir usurpé la fonction de policier, et d'avoir interpellé et violenté des manifestants le 1er mai 2018. L'opposition et les médias mettent en doute la réalité des sanctions infligées par l'Élysée à Benalla et soulignent la communication controversée de l'exécutif. L'affaire met en lumière plusieurs dysfonctionnements au sein de la présidence de la République. Une enquête préliminaire est ouverte par la justice, tandis que le Parlement constitue une commission d'enquête. En novembre 2021, Alexandre Benalla est condamné à trois ans de prison, dont un ferme, et fait appel. Les répercussions médiatiques de l'affaire ont pendant longtemps posé problème à Emmanuel Macron.

### Affaire Kohler
Début mai 2018, le site Mediapart affirme que le secrétaire général de l'Élysée, Alexis Kohler, « bras droit d'Emmanuel Macron » selon L'Express et « numéro 2 » de sa campagne présidentielle de 2017, a des liens familiaux avec l'armateur italo-suisse MSC,. D'après les documents révélés par Mediapart, Alexis Kohler est intervenu entre 2010 et 2012 sur des contrats entre une filiale de MSC et le Grand port maritime du Havre (GPMH), alors qu'il était sous-directeur de l'Agence des participations de l'État (APE) et siégeait au conseil de surveillance de GPMH. L'association Anticor dépose une plainte fin mai 2018 auprès du Parquet national financier pour « prise illégale d'intérêts », « trafic d'influence » et « corruption passive »,. Selon l'Élysée, cette plainte repose sur « des soupçons totalement infondés jetés sur lui à l'évidence en raison de ses fonctions ». Alexis Kohler n'a aucune fonction chez MSC,, et selon l'Élysée, Alexis Kohler a toujours déclaré ses liens familiaux avec MSC, évitant de participer aux décisions concernant cette société, et sa hiérarchie a veillé à un éventuel conflit d'intérêts dans « toutes les fonctions qu'il a occupées à l'Agence des participations de l'État, à Bercy et à l'Élysée ».

### Liens avec le cabinet de conseil McKinsey
En 2007, Macron rencontre dans la commission Attali le président de McKinsey France, Éric Labaye, et Karim Tadjeddine, alors chef des consultants de McKinsey. En 2010, Emmanuel Macron entre avec Karim Tadjeddine dans le think tank En temps réel. Les deux hommes y font la connaissance de Thomas Cazenave avec lequel ils travailleront sur son livre L'État en mode start-up publié en 2016. En 2017, Emmanuel Macron, devenu président de la République, place Thomas Cazenave à la tête de la Direction interministérielle de la transformation publique qui supervise notamment toutes les missions attribuées par l’État aux cabinets de conseil privés comme McKinsey,.
Par ailleurs, les MacronLeaks montrent qu'une dizaine de membres de McKinsey a travaillé à l'élaboration du programme politique d'Emmanuel Macron pour sa campagne à l'élection présidentielle de 2017. Le parti politique d'Emmanuel Macron, LREM, affirme ne faire appel à aucun cabinet de conseil et le journal Le Monde a vérifié qu'aucune facture de la campagne pour la présidentielle ne concerne McKinsey. Interrogé par Le Monde début 2021, McKinsey préfère ne pas préciser si ses membres se sont engagés dans cette campagne « à titre personnel, bénévolement et sur leur temps libre »,. En 2022, Les Décodeurs affirment que les consultants de McKinsey se sont investis sur leur temps libre. Le Journal du dimanche signale que Karim Tadjeddine apparaît dans les MacronLeaks avec son adresse mail de McKinsey et que, interrogé par le Sénat à ce sujet, il a plaidé une erreur.
Après l'accession d'Emmanuel Macron à la présidence de la République, certains des consultants ayant participé à la campagne rejoignent des postes d'influence au sein de la « Macronie », notamment au parti LREM. En 2018, Emmanuel Macron nomme Éric Labaye président de Polytechnique,.
En octobre 2022, le Parquet national financier ouvre deux nouvelles enquêtes sur les « conditions d'intervention [de McKinsey] dans les campagnes de 2017 et 2022 » d'Emmanuel Macron, la première sur les chefs de « tenue non conforme de comptes de campagne » et « minoration d'éléments comptables dans un compte de campagne » ; et la seconde sur des chefs de « favoritisme » et « recel de favoritisme »,. Le siège français de McKinsey est perquisitionné le 24 mai 2022 dans le cadre de cette enquête. En décembre de la même année, des perquisitions sont menées par les gendarmes au siège du parti Renaissance et dans les locaux parisiens du cabinet de conseil dans le cadre des enquêtes judiciaires visant le recours au cabinet de conseil pendant la campagne présidentielle d'Emmanuel Macron en 2017,.

### Lien avec le cabinet de conseil Capgemini
En février 2022, à la suite de l'affaire McKinsey, la sénatrice Éliane Assassi analyse les activités de chaque cabinet sur des missions précises. Étienne Grass, ancien camerade à l’ENA de Emmanuel Macron et responsable de la market unit secteur publique chez Capgemini, accompagné de son collègue Mathieu Dougados, PDG de Capfemini Invent, ont défendu le rôle de Capgemini. Cependant, leurs réponses vagues et leur incapacité à révéler les détails financiers du contrat ont nourri les soupçons. Étienne Grass avait également été chef de cabinet de Najat Vallaud-Belkacem.
Éliane Assassi cite notamment le cas d’un ancien salarié du groupe Capgemini, Cédric Bonamigo, nommé à la tête du service de la correspondance de l’Élysée, service qui a fait appel au même cabinet pour réorganiser ses outils numériques. Il s’agissait de mettre sur pied un système d’automatisation de la lecture du courrier pour en produire des rapports. « Ce n’est pas gênant, de votre point de vue, que ce soit un ancien salarié de Capgemini qui soit chargé de revisiter le service des correspondances de l’Élysée », demande la sénatrice. « Ce n’est pas à nous d’avoir un avis sur qui, au sein de l’organisation cliente, déclenche ce type de prestation », répond Mathieu Dougados, directeur exécutif, invitant la commission à demander à l’Élysée.
« En principe, nos salariés n’ont pas vocation à être recrutés », rebondit Étienne Grass, directeur des activités secteur public à Capgemini. Et pour cause, « quand ça se passe, cela nous met dans une situation complexe », reconnaît-il. Le cabinet fait toutefois une exception vis-à-vis de l’État, en n’appliquant pas certaines clauses contractuelles qui empêchent un salarié de rejoindre un client, « à la condition qu’il y ait un cadre déontologique qui soit fixé », souligne le directeur.
En juin 2022, Le Monde publie une enquête concernant les significatifs projets lucratifs menés par Capgemini pour le secteur public français (« Cabinets de conseil : Capgemini, le coûteux prestataire dont l’État ne sait plus se passer »). Le nom d’Étienne Grass, chef de la market unit « secteur public » de Capgemini Invent depuis 2017, est mentionné parmi les responsables de la dynamique.

## Autres engagements
Il est membre de la promotion 2012 des « Young Leaders » de la French-American Foundation. Il est membre de la promotion 2013 des « Young Leaders » de la France China Foundation.
Il est également administrateur du théâtre de la Ville (Paris) et trésorier de Bibliothèques sans frontières de 2007 à 2012.
En 2016, il est nommé « Young Global Leader » par le Forum économique mondial.
Jusqu'en 2017, il est administrateur du think tank « En temps réel », où il « a noué de solides amitiés et recruté de puissants soutiens, comme le financier Stéphane Boujnah, le responsable de son programme Jean Pisani-Ferry, son conseiller en politique étrangère François Heisbourg, le patron de la BPI Nicolas Dufourcq, l'assureur et chef de file des Gracques Bernard Spitz, le patron de McKinsey France Karim Tadjeddine ou l'ancienne syndicaliste CFDT Nicole Notat ».

## Dans la culture populaire

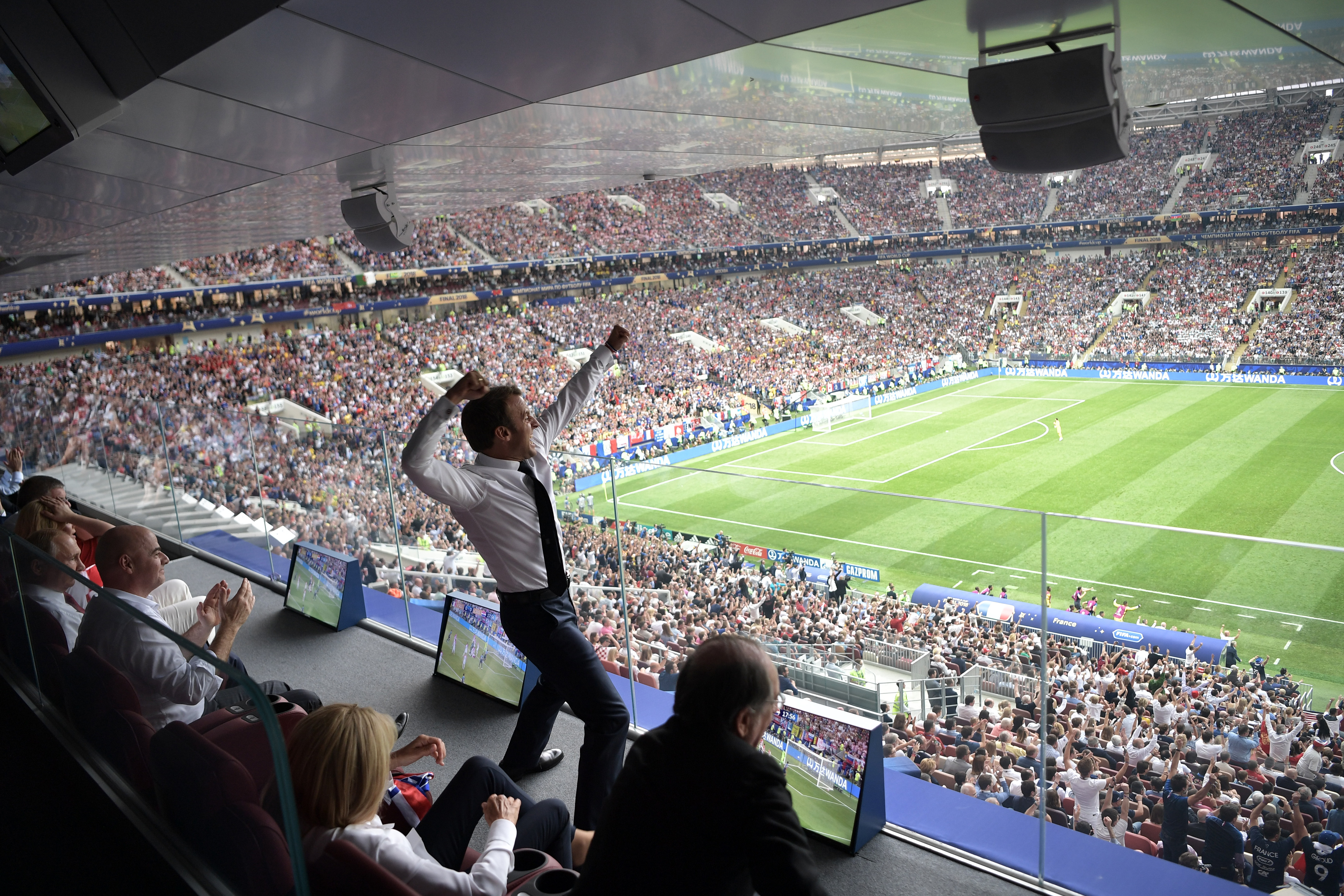
Emmanuel Macron exultant dans les tribunes du stade Loujniki de Moscou, le 15 juillet 2018, après un but français lors de la finale de la Coupe du monde de football de 2018.

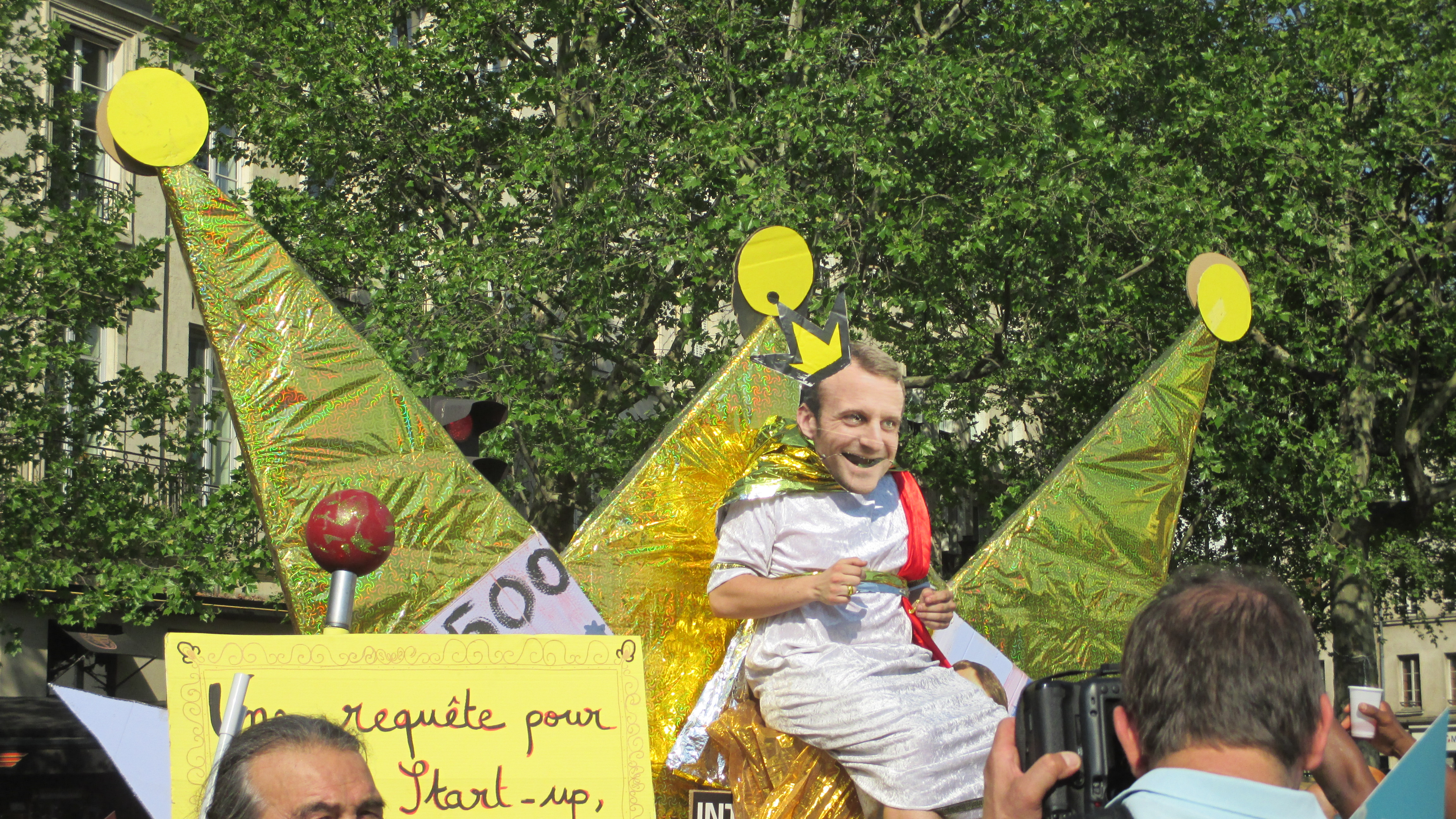
Emmanuel Macron représenté comme un roi lors de la manifestation « La fête à Macron », le 5 mai 2018.

Dans Les Guignols de l'info, Emmanuel Macron est présenté, peu après sa nomination en tant que ministre de l'Économie en août 2014, sous les traits d'un bébé capricieux en costume cravate, opposé au programme politique de François Hollande et proche de Pierre Gattaz,. Une marionnette d'adolescent est utilisée par la suite avant de faire place à un double en latex plus ressemblant. L'imitateur Marc-Antoine Le Bret lui prête sa voix. Dans Groland, il est surnommé « Emmanuel Micron » et est interprété par Raphaël Jimenez. Dans les chroniques des humoristes Nicolas Canteloup et Laurent Gerra, Macron est respectivement caricaturé en jeune homme huppé et en protégé de sa femme, qui lui prépare son agenda. Emmanuel Macron est aussi couramment caricaturé sous la forme d'un roi ou d'un empereur napoléonien,,.
La série de bande dessinée La Présidente, de François Durpaire et Farid Boudjellal, s'achève au tome 3 (paru en mars 2017) par la victoire d'Emmanuel Macron — soutenu par Christiane Taubira — contre Marion Maréchal lors d'une élection présidentielle organisée en 2024.
Emmanuel Macron est le protagoniste du roman de Marc Welinski Dossier Wasselot (paru en avril 2018). Il y apparaît sous les aspects d'un président-philosophe citant du Marcel Proust et du Marc Aurèle.
Les vidéos de l'humoriste Anne-Sophie Bajon, dite La Bajon, critique d'Emmanuel Macron, totalisent plusieurs millions de vues sur les réseaux sociaux, notamment durant le mouvement des Gilets jaunes,,. En 2019, Damien Saez sort, à l'occasion de l'anniversaire du début du mouvement des Gilets jaunes, la chanson Manu dans l'cul, où il incarne un Gilet jaune s'adressant au président et fait référence au tag « Macron on veut ton cul », inscrit sur l'arc de triomphe de l'Étoile le 1er décembre 2018.
Le personnage d'Emmanuel Macron, alors ministre de l'économie, apparaît brièvement dans le film Adults in the Room de Costa-Gavras sorti en 2019. L'intrigue se déroule en 2015, lors de la crise de la dette grecque. Lors d'une scène, il s'entretient avec son homologue grec Yánis Varoufákis, venu à Bercy pour obtenir le soutien de la France dans ses négociations avec l'Eurogroupe.
Le groupe punk Les Sales Majestés a une chanson intitulée Macron dans son album Overdose (2017). HK fait allusion à Emmanuel Macron dans sa chanson Danser encore, sortie en 2020, lorsqu'il évoque « Monsieur le Bon Roi ».
Il est lauréat 2022 de l'Académie de la Carpette anglaise et déroge à la règle selon laquelle le jury ne décerne jamais son prix à un président en exercice. Selon Philippe de Saint Robert, « Emmanuel Macron a tellement fait étalage de son anglophilie que nous n’avons pas eu le choix »,,.

## Résultats aux élections présidentielles
| Année | Parti     | Parti | 1er tour  | 1er tour | 1er tour   | 2d tour    | 2d tour | 2d tour | Issue |
| Année | Parti     | Parti | Voix      | %        | Rang       | Voix       | %       | Rang    | Issue |
| ----- | --------- | ----- | --------- | -------- | ---------- | ---------- | ------- | ------- | ----- |
| 2017  |           | LREM  | 8 656 346 | 24,01    | 1er        | 20 743 128 | 66,10   | 1er     | Élu   |
| 2022  | 9 783 058 | LREM  | 27,85     | 1er      | 18 768 639 | 58,55      | 1er     | Élu     |       |

## Distinctions

### Titresex officioen tant que président de la République
- Grand maître de l'ordre national de la Légion d'honneur[824].
- Grand maître de l'ordre national du Mérite.
- Chanoine d'honneur de la basilique Saint-Jean-de-Latran (prend possession de sa stalle en 2018[825]), des cathédrales Saint-Jean-de-Maurienne, Saint-Julien du Mans et Saint-Étienne de Châlons, des églises de Saint-Hilaire de Poitiers, de Saint-Martin de Tours et Saint-Martin d'Angers.
- Proto-chanoine de la cathédrale Notre-Dame d'Embrun et de Notre-Dame de Cléry.
- Coprince d'Andorre[826]

### Décorations françaises
- Grand-croix de l'ordre national de la Légion d'honneur, de droit en qualité de grand maître de l'ordre (2017).
- Grand-croix de l'ordre national du Mérite, de droit en qualité de grand maître de l'ordre (2017).

### Décorations étrangères
- Chevalier de la Croix aux Sept Branches (ca), Principauté d'Andorre, le 17 juillet 2024[827].
- Grand cordon de l'ordre de Léopold (Belgique), le 19 novembre 2018[828].
- Grand collier de l'ordre national de la Croix du Sud (Brésil) le 28 mars 2024[829]. Grand officier en tant que secrétaire général adjoint de l'Élysée (9 décembre 2012)[830].
- Grand ordre de Mugunghwa (Corée du Sud), le 15 octobre 2018[831].
- Grand-croix de l'ordre national de la république de Côte d'Ivoire (Côte d'Ivoire), le 23 décembre 2019[832].
- Chevalier de l'ordre de l'Éléphant (Danemark), le 28 août 2018[833].
- Collier de l'ordre du Nil (Égypte), le 7 décembre 2020[834].
- Ordre de Zayed (Émirats arabes unis), le 18 juillet 2022[835].
- Commandeur en chef de la Legion of Merit (États-Unis), le 8 décembre 2020[836].
- Grand-croix avec collier de l'ordre de la Rose blanche (Finlande), en août 2018[837].
- Grand-croix de l'ordre du Sauveur (Grèce), le 6 septembre 2017[838].
- Chevalier grand-croix avec collier de l'ordre du Mérite de la République italienne (Italie), le 15 novembre 2021[839].
- Grand-croix de l'ordre du Mérite libanais (Liban), le 25 septembre 2017[836].
- Chevalier de l'ordre du Lion d'or de la maison de Nassau (Luxembourg), le 19 mars 2018[836].
- Collier de l'ordre de la Souveraineté (Al Wissamm Al-Mohammadi) (Maroc) le 29 octobre 2024[840].
- Collier de l’ordre de la République (Moldavie), 4 mars 2024[841].
- Grand-croix de l'ordre de Saint-Charles (Monaco), le 7 juin 2025[842].
- Grand-croix de l'ordre de l'Aigle aztèque (Mexique), le 22 septembre 2016[836].
- Grand-croix de l'ordre de Saint-Olaf (Norvège), le 23 juin 2025[843]
- Grand-croix de l'ordre du Lion néerlandais (Pays-Bas), le 11 avril 2023[844].
- Grand collier de l’ordre de la Liberté (Portugal), le 27 février 2025[845].
- Grand-croix honoraire de l'ordre du Bain (Royaume-Uni), le 20 septembre 2023[846].
- Commandeur de l'ordre de l'Empire britannique (Royaume-Uni), en 2014, en tant que secrétaire général adjoint de l'Élysée[847].
- Grand-croix de l'ordre national du Lion du Sénégal (Sénégal), le 26 janvier 2018[836].
- Chevalier de l'ordre des Séraphins (Suède), le 30 janvier 2024[848],[849]
- Grand cordon de l'ordre de la République (Tunisie), le 31 janvier 2018[850].

### Décoration du Comité international olympique
- Ordre olympique échelon or (Comité international olympique), le 28 août 2024[851].

### Prix Internationaux
- Nommé « Global Thinker » par le magazine Foreign Policy en 2017[852],[853].
- Prix international Charlemagne d'Aix-la-Chapelle de l'année 2018, décerné pour son engagement pro-européen.
- Prix « Champion de la Terre » (Champion of the Earth) de l'année 2018, décerné pour son leadership international sur la question du changement climatique. En France, la remise de ce prix est contestée par certains experts, qui affirment que la France est en retard sur ses objectifs malgré un positionnement reconnu d'Emmanuel Macron à l'international[854].
- Prix international de la Paix de Westphalie en 2024, décerné pour l'engagement à la réconciliation et à la paix en Europe et dans le monde[855].
- Atlantic Council Global Citizen Awards (en) décerné le 24 septembre 2025[856].

### Prix de la presse française
- Prix Le Trombinoscope de la révélation politique de l'année 2014.
- Prix Le Trombinoscope de la révélation politique de l'année 2016.
- « Personnalité de l’année 2022 » par La Revue du vin de France.

### Autres
- Premier Commandeur de l'Ordre français du rayonnement gastronomique (2023)[857]

## Publications

### Ouvrages
- Emmanuel Macron, Révolution, Paris, XO, 2016, 270 p. (ISBN 978-2-84563-966-9). 
  - Revolution: Wir kämpfen für Frankreich, éd. Morstadt, 2017. Traduction en allemand.
  - Rivoluzione, éd. La Nave di Teseo, 2017. Traduction en italien.
  - Revolutie!, éd. Xander Uitgevers, 2017. Traduction en néerlandais.
  - Revolution, éd. Scribe Publications, 2017. Traduction en anglais.
- Macron par Macron, éditions de l'Aube, 2017.
- Alain Chardonnens, Emmanuel Macron : Discours de la campagne présidentielle, Paris, L'Harmattan, 2017.

### Articles
- Emmanuel Macron, « La lumière blanche du passé : Lecture de La Mémoire, l'histoire, l'oubli, de Paul Ricœur », Esprit, vol. 8/9, nos 266/267,‎ 2000, p. 16-31 (lire en ligne, consulté le 10 octobre 2016).
- Emmanuel Macron, « Christian Delacroix, François Dosse, Patrick Garcia : les Courants historiques en France, XIXe – XXe siècles », Esprit, vol. 8/9, nos 266/267,‎ 2000, p. 238-240 (lire en ligne, consulté le 30 avril 2021).
- Emmanuel Macron, « François Dosse : l'Histoire », Esprit, vol. 8/9, nos 266/267,‎ 2000, p. 238-240 (lire en ligne, consulté le 30 avril 2021).
- Yves Lichtenberger, Emmanuel Macron et Marc-Olivier Padis, « La réhabilitation inattendue de l'université au sein de l'enseignement supérieur », Esprit, vol. 12,‎ 2007 (lire en ligne, consulté le 10 octobre 2016).
- Henri Guillaume et Emmanuel Macron, « Enseignement supérieur, recherche, innovation. Quels acteurs ? », Esprit, vol. 12,‎ 2007 (lire en ligne, consulté le 10 octobre 2016).
- Emmanuel Macron, « Les labyrinthes du politique. Que peut-on attendre pour 2012 et après ? », Esprit,‎ mars-avril 2011, p. 106-115 (lire en ligne, consulté le 14 mai 2017).
- Emmanuel Macron, « La France a toutes ses chances, pour peu qu'elle reprenne confiance », Les Echos,‎ 31 octobre 2014 (lire en ligne).
- Emmanuel Macron, « Croire aux chances de la France », Les Echos,‎ 31 octobre 2014 (lire en ligne).
- Emmanuel Macron, « Construire une « alliance de Paris pour le climat » », Annales des Mines - Responsabilité et Environnement, vol. 2, no 78,‎ 2015, p. 3 (lire en ligne, consulté le 8 octobre 2016).
- Emmanuel Macron, « Avant-propos », Annales des Mines - Responsabilité et Environnement, vol. 2, no 82,‎ 2016, p. 3 (lire en ligne, consulté le 10 octobre 2016).
- Emmanuel Macron, « La France doit être en première ligne », Inventer demain : 20 projets pour un avenir meilleur,‎ 2016, p. 89-91.
- Emmanuel Macron, « La réforme, c'est une méthode, de la clarté, pas une saignée », Les Échos,‎ 13 avril 2017 (lire en ligne).
- Emmanuel Macron, « Pour une renaissance européenne », tribune publiée le 4 mars 2019 par plusieurs médias français et européens[858],[859].
- (en) Emmanuel Macron, « France is against ‘Islamist separatism’ — never Islam », Financial Times,‎ 4 novembre 2020 (lire en ligne).
- Emmanuel Macron, « Réenchanter le monde », L'Express,‎ 23 décembre 2021 (lire en ligne).

### Préfaces
- François-Denis Poitrinal et Guillaume Grundeler (préf. Michel Chabanel, propos lim. Emmanuel Macron, av.-propos Pierre-Olivier Sur), Le Capital-Investissement : guide juridique et fiscal, Paris, Association française des investisseurs pour la croissance (AFIC)-RB, 2015, 834 p. (ISBN 978-2-86325-714-2, BNF 44517439).
- Yann Algan et Thomas Cazenave (dir.) (préf. Emmanuel Macron), L'État en mode start-up, Paris, Eyrolles, 2016, 150 p. (ISBN 978-2-212-56466-2, lire en ligne).
- Design d'aujourd'hui 2016 : 156 créations qui font avancer le design : l'observeur du design (préf. Emmanuel Macron, av.-propos Anne-Marie Boutin), Paris, Dunod, 2016, 228 p. (ISBN 978-2-10-073889-2, SUDOC 19011312X).
- Musée de la Légion d'honneur, musée de l'ordre de la Libération (préf. Emmanuel Macron), Une certaine idée de la France… et du monde : Charles de Gaulle à travers ses décorations, Bruxelles, Peter Lang, 2019, 352 p. (ISBN 978-2-212-56466-2, lire en ligne).
- Nathalie de Kaniv et Patrick Bellouard (dir.) (préf. Emmanuel Macron, postface Joseph Borrell), Souveraineté et solidarité, un défi européen, Paris, éditions du Cerf, 2021, 348 p. (ISBN 9782204148351).
- Isabelle Averty et Dominique Protin (préf. Emmanuel Macron, colonel Nicolas de Chilly), Un soir en Afrique, Paris/93-Saint-Denis, éditions konfident, 2021, 250 p. (ISBN 9782956983750).